# Rusia durante la Primera Guerra Mundial

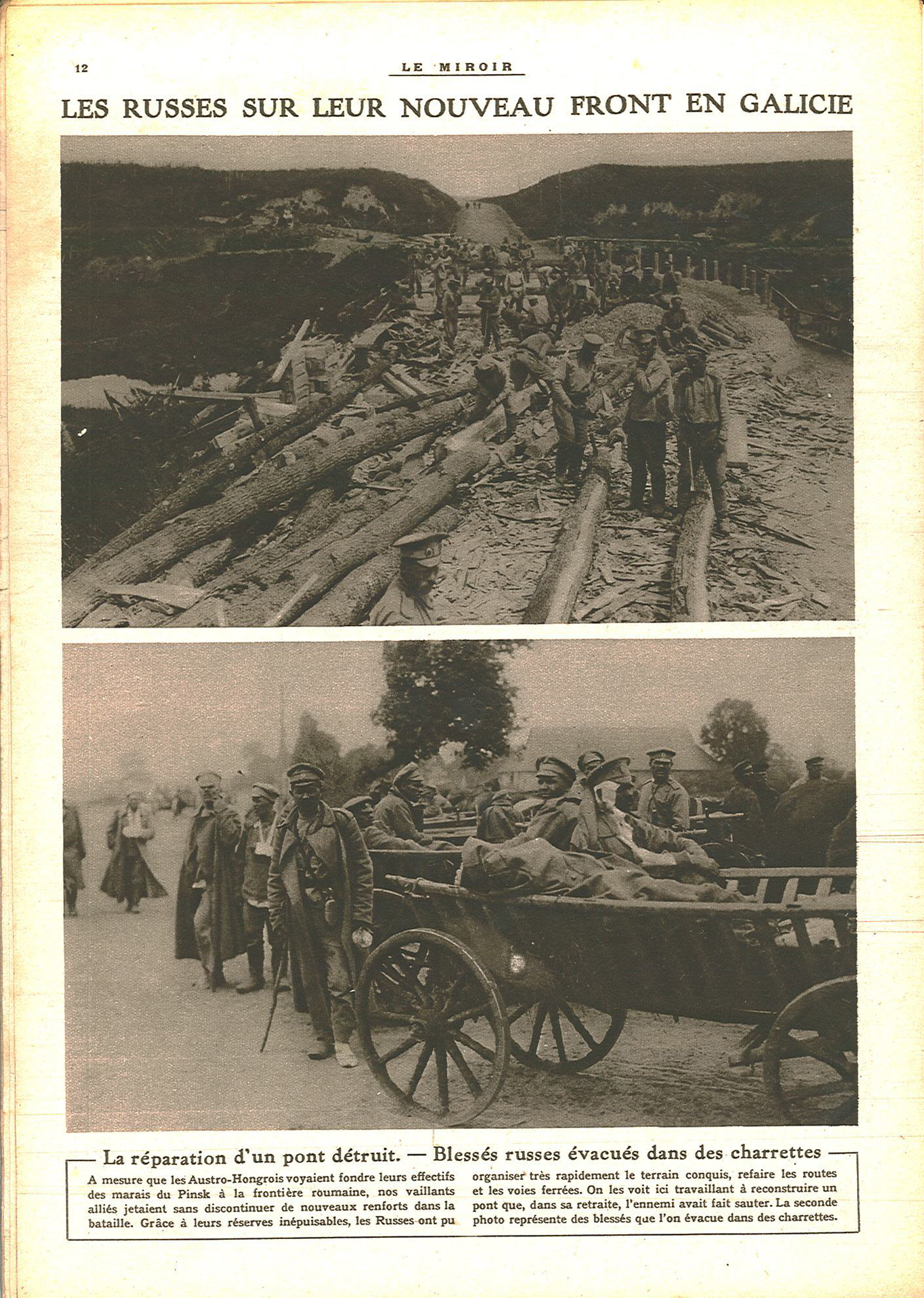
“Los rusos en su nuevo frente en Galicia”, reparando un puente destruido y evacuando a los heridos en carreta, imágenes de la revista francesa Le Miroir, 6 de agosto de 1916.

La historia de Rusia durante la Primera Guerra Mundial fue un periodo crucial de la historia moderna del país que comenzó con la entrada de este en la Primera Guerra Mundial en agosto de 1914 y acabó formalmente en marzo de 1918 con la firma del Tratado de Brest-Litovsk, tras la caída de la monarquía y la implantación del Gobierno soviético durante la Revolución de Octubre. Al final de la participación rusa en la guerra mundial le siguió la guerra civil rusa, que sumió al país en un nuevo conflicto que duró hasta 1921. La autocracia que entró en el conflicto en 1914 se transformó en el primer gobierno socialista del planeta.
En 1914, los rusos sufrieron una grave derrota en Prusia oriental en la que perdieron cien mil hombres. A comienzos de 1915, lograron algunos avances en el sector austrohúngaro, hasta que se desencadenó la contraofensiva de August von Mackensen en abril, que precipitó la gran retirada rusa del verano, en la que los rusos perdieron los territorios polacos, lituanos y parte de los bielorrusos.
Pese a que en 1917 la Entente gozaba ya de notable ventaja en hombres y armamento frente al enemigo, apenas hubo combates durante ese año en el frente ruso. El hartazgo de la población acabó con la monarquía en la Revolución de Febrero. La fallida Ofensiva de Kérenski de julio dio paso a un contraataque de los alemanes en febrero y septiembre que les permitió apoderarse de la Galitzia oriental y de Riga. En noviembre los bolcheviques se hicieron con el poder en la Revolución de Octubre; en diciembre firmaron un armisticio con los Imperios Centrales y, en marzo de 1918, el Tratado de Brest-Litovsk que puso fin a la participación de Rusia en el conflicto mundial.

## Desencadenamiento de la guerra mundial

### Situación en Europa

Sistema de alianzas en Europa antes de la Primera Guerra Mundial:
Triple Entente
Triple Alianza
Países neutrales

La característica principal de la política europea de principios del siglo XX era la tensión latente entre Francia y Alemania, que databa de la derrota de la primera a manos de la segunda en la guerra franco-prusiana de 1870-1871 y que había acabado con la fundación de una Alemania unificada que se había anexado Alsacia-Lorena. El canciller alemán Otto von Bismarck había hecho del aislamiento francés el centro de su política exterior: en 1873 logró la firma de un pacto entre Alemania, Austria-Hungría y Rusia al que en 1882 se unió Italia, la Triple Alianza. La destitución de Von Bismarck y la competición entre el Imperio austrohúngaro y el ruso por extender su influencia en los Balcanes acabó por desbaratar la liga. Alemania optó por no renovar el pacto con Rusia y respaldar a Austria-Hungría en mayo de 1891; Rusia, aislada, se acercó a Francia, con la que firmó un pacto militar en el verano de 1892 y una alianza en enero de 1894. La alianza franco-rusa se estrechó con el tiempo, en especial por el aumento de las inversiones galas en el imperio. Por su parte, Italia, la menor de las grandes potencias, aunque mantuvo oficialmente su participación en la Triple Alianza, firmó un acuerdo secreto con Francia en el que se comprometía a permanecer neutral en una eventual guerra si la república era la parte agredida. De la década de 1890 en adelante, la política europea giró en torno a las coaliciones rivales que unían a Alemania y Austria-Hungría frente a Francia y Rusia aunque, durante veinte años, estas lograron evitar la guerra pese a las sucesivas crisis. Paradójicamente, Alemania y Rusia habían estado estrechamente unidas política y económicamente durante gran parte del siglo XIX; el posible enfrentamiento entre ellas no se debía a ellas mismas, sino a sus malas relaciones con sus aliados respectivos (Alemania con Francia y Rusia con Austria-Hungría).
Rusia, pese a ser aún un país fundamentalmente rural y tener una producción industrial per cápita que era un sexto de la de Alemania, era el aliado fundamental de Francia, que la necesitaba para compensar la ventaja en industria y población de la que gozaba su vecino del este. En efecto, Francia tenía una población de treinta y nueve millones en 1913 —dos tercios de la Alemania— y una producción industrial que era la mitad de la del rival. En importantes sectores bélicos como la producción de acero y carbón, la producción alemana era más del doble de la francesa. Rusia, pese a su atraso, no dejaba de tener una población de ciento setenta millones de personas y de ser la cuarta potencia industrial del mundo, inmersa en un rápido desarrollo. Alemania había adelantado en producción industrial a la potencia principal del siglo anterior, el Reino Unido, cuya producción de acero duplicaba. En conjunto, la capacidad industrial de Alemania y sus aliados era ligeramente mayor que la de sus adversarios, si bien estos contaban con unas fuerzas armadas algo más numerosas.
Rusia mantenía una relación de rivalidad con el Reino Unido en Asia central, donde los británicos temían la expansión rusa, que podía llegar a amenazar su dominio de la India, y en Persia, cuyos yacimientos petrolíferos eran la fuente principal de combustible de la Armada británica, fundamental para la defensa de un inmenso y desperdigado imperio que abarcaba aproximadamente un cuarto de la Tierra. Incapaz de defender la India con un exiguo ejército, el Reino Unido decidió eliminar la amenaza rusa mediante el pacto, mejorando relaciones primero con su aliada, Francia, con la que había competido hasta entonces en África. En 1904 se firmó la Entente Cordiale entre los dos países, que reconocía el predominio británico en Egipto y el francés en Marruecos y gran parte del Magreb; este pacto fue el preludio de otro acuerdo anglo-ruso que se rubricó en 1907. El peligro que Francia y Rusia podían suponer para sus colonias hizo que a partir de entonces el mantenimiento de buenas relaciones con ellas fuese un objetivo crucial de la política exterior británica. Esto, junto con la expansión de la Marina alemana, determinó que las relaciones entre el Reino Unido y Alemania se deteriorasen.

### Situación y planes militares
Francia dependía de la rápida movilización rusa para equilibrar las fuerzas ante un posible ataque alemán. Para Rusia, el principal adversario era Austria-Hungría y el más fácil de atacar, pero la supervivencia de Francia requería que Rusia concentrase sus fuerzas en acometer a Alemania y no permitirle que reuniese todas sus fuerzas en una ofensiva contra los franceses, pues la derrota de estos conllevaría a continuación la suya.
Rusia había tenido que rearmarse tras el desastre de la guerra ruso-japonesa de 1904-1905. En 1909, aún era demasiado débil para librar incluso una contienda puramente defensiva, pero en 1914 el proceso de rearme había alcanzado un punto que permitió creer a sus mandos militares que el país podría disputar un conflicto de entre dos y seis meses, la duración que todos los jefes militares europeos esperaban que tuviese. El país destinaba el 7 % del presupuesto anual a la Armada y al Ejército de Tierra, el 22 % en vísperas de la guerra.
Un aspecto crucial era la velocidad de movilización de los ejércitos rusos, que debía ser lo más rápida posible para ser efectiva contra Alemania. En 1910-1912 y gracias en parte a las inversiones francesas que mejoraron las redes ferroviarias, se calculaba que el Ejército estaría completamente movilizado en treinta días; dos tercios de las tropas estarían listas en los primeros dieciocho días. Los rusos se comprometieron a atacar Alemania a los quince días de estallar la guerra. Si la paz continuaba y seguían los planes de mejora, para 1917 los rusos podrían estar completamente listos en tan solo dieciocho días, tres más que los alemanes. La mejora de la situación militar rusa perjudicaba a Alemania, que basaba su victoria en poder derrotar primero a Francia y luego vencer a Rusia, y hacerlo por separado, gracias a la lenta movilización rusa. Los mandos alemanes creían que una guerra en dos frentes, como auguraba la veloz movilización rusa, eliminaba las posibilidades de vencer. Este convencimiento de que el tiempo empeoraba su situación militar fomentaba que algunos mandos sopesasen la conveniencia de librar una guerra cuanto antes, antes de que la ventaja de los adversarios resultase insuperable.

### Crisis balcánica
El detonante de la guerra mundial fue la crisis de los Balcanes. La inestabilidad de la región databa de la decadencia del Imperio otomano que había comenzado a finales del siglo XVIII. El imperio, que había dominado la zona desde el siglo XV, había ido cediendo territorios a Rusia y Austria-Hungría y admitiendo la independencia de diversos pueblos que enseguida se enzarzaron en reclamaciones territoriales nacionalistas. Estas y el aumento de la influencia rusa en los Balcanes ponían en peligro la estabilidad del Imperio austrohúngaro, multinacional. Si durante los treinta años que siguieron al Congreso de Berlín de 1878 la debilidad política y económica de los nuevos Estados balcánicos evitó grandes crisis, la anexión austrohúngara de Bosnia en 1908, en un momento de debilidad rusa, empeoró la situación. Los nacionalistas serbios la rechazaban pues esperaban integrar el territorio en Serbia y la debilidad otomana que la había permitido —Bosnia había sido parte del imperio, incluso si los austrohúngaros administraban el territorio desde 1878— impelió tanto a Italia —que se apoderó de Libia en 1911— como a los Estados balcánicos a tratar de expandirse a costa del imperio.
Rusia fomentó la creación de la Liga Balcánica, que englobó a Serbia, Bulgaria, Montenegro y Grecia, y que derrotó al Imperio otomano en la primera guerra balcánica en 1912. Este pudo recuperar Tracia oriental en 1913 gracias a la disgregación de la liga, cuyos componentes se enfrentaron entre sí en la segunda guerra balcánica, en la que Serbia, Grecia y Rumanía vencieron a Bulgaria. Aunque estas guerras cambiaron el equilibrio de poder existente en los Balcanes, los diplomáticos de las grandes potencias lograron que no se transformasen en un conflicto mundial; la renuencia de las potencias a apoyar decididamente a sus clientes balcánicos evitó una contienda entre ellas.
Pese a ello, una serie de crisis menores indicaban el peligro constante que suponía la región para la paz europea, en especial por la actitud cada vez más intransigente del Imperio austrohúngaro con los Estados balcánicos. En abril de 1913, había logrado la retirada de los montenegrinos de Escútari mediante la amenaza de intervención militar; en octubre, hizo lo propio para forzar la retirada de las tropas serbias que se habían internado en Albania. Solo la falta de apoyo de Francia y Rusia a los serbios había evitado entonces un conflicto más grave.
En noviembre de 1912, durante la primera guerra balcánica, se había producido además un incidente preocupante, una situación similar a la que en 1914 llevó a la guerra. Ante el estallido del conflicto, tanto Rusia como Austria-Hungría decidieron llevar a cabo una movilización parcial de sus fuerzas armadas. En Rusia fueron los ministros civiles los que convencieron al zar Nicolás II para anular la orden, dado el riesgo de originar una guerra con Alemania y la falta de planes para una movilización parcial. Las conclusiones que las dos potencias sacaron de la crisis eran inquietantes: Austria-Hungría percibió el gran coste de la movilización —gastó todo el presupuesto militar del año en ello— y la desmoralización que causaba la posterior desmovilización de las tropas, y dedujo la conveniencia de emplear el ejército una vez puesto en marcha; por su parte, Rusia decidió que convenía preparar rápidamente las unidades destinadas a combatir a los austrohúngaros, ya que no había sido capaz de detectar a tiempo las maniobras militares de estos durante la crisis.

### Asesinatos de Sarajevo y estallido de la guerra

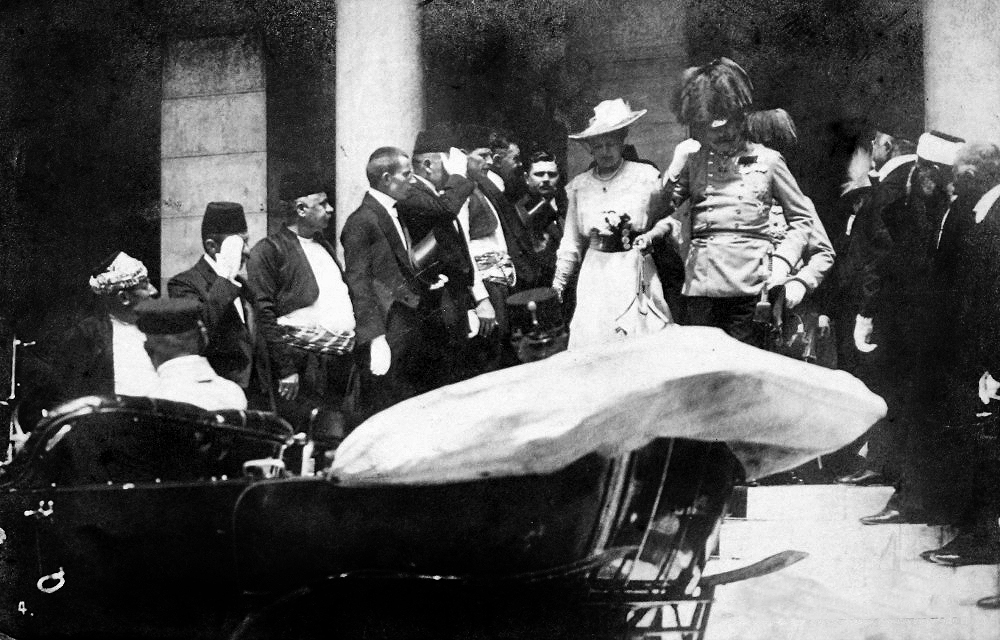
El archiduque Francisco Fernando de Austria y su esposa Sofía Chotek momentos antes de ser asesinados en Sarajevo el 28 de junio de 1914, acontecimiento que acabó por desencadenar la Primera Guerra Mundial.

El 28 de junio de 1914, Gavrilo Princip asesinó de varios disparos al heredero del trono austrohúngaro y a su esposa, de visita en la capital regional bosnia de Sarajevo. Esta vez la crisis no se resolvió pacíficamente y Austria-Hungría optó por utilizar el atentado para enfrentarse a Serbia, con la aquiescencia de Alemania.
El 20 de julio, el presidente de la república francesa y el presidente del Gobierno galo llegaron a San Petersburgo, capital rusa, en visita oficial, que se había acordado a principios de año. El presidente Poincaré, lorenés, expresó la disposición de su país a respaldar a Rusia si esta adoptaba una actitud intransigente en la crisis europea. Aunque en principio los mandatarios franceses y rusos parecían dispuestos a arriesgarse a un enfrentamiento con el Imperio austrohúngaro y rechazaron la propuesta británica de negociaciones entre austrohúngaros y rusos en Viena, la indicación del embajador francés en Berlín de que los alemanes probablemente respaldasen al Gobierno vienés frente a los serbios moderó la actitud beligerante. Franceses y rusos trataron de moderar las exigencias austrohúngaras a los serbios pero, para cuando el telegrama que enviaron al Imperio llegó a Viena, el Gobierno austrohúngaro ya había presentado su severísimo ultimátum al serbio. El documento se había presentado la tarde del 23 de julio, tarde con la intención de que para entonces los mandatarios franceses se encontrasen ya navegando de vuelta a Francia, lejos de sus aliados rusos. Ese mismo día, los ministros que pudieron reunirse en la capital —algunos, entre ellos el primer ministro Nikola Pašić se encontraban fuera de la ciudad— coincidieron en que las condiciones eran inaceptables. El regente convino en ello y de inmediato el Gobierno solicitó ayuda a Rusia, su protectora si bien no existía una alianza escrita entre las dos naciones.
La mañana del 24 de julio quedó claro que la esperanza alemana y austrohúngara de que Rusia no auxiliaría a Serbia y permitiría que Viena le impusiese las duras condiciones del ultimátum era vana. El ministro de Asuntos Exteriores ruso, Serguéi Sazónov, informó de inmediato al zar sobre el ultimátum, indicó que era un pretexto para desencadenar la guerra y que debía de contar con el beneplácito de Berlín. Tras recibir al embajador austrohúngaro, que le comunicó el ultimátum que ya conocía, Sazónov encargó al jefe del Estado Mayor que preparase de inmediato un plan de movilización parcial contra Austria-Hungría y marchó a almorzar con los embajadores francés y británico; el primero le comunicó el total respaldo francés a Rusia. En la reunión de ministros de la tarde —Rusia carecía de un Consejo de Ministros propiamente dicho, cada ministro era responsable por separado ante el zar—, se acordó que, pese al poderío militar austro-germano y a los perjuicios de una eventual guerra, el país no debía ceder y respaldaría a Serbia. Los ministros aprobaron diversas medidas a pesar del grave riesgo de desencadenar una guerra en el continente: la movilización de las flotas europeas y de las regiones militares lindantes con Austria-Hungría, la retirada de los depósitos de los bancos alemanes y austrohúngaros y la ampliación del periodo de respuesta del ultimátum. El comienzo de la movilización rusa afectaba tanto a Alemania, que no podía permitirla sin frustrar sus planes militares, basados en adelantarse a aquella, y a Francia, que no tenía obligación formal de acudir en socorro de su aliada si Alemania no se movilizaba antes. Pese a esto, el Gobierno ruso no consultó con el francés antes de emitir la orden de movilización, quizá por contar con la conformidad francesa desde la visita oficial recién concluida. La decisión también conllevaba un grave inconveniente, que los militares no mencionaron a los ministros: el país carecía de planes de movilización parcial. Los disponibles únicamente preveían una simultánea contra Alemania y Austria-Hungría y el diseño de un plan nuevo era una labor que requería meses de trabajo. A última hora de la tarde, Sazónov se entrevistó con los embajadores serbio y alemán: al primero le recomendó moderación extrema en la respuesta al ultimátum, si bien expresó la solidaridad rusa ante un documento inaceptable; al segundo le indicó el rechazo ruso a aceptar limitar el conflicto a Austria-Hungría y Serbia y la necesidad de que las potencias participasen en su solución diplomática.
Serbia presentó la respuesta al últimátum a las 17:45 del 25 de julio, quince minutos antes de que acabase el plazo dispuesto por Austria-Hungría. Aceptaba la mayoría, pero no todas, las exigencias austrohúngaras; de inmediato, el embajador austrohúngaro declaró la respuesta inaceptable. La mañana del 26 comenzaron los combates.

### Declaración de guerra

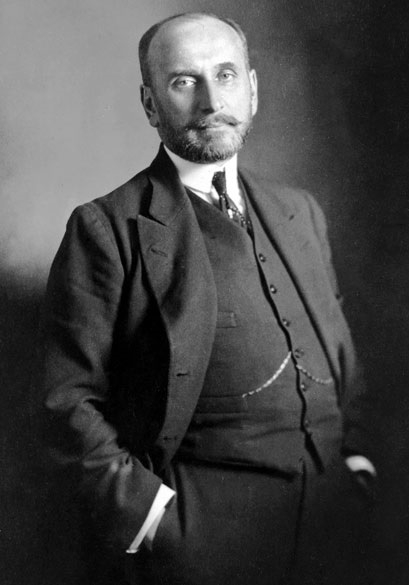
El ministro ruso de Asuntos Exteriores Serguéi Sazónov, que tuvo un destacado papel en convencer al zar de que ordenase la movilización de los ejércitos rusos el 31 de julio de 1914.

El zar ordenó la movilización el 29 de julio, pero la anuló casi inmediatamente, temeroso de desencadenar una «carnicería monstruosa» y confiado en que el káiser se avendría a mediar en la crisis europea y evitaría la extensión de la guerra. Los generales rusos, que temían la ventaja que un retraso en la movilización daría al enemigo, insistieron en que la ordenase de nuevo, y lo lograron dos días después, merced a la intervención del ministro de Asuntos Exteriores, Serguéi Sazónov, que convenció al monarca. La orden partió a las seis de la tarde del 31 de julio. El embajador alemán exigió a la medianoche que el imperio cesase la movilización a más tardar al mediodía del día siguiente para evitar la declaración de guerra.
El zar declaró la guerra a Alemania el 19 de juliojul./ 1 de agosto de 1914greg.. Esa misma tarde, el embajador alemán había acudido al Ministerio de Asuntos Exteriores para recibir la respuesta rusa al ultimátum del día anterior, que fue negativa y determinó la declaración de guerra de Alemania. La medianoche del 4 de agosto la única gran potencia europea que todavía no se había sumado al conflicto era Italia.
En la capital, que tomó el nombre de Petrogrado para parecer más rusa, se sucedieron durante una semana las manifestaciones patrióticas y los ataques a los ciudadanos y propiedades alemanes. El día 2 de agosto, una multitud asaltó la embajada alemana y asesinó a uno de los empleados. La Duma, a excepción de unos pocos diputados socialistas, respaldó al Gobierno imperial. La oposición liberal decidió apoyar firmemente al Gobierno, y el movimiento obrero, muy activo desde 1912, se redujo notablemente: las copiosas huelgas desaparecieron. La actitud del campesinado, sin embargo, fue diferente que la de los habitantes de la ciudad; para la mayoría de los labradores, la guerra era un asunto ajeno a sus asuntos e identidad, basada en su provincia o distrito e indiferente por los problemas internacionales. La actitud general del recluta campesino fue de resignación u hostilidad. Nicolás confiaba en que, pese a ello, combatiesen con el mismo ardor a su órdenes que sus antepasados en 1812 contra Napoleón. El peso de la guerra recayó al comienzo en el campo: si bien un séptimo de la población rusa era ya urbana, once de cada doce reclutas de agosto de 1914 provino del campo.
Se celebró una sesión única de la Duma para ofrecer su respaldo al Gobierno pocos días después, tras lo cual dejó de reunirse. Los sectores más reaccionarios del Gobierno imperial deseaban despojarla de todo poder político y dejarla meramente para ceremonias, mientras que los más progresistas preferían colaborar con los diputados y prometieron volver a permitir sus sesiones en 1915 siempre que continuase cooperando con el Gobierno. La Duma se convirtió en la práctica en una Cámara consultiva tolerada por las autoridades, que agudizaron la represión de la oposición política.
El zar, jefe supremo de las Fuerzas Armadas, delegó el mando de los ejércitos en su tío, el gran duque Nicolás Nikolaievich, que carecía de experiencia de combate. Para asesorarlo se formó apresuradamente un Estado Mayor en la elección de cuyos miembros participó significativamente el monarca.

## Ventajas e inconvenientes de Rusia en la contienda
Rusia contaba con algunas importantes ventajas teóricas en la contienda. Era autosuficiente en las materias primas necesarias para librar una guerra moderna. Producía gran cantidad de oro, plata, platino y piedras preciosas y de otros minerales. Contaba con un cuarto de la madera del planeta, un tercio de los yacimientos mundiales de hierro, la mitad de los de carbón y la mayoría de los de manganeso. A diferencia de la mayoría de los Estados europeos de entonces, no necesitaba importar comida para alimentar a su población, sino que era exportadora —más de cien millones de toneladas de cereal en 1913—. El gran crecimiento de la población desde la emancipación de los siervos en 1861 hacía que gozase también de gran cantidad de posibles soldados. La geografía también favorecía a Rusia: el vasto imperio era difícil de conquistar y los anteriores intentos de invasión en los siglos XVIII y XIX habían fracasado. En lo que respecta a lo militar, el país tenía fusiles y artillería ligera de gran calidad.

Las principales fortalezas fronterizas rusas.

Por otro lado, el país también tenía graves debilidades. El comercio exterior era muy dependiente de Alemania, que adquiría un tercio de las exportaciones de Rusia y suministraba la mitad de sus importaciones. La guerra no puso fin a los intercambios comerciales. Un grave problema militar lo suponía la anticuada estrategia de los mandos, obsesionados con la defensa estática mediante grandes fortalezas fronterizas a cuya artillería asignaban grandes partidas del presupuesto militar y que los ejércitos modernos podían evitar fácilmente. Por el contrario, el ejército carecía de suficiente artillería pesada móvil; tenía cinco veces menos que sus enemigos alemanes y austrohúngaros. Tenía además mucha menos munición para sus cañones: mil balas por pieza, frente a las tres mil de los alemanes. No contaba tampoco con planes para aumentar la producción en caso de guerra. Las unidades de primera línea tampoco contaban con suficiente armamento ni de material para librar combates adecuadamente.
A esto se añadía la escasa densidad del sistema ferroviario ruso, fundamental para garantizar el abastecimiento militar, pero que era diez veces menor que la de Alemania. El servicio era además mucho peor que el del enemigo: tenía muchas menos locomotoras y vagones, trenes el doble de lentos y una organización que permitía solo un tercio del tráfico que el alemán. Las comunicaciones por carretera eran complicadas, puesto que la mayoría de las vías rusas no estaban pavimentadas y las lluvias de la primavera y el otoño las transformaban en barrizales. El tráfico fluvial tampoco era favorable ya que la mayoría de los ríos rusos tienen una orientación norte-sur y las necesidades bélicas requerían movimientos este-oeste. Para remate, las costas europeas rusas eran muy vulnerables al bloqueo enemigo: la báltica por Alemania y la del mar Negro, por el Imperio otomano. Esta situación dejaba al imperio dependiente de dos puertos muy alejados del frente y relativamente mal comunicados: el ártico de Arcángel, conectado con el centro del país mediante un ferrocarril de vía estrecha, y el siberiano de Vladivostok, en el extremo del transiberiano. Entre ambos, no podían absorber la enorme cantidad de suministros que importaba el país para librar la guerra. La geografía también complicaba el reclutamiento, ya que las grandes distancias que tenían que recorrer los soldados para acudir al frente ralentizaba la movilización. A esto se sumaba el gran analfabetismo, que impedía informar al recluta por escrito, pues solo un tercio de los soldados sabía leer; para anunciar a los hombres del campo que habían sido reclutados, el Estado debía enviar funcionarios a miles de aldeas recónditas para colocar grandes carteles rojos. El analfabetismo entorpecía además el adiestramiento de los soldados en el uso del armamento moderno.

Economía y sociedad en el Imperio ruso antes de 1914
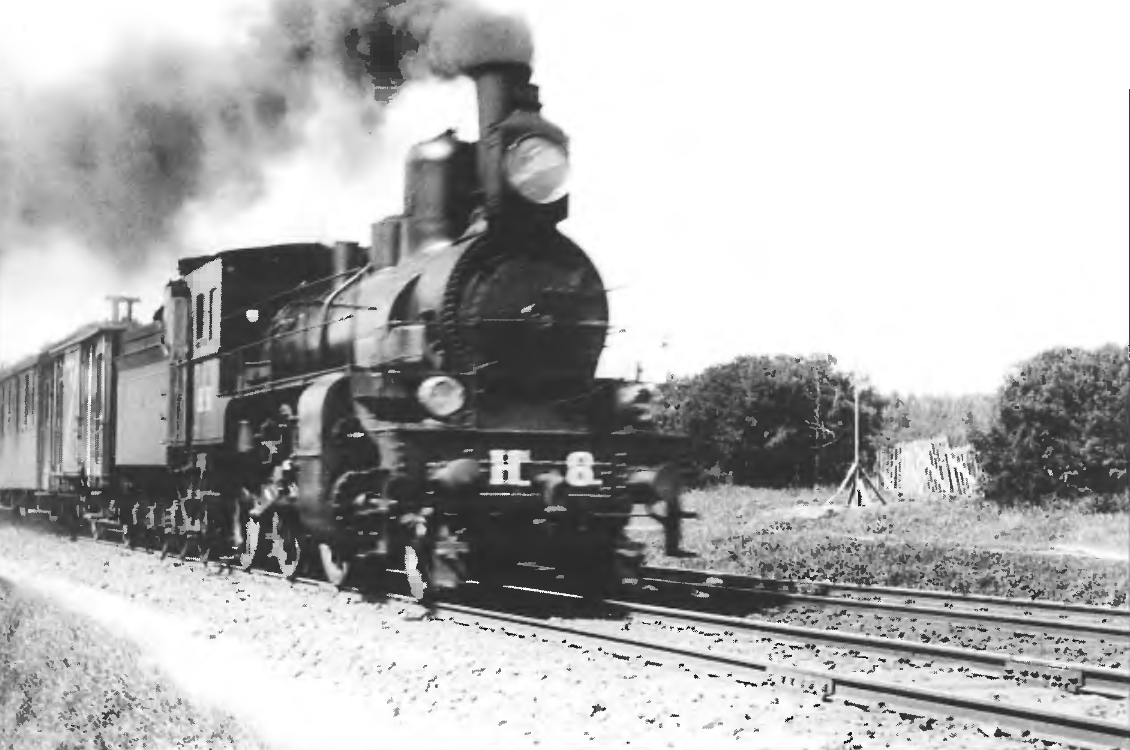
Un despegue industrial en curso: locomotora Parovoz H fabricada en Kolomna, 1913.
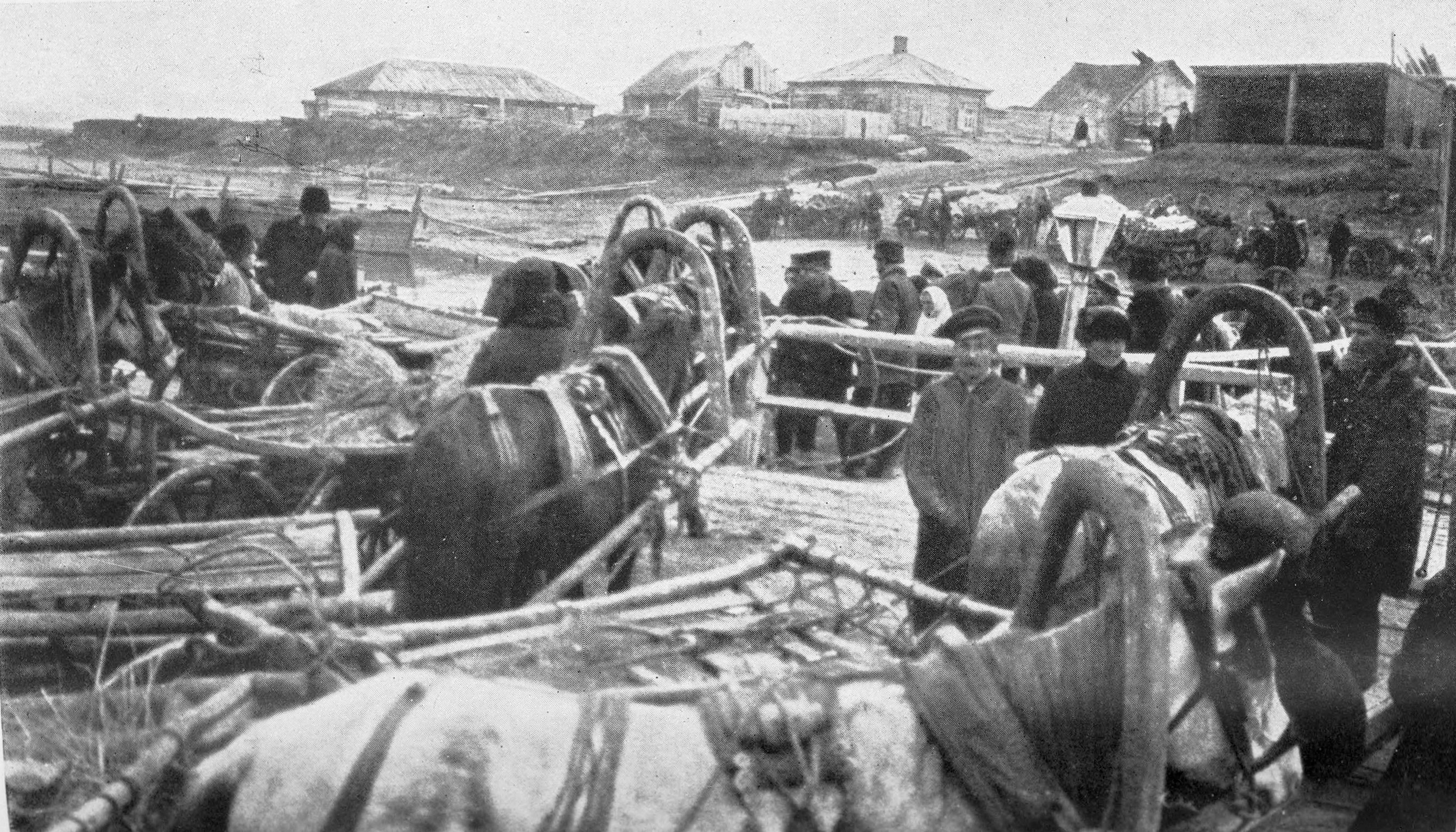
Una barcaza transportando carros tirados por caballos en el río Yenisei , 1913.
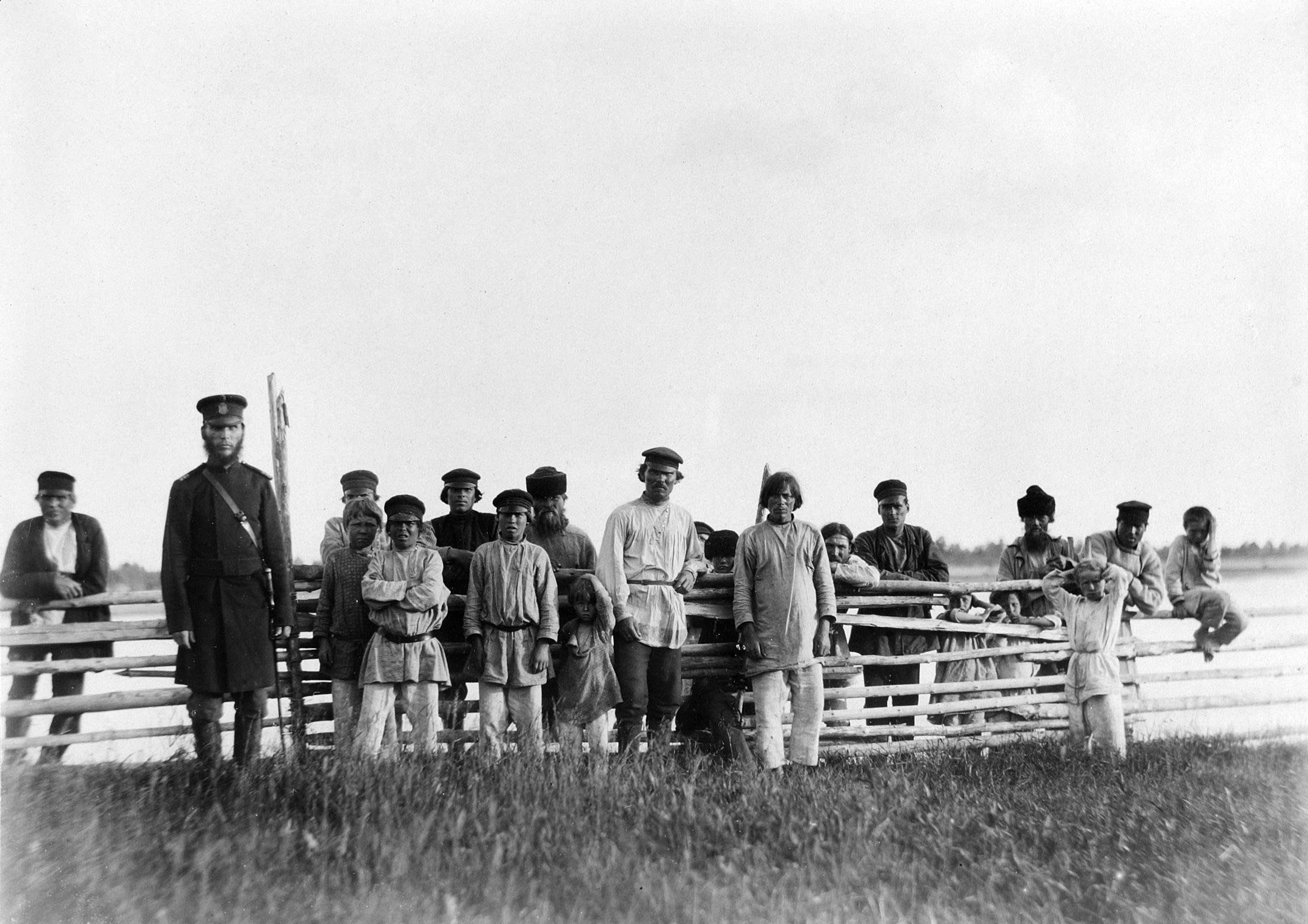
Campesinos en la provincia de Vologda (norte de Rusia), 1890.
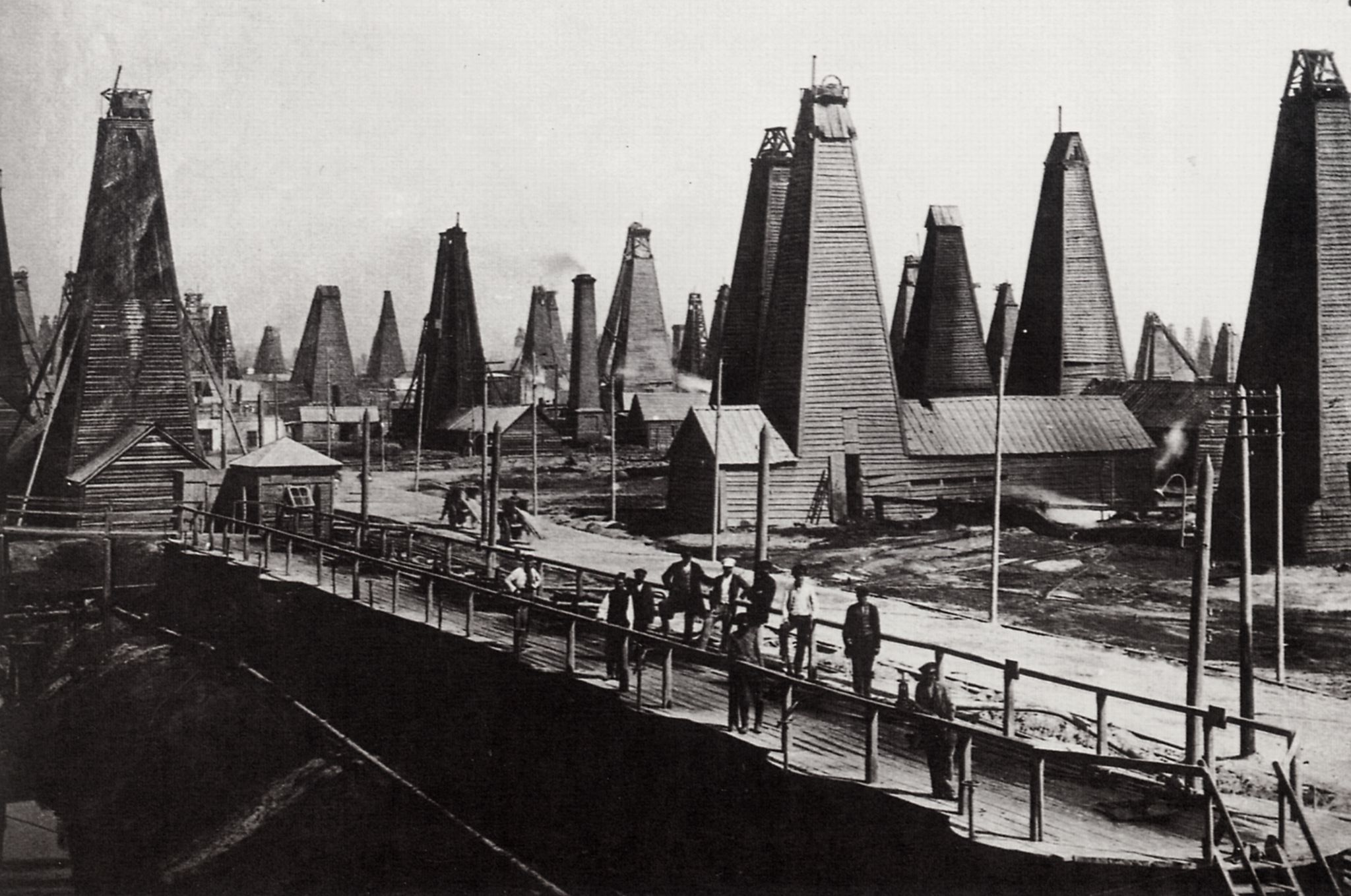
Pozo petrolero de Bakú, c. 1890.
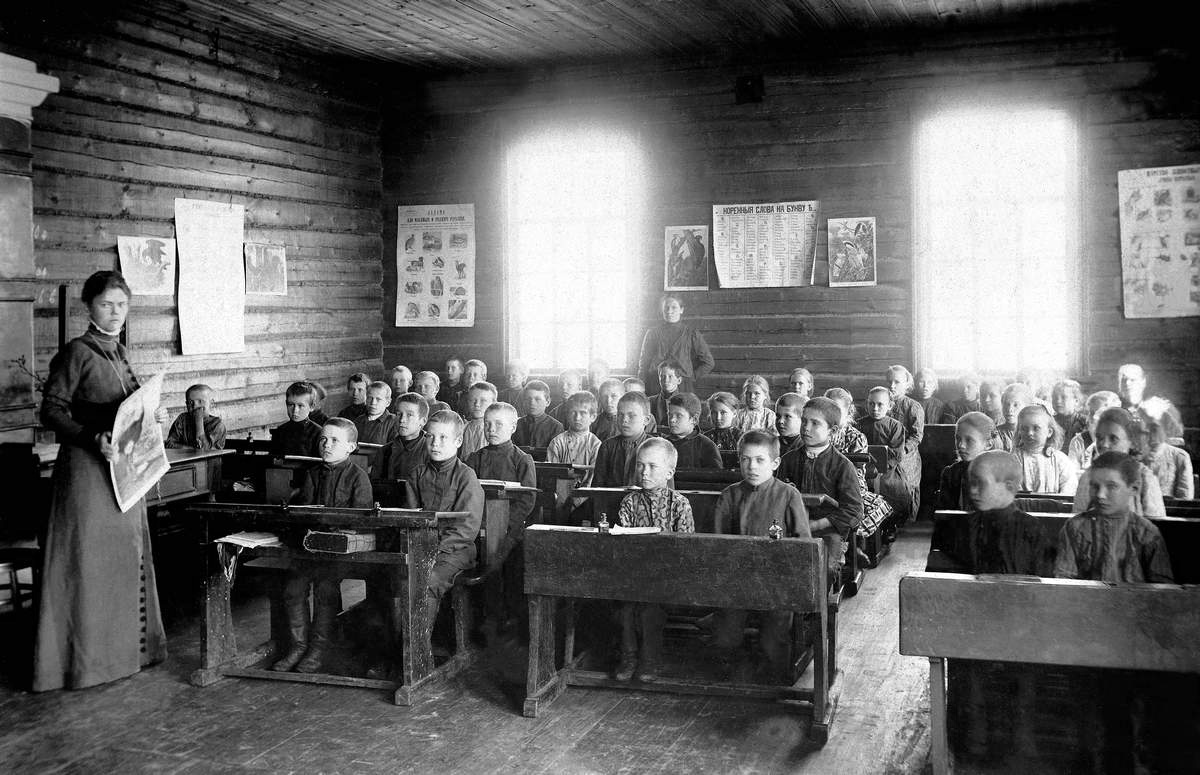
Aula en una escuela zemstvo, c. 1908-1912.

## Primeros combates (agosto-septiembre de 1914)
El gran duque Nicolás desconocía los detalles del plan de campaña ruso ya que al principio solo iba a tomar el mando del 6.º Ejército, encargado de la defensa de la capital, y no el del conjunto de las Fuerzas Armadas. En consecuencia, ordenó que los ejércitos 1.º y 2.º atacasen a los alemanes en Prusia Oriental entre dieciocho y veinte días después del comienzo de la movilización general, cuando aún se hallarían solamente con la mitad de sus dotaciones. La ofensiva quedaría en manos del general Yákov Zhilinski, de historial poco brillante e intrigante cortesano que había prometido al alto mando francés atacar pese a no haber completado la movilización de sus fuerzas. Para ellos contaría con dos ejércitos, el 1.º y el 2.º.

### Prusia Oriental

La invasión rusa de Prusia Oriental: el avance desde el este del Ejército, detenido para asediar Königsberg y el embolsamiento enemigo del 2.º al sur de la región.

El 1.er Ejército ruso contaba con seis divisiones y media de infantería y cinco y media de caballería, con un total de ciento cuatro batallones y ciento veinticuatro escuadrones, provistos de cuatrocientos noventa y dos cañones, la mayoría agrupados en baterías de ocho. Por su parte, el 2.º Ejército era bastante mayor: lo formaban catorce divisiones y media de infantería y cuatro de caballería, repartidas en trescientos cuatro batallones y ciento once escuadrones, con un total de mil ciento sesenta cañones. Sin embargo, solo desplegó una parte de estas fuerzas: nueve divisiones y media de infantería, tres de caballería y setecientos treinta y ocho de los cañones. El mal despliegue de las tropas redujo notablemente la superioridad numérica rusa. La fecha que el gran duque fijó para atacar Prusia hizo que solo el sesenta por ciento de la caballería y el setenta y cinco de la infantería de estos dos ejércitos estuviese lista cuando empezó la campaña. Por añadidura, Zhilinski decidió dejar varias divisiones y parte de la artillería guardando las fortalezas fronterizas (seis divisiones tan solo en Kovno).
Las desavenencias entre mandos que aquejaban al Ejército también afectaron a los encargados de la campaña prusiana. Como era habitual, se mezclaban oficiales de las diferentes camarilla militares: Zhilinski —al mando del frente alemán en calidad de jefe del Grupo de Ejércitos del Noroeste— era partidario del ministro de Defensa Sujomlínov, su subordinado al frente del 1.er Ejército; Rennenkampf, contrario; Samsónov, que dirigía el 2.º Ejército, era también partidario del ministro, pero no lo eran sus jefes de Estado Mayor. Más al sur, el 9.º Ejército concentrado alrededor de Varsovia estaba al mando de un seguidor del ministro, mientras que su jefe del Estado Mayor, con el que no se trataba, debía su nombramiento al gran duque Nicolás. Las relaciones no solo eran malas entre partidarios y detractores del ministro, también entre estos, lo que complicaba la coordinación de las unidades. El control de Zhilinski sobre sus subordinados, especialmente sobre Rennenkampf, era casi nulo, de manera que los ejércitos operaban de manera cuasiindependiente. El sistemas de comunicaciones era además muy deficiente, de manera que Zhilinski pronto perdió el control sobre sus dos general y dejó de saber dónde se encontraban sus fuerzas.
El plan ruso consistía en eliminar las fuerzas enemigas en Prusia Oriental mediante un movimiento de pinza, que debía llevar a cabo el 1.er Ejército desde el este y el 2.º de Samsónov desde el sur. La maniobra dependía de la buena coordinación entre las dos unidades, ya que la gran separación entre ellas, casi cien kilómetros cuando llegasen a las principales defensas alemanas, podía permitir que las fuerzas enemigas se enfrentasen por separado a cada una de ellas si no era así. Para evitar ataques en sus flancos, los mandos rusos debilitaron las columnas principales de los dos ejércitos para guardarlos y para evitar brechas entre ellos. El 2.º Ejército empleó más de un cuerpo en proteger su flanco occidental y otro en evitar una posible brecha entre sus posiciones y las del 1.º. Este retiró parte de sus fuerzas de la línea de ataque para cubrir su flanco derecho de un posible ataque desde la costa. Así, la principal columna del 1.er Ejército quedó reducida a seis divisiones y media de infantería y el 2.º a nueve y media. Las dos quedaban separadas por seis días de marcha y eran inferiores a las fuerzas que podían reunir los defensores alemanes: estos podían concentrar sus unidades contra uno de los brazos de la pinza rusa, derrotarlo y luego enfrentarse al otro.
Los alemanes, por su parte, estaban superados en número en una proporción casi de dos a uno y no podían esperar refuerzos teóricamente hasta la derrota de Francia de acuerdo al plan de campaña, pero gozaban de amplia ventaja en artillería pesada. En caso de no poder detener la invasión rusa, el 8.º Ejército alemán tenía orden de replegarse al oeste del Vístula y evitar  ser aniquilado.
El movimiento de los ejércitos rusos decidió en cuál de los dos ejércitos rusos se concentraría el primer ataque alemán: el 1.er Ejército cruzó la frontera el 15 de agosto, mientras que el 2.º tardó cinco días más en hacerlo. El comandante alemán, Von Prittwitz, atacó a las fuerzas de Rennenkampf con nueve divisiones el 20 de agosto, que sorprendieron a las dieciocho de este, que no habían sido alertadas a tiempo por la caballería. Aunque las dos divisiones de Von François lograron rechazar a los rusos en el norte, las unidades alemanas más al sur tuvieron menos suerte en diversos ataques frontales a las líneas rusas y sufrieron varios miles de bajas. La batalla de Gumbinnen terminó con la victoria rusa.
La victoria rusa alarmó tanto a Von Prittwitz que solicitó a sus superiores la evacuación de la región y la concentración de las fuerzas más allá del Vístula, a pesar de que la derrota en Gumbinnen no había sido grave y los rusos no habían aprovechado la ventaja obtenida para perseguir a las unidades alemanas. Moltke decidió relevarlo del mando y nombrar en su lugar a Paul von Hindenburg, con Erich Ludendorff, uno de los mejores expertos técnicos del Ejército, como jefe de su Estado Mayor. Estos decidieron aplicar una maniobra prevista ya antes de la contienda: atacar al 2.º Ejército ruso desde el oeste, para lo que retiraron un cuerpo del este por ferrocarril. Al mismo tiempo, otros dos cuerpos de ejército se retiraron hacia el suroeste a pie, pero acabaron por formar el brazo de una pinza que desde el este aisló a las fuerzas de Samsónov que habían avanzado hacia el norte desde Polonia. Los alemanes concentraban el grueso de sus fuerzas contra Samsónov mientras un reducido número de unidades contenía el lento avance de Rennenkampf en el este.
El 1.er Ejército ruso permaneció pasivo, convencido de que su siguiente tarea tras la victoria en Gumbinnen era tomar la fortaleza de Königsberg, donde creía erróneamente que se habían refugiado los dos cuerpos de ejército que en realidad avanzaban contra el flanco derecho de Samsónov. El 26 de agosto, Rennenkampf ordenó emprender el asedio de la ciudad, en el que debía emplear tres cuartas partes de sus fuerzas, mientras el resto avanzaba muy lentamente hacia el oeste. Los rusos esperaban que el 2.º Ejército cortase la retirada de las fuerzas que no se hubiesen atrincherado en Königsberg, pero el día 27 aquel comenzó a sufrir los embates de las divisiones de Von François desde el oeste. Merced a la pasividad del 1.er Ejército, que no socorrió a Samsónov y para remate emitió sin cifrar su intención de detenerse, los alemanes contaron con cuatro días para enfrentarse a este sin tener que combatir también a Rennenkampf. Samsónov, con información incorrecta sobre la posición de las unidades alemanas, malas comunicaciones y serios problemas de abastecimiento, se dirigía a la trampa dispuesta por el mando enemigo, avanzando hacia el noroeste. Zhilinski, que desconocía la ubicación de los ejércitos, le había ordenado impedir el supuesto repliegue alemán hacia el Vístula que suponía erróneamente que se estaba produciendo, al tiempo que retiraba innecesariamente fuerzas del  1.er Ejército para defender Grodno, ciento diez kilómetros tras las líneas rusas.
El tardío ataque de Von François al retrasado flanco izquierdo de Samsónov tuvo una consecuencia beneficiosa para los alemanes: separó aún más el cuerpo de ejército del flanco izquierdo de Samsónov del centro de este, facilitando que sus divisiones aislasen a los dos y cortasen la principal línea de retirada del centro de Samsónov. Ignorando que había perdido la protección del flanco izquierdo, este continuó avanzando en una serie de choques favorables al sur de Allenstein, que Ludendorff trató en vano de detener. Desobedeciendo las órdenes de este, que deseaba sostener el centro acuciado por los rusos, Von François continuó avanzando hacia el este hasta embolsar al centro de Samsónov al tomar contacto el día 29 con los dos cuerpos de ejército que habían llegado desde el noreste. Estos habían vencido a las dos divisiones que formaban el flanco derecho de Samsónov el día 26, en una serie de combates en los que las cuatro divisiones alemanas les infligieron grandes pérdidas a pesar del cansancio de sus hombres por las marchas de los días anteriores. Nuevamente, el jefe de las divisiones rusas había recibido información incorrecta sobre las unidades enemigas: suponía que no las había en su sector y que las que avanzaban hacia él eran rusas. Samsónov, convencido de que las unidades alemanas no podían ser de importancia, prosiguió la marcha, mientras que el 28 Ludendorff ordenaba a Von Mackensen, al mando de uno de los cuerpos de ejército, que cerrase la bolsa desde el este, y avanzase hacia Von François.

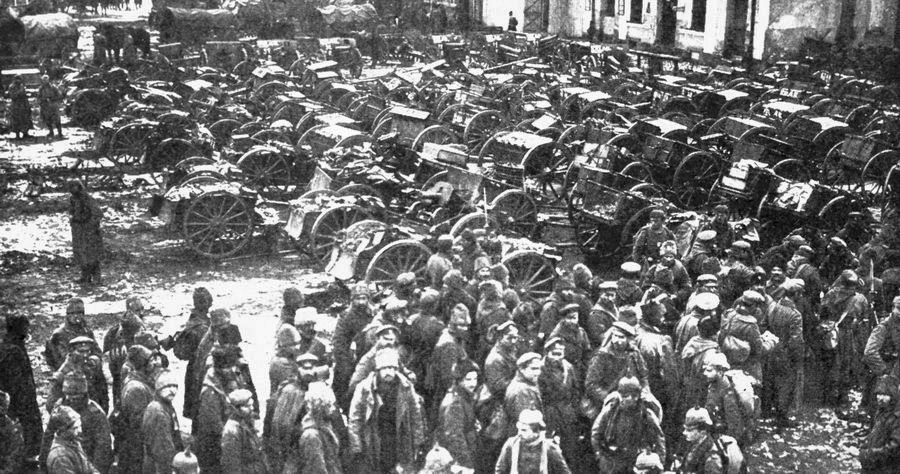
Prisioneros y cañones rusos, capturados por los alemanes en la batalla de Tannenberg.

Aunque el cerco alemán no era recio, la falta de suministros de los cien mil rusos atrapados en la bolsa, las malas comunicaciones entre las distintas unidades, el desconocimiento del terreno por los mandos y la imposibilidad de entrar en contacto con las fuerzas al sur aseguraron la victoria de Ludendorff. Solo unos diez mil hombres escaparon del cerco, mientras que los alemanes hicieron casi cien mil prisioneros. Samsónov se entregó a los alemanes y a continuación se suicidó. Aunque Zhilinski logró que los flancos de Samsónov contraatacasen a los alemanes el 29, lo que causó el pánico pasajero de estos, la maniobra pronto se abandonó. Rennenkampf también ordenó un efímero ataque de caballería hacia Allenstein, pero también abandonó pronto todo auxilio a las fuerzas cercadas. La batalla de Tannenberg se convirtió pronto en una victoria legendaria para los alemanes, que habían tomado cerca de cien mil prisioneros y cuatrocientos cañones a los rusos y salvado aparentemente a Prusia Oriental de la invasión. Ludendorff adquirió un enorme prestigio como estratega, a pesar de la que la victoria se debía en parte a la suerte y a los defectos del mando ruso.
Ludendorff se volvió entonces contra Rennenkampf que, como él, había recibido refuerzos. El 8.º Ejército de Ludendorff contaba entonces con dieciocho divisiones y media de infantería y dos de caballería, algunas llegadas del frente occidental gracias a la petición cursada por Von Prittwitz antes de su relevo. Ludendorff concentró lo principal de sus fuerzas en el débil flanco izquierdo de Rennenkampf, esperando repetir la maniobra de Tannenberg: aislar esa sección del centro y luego rodear este por la retaguardia. Ludendorff reunió sus fuerzas con gran celeridad, sorprendiendo así a los mandos enemigos, a pesar de que algunos previeron su ataque. El 7 de septiembre, las tres divisiones de Von François atacaron el flanco izquierdo de Rennenkampf, al que superaban ampliamente en número y armamento. Los mandos del 10.º Ejército ruso, que debían haber sostenido desde el sureste este sector pero aún estaban organizando sus fuerzas, se negaron a auxiliarlo, lo que permitió que Von François lo arrollase y luego virase hacia el norte. Los siguientes choques de la batalla de los Lagos Masurianos favorecieron a los rusos, que lograron rechazar los embates de los alemanes, mantener a raya a la caballería de Von François y realizar una prudente retirada para evitar quedar rodeados como lo había sido Samsónov. El 13 de septiembre, terminó la retirada rusa de territorio prusiano, que se realizó con habilidad. Rennenkampf, que había encabezado la retirada, perdido contacto con Zhilinski y se había refugiado en Kovno, quedó muy desprestigiado. En total, los rusos habían perdido un cuarto de millón de hombres en la frustrada invasión de Prusia en tan solo un mes de combates.
Aunque los alemanes penetraron en territorio ruso, el 20 de septiembre sufrieron los primeros reveses y el 25 una contraofensiva rusa los rechazó hasta la frontera y luego permitió avanzar en territorio prusiano. Estos combates no resultaron tan favorables a los alemanes que, si bien capturaron treinta mil prisioneros, sobre todo en los primeros días de la batalla de los lagos a comienzos de mes, perdieron cien mil de sus doscientos cincuenta mil soldados.

### Polonia meridional
El sector suroeste del frente, desde el Vístula a la frontera rumana, estaba a las órdenes del general Nikolái Ivánov, de origen campesino, a diferencia de los jefes de los ejércitos del norte. Al comienzo, los rusos gozaban de superioridad numérica frente a los austrohúngaros: reunieron cincuenta y tres divisiones y media de infantería y dieciocho de caballería, mientras que los austrohúngaros apenas contaban con unas treinta y nueve de infantería y diez de caballería. Las divisiones rusas tenían además más artillería que las austrohúngaras.
Los combates comenzaron cuando los ejércitos 4.º y 5.º rusos marcharon hacia el sur hacia la frontera y chocaron inesperadamente con el 1.er y 4.º ejércitos austrohúngaros, que avanzaban en sentido contrario. Cada bando contaba con unos trescientos cincuenta mil hombres en este sector del frente. Más al este, donde se encontraban el 3.er Ejército austrohúngaro y el 3.º y 8.º rusos, estos contaban con gran superioridad numérica. Sin embargo, el mando ruso esperaba que fuese en el este y no en el norte de la zona donde se concentrasen los austrohúngaros y no ordenó el inmediato ataque del 3.er y 8.º ejércitos, desperdiciando así su ventaja. A pesar de los informes que indicaban que los austrohúngaros estaban reuniendo el grueso de sus unidades en el norte y de la petición del mando del 4.º Ejército de que se acelerase la ofensiva desde el este, Alekséyev lo descartó. El propio jefe del 3.er Ejército, Nikolái Ruzski, que contaba con veintidós divisiones entre las suyas propias y las del 8.º frente a las nueve del enemigo, se comportó como si las expectativas rusas de una gran concentración de fuerza enemiga en el sector oriental del frente austrohúngaro fuesen correctas a pesar de los indicios que indicaban lo contrario. Con una precaución innecesaria, avanzó lentamente y cruzó la frontera el 20 de agosto. Como ya había sucedido en la campaña prusiana, la estructura de mando en el frente sur era deficiente: en el cuartel general del grupo de ejércitos Alekséyev se disputaba el mando efectivo con Ivánov, mientras que en el del 3.er Ejército, Ruzski —perteneciente a la camarilla del ministro de Defensa— mantenía tensas relaciones con su jefe del Estado Mayor, el general Dragomírov. El 3.er Ejército finalmente entró en contacto con el enemigo no por propia iniciativa, sino porque los austrohúngaros finalmente lo acometieron el 26 de agosto.
Mientras, en el sector norte del frente austrohúngaro, el 4.º Ejército ruso cruzó la frontera. Estorbado por el terreno boscoso y pantanoso y con nulo apoyo de su caballería que debía explorar en vanguardia, los tres grupos de ejército que lo formaban chocaron inesperadamente con el 1.er Ejército austrohúngaro, que los rodeó por los flancos y los obligó a replegarse al sur de Lublin el 25 de agosto, tras tres días de combates en la llamada batalla de Kraśnik. En total lidieron en ella medio millón de hombres, de los cuales cincuenta mil perecieron; los austrohúngaros hicieron seis mil prisioneros. El pánico que desató esta derrota local hizo que el Estado Mayor ruso enviase al 9.º Ejército desde Varsovia para reforzar esta sección del frente, que temía que los austrohúngaros pudiesen quebrar y amenazar incluso el frente prusiano. Los austrohúngaros emprendieron una serie de ataques que empujaron a los rusos hasta Lublin, pero facilitaron así la defensa y complicaron su propio abastecimiento. El 1 de septiembre, los atacantes contaban con quince divisiones y media de infantería y cuatro de caballería, mientras que los defensores tenían ya veintiséis y media de infantería y nueve y media de caballería.
El 4.º Ejército ruso solicitó al 5.º de Pável Plehve, más al este, que virase hacia el suroeste para acometer al 1.er Ejército austrohúngaro en el flanco oriental. Al tratar de realizar la maniobra, se topó con el 4.º Ejército enemigo, que marchaba hacia el norte para reforzar al 1.º en los alrededores de Lublin el 26 de agosto. Los confusos combates tuvieron resultados desiguales: al oeste los austrohúngaros repelieron a los rusos y tomaron Zamość, pero más al este los rusos desbarataron a la caballería austrohúngara y derrotaron a una división cerca de Lasczów. Los austrohúngaros consiguieron desbaratar el flanco derecho de Plehve, lo que puso en peligro su centro. Su flanco izquierdo, que se hallaba alejado del centro de la formación y mal comunicado con este, sufrió el asalto del flanco izquierdo del XIV Cuerpo de Ejército del 3.er Ejército austrohúngaro, que comenzó el 28 de agosto. Emprendido con el objetivo de aislar el centro de Plehve y rodearlo, este ataque contra el flanco izquierdo comenzó favorablemente para los austrohúngaros, que hicieron prisioneros a un tercio del cuerpo de ejército enemigo y con abundante armamento. El 5.º Ejército de Plehve corría el riesgo de quedar embolsado y eliminado como lo habían sido antes las fuerzas de Samsónov en la campaña en Prusia Oriental; sin embargo, la prudencia de Plehve, que ordenó la retirada para evitarlo, y la indecisión de los mandos de la pinza austrohúngara, que prefirieron retroceder antes que cerrarla y arriesgarse a sufrir embates contra sus flancos salvaron a la unidad. Pese a ello, el 5.º Ejército ruso había sufrido casi un 40 % de bajas. La batalla de Komarów acabó con la retirada de los dos bandos, pero victoria austrohúngara. Plehve perdió el cuarenta por ciento de sus efectivos y el 4.º Ejército austrohúngaro capturó veinte mil prisioneros y se apoderó de casi cien cañones.

### Galitzia

Combates en Galicia en agosto de 1914.

Para evitar el avance de los austrohúngaros en la Polonia rusa, Alekséyev ordenó al 3.er y 8.º ejércitos avanzar contra ellos en apoyo de Plehve y penetrar en la Galitzia oriental de inmediato. Ruzski, empero, desoyó estas órdenes y realizó un avance lento tras cruzar la frontera el 20 de agosto: esperaba tener que enfrentarse al grueso de las fuerzas enemigas. Sus cuatro cuerpos de ejército marchaban tan pausadamente que el jefe austrohúngaro del sector creyó encontrarse ante una débil avanzadilla y los atacó. El primer choque se produjo a lo largo del río Zolota Lipa, al este y sureste de Leópolis y terminó con una estrepitosa derrota de los atacantes, ampliamente superados por los rusos en hombres y material —noventa y un batallones y trescientos cañones austrohúngaros frente a los ciento noventa y dos y seiscientos ochenta y cinco rusos—. Los rusos contraatacaron a las ocho divisiones enemigas y les infligieron graves pérdidas: algunas de las divisiones perdieron dos tercios de sus dotaciones en los combates. El 3.er Ejército austrohúngaro, debilitado por el envío de su XIV Cuerpo de Ejército al norte para participar en la campaña polaca, se vio en dificultades para frenar a los rusos. Ivánov ordenó en vano a Ruzski que avanzase en dirección noroeste para auxiliar a Plehve, pero este continuó desobedeciendo las órdenes y concentró su interés en la toma de Leópolis, manteniendo aún la lentitud en el avance que permitió finalmente a los austrohúngaros retirarse y formar una nueva pero débil línea defensiva a lo largo del río Gnila Lipa. Esta recibió refuerzos de los Balcanes y el apoyo en el sector meridional del 2.º Ejército. Los austrohúngaros contaban con catorce divisiones y ochocientos veintiocho cañones frente a las veintidós divisiones y mil trescientos cuatro cañones de los rusos. La pasividad de los rusos a pesar de su superioridad numérica hizo pensar al alto mando austrohúngaro que las informaciones del frente sobre el tamaño de las fuerzas rusas eran exageradas y ordenó que se las atacase. El resultado fue la arremetida el 29 y 30 de agosto, que terminó de manera similar a la anterior en Zolota Lypa. Las agotadas unidades austrohúngaras perdieron veinte mil hombres cautivos y setenta cañones en el infructuoso asalto de las posiciones rusas, además de los miles caídos en los cruentos combates.

Operaciones en septiembre de 1914 en el frente oriental: los combates en torno a Prusia Oriental y el descalabro austrohúngaro en Galitzia.

Tras la derrota, Conrad decidió aprovechar la victoria en Polonia para recuperarse: ordenó la retirada del 2.º y 3.er ejércitos hasta el río Wereszyca, al oeste de Leópolis, para atraer a los rusos. Al tiempo, ordenó al 4.º Ejército que, cuando el enemigo hubiese avanzado lo suficiente en dirección a la ciudad, se abalanzase sobre su flanco derecho desde el noroeste. El plan no contaba con el agotamiento del 4.º Ejército, que había pasado las dos semanas anteriores librando intensos combates en Polonia.
Mientras los austrohúngaros disponían su plan de contraataque, Ruzski tomó Leópolis el 3 de septiembre, de nuevo tras un prudentísimo avance —empleó dos días en investigar las inexistentes defensas de la ciudad antes de decidirse a conquistarla—. Persuadido finalmente de acudir en socorro del 5.º Ejército de Plehve, ordenó avanzar al noreste y chocó de lleno con el 4.º Ejército austrohúngaro que marchaba al sureste para cortar su retirada según los planes del Estado Mayor. El resultado fue un choque frontal al noroeste de Leópolis que acabó con algunas victorias menores para los austrohúngaros que no modificaron sustancialmente la situación.
Más al sur, el 2.º y 3.er ejércitos austrohúngaros sí que lograron notables avances de acuerdo al plan de embolsamiento de los rusos entre el 7 y el 9 de septiembre. Finalmente, Conrad se vio obligado a abandonar el plan, aunque logró reunir suficientes fuerzas para detener a los rusos, aunque a costa de debilitar el frente polaco, al que los rusos no dejaban de enviar nuevas unidades.

### Avances rusos en Polonia meridional y Galitzia
La llegada de refuerzos al 9.º y 4.º ejércitos rusos y la retirada de fuerzas austrohúngaras para reforzar el frente de Galitzia otorgaron a los rusos una gran superioridad en este sector del frente: contaban con novecientos cañones frente a los quinientos cincuenta y ocho del enemigo y más tropas. Las veintiséis divisiones y media rusas empujaron a las quince y media austrohúngaras hacia el sur. Los intentos de cubrir la retaguardia del 4.º Ejército que se dirigía a embolsar a los rusos en Leópolis fracasaron, desbaratados por las nuevas divisiones rusas enviadas a este sector. Ante la amenaza de hundimiento del frente polaco, Conrad solicitó ayuda a los alemanes. Estos indicaron que no contaban con fuerzas que pudiesen enviar a la zona y Conrad decidió tratar de contraatacar a los rusos en el sur, mediante una nueva pero estéril ofensiva del 2.º y 3.er ejércitos. Esta fracasó y el 11 de septiembre Conrad tuvo que ordenar la retirada, que se realizó con extrema incompetencia. Únicamente la lentitud de las unidades rusas para aprovechar la confusión austrohúngara permitió que Conrad organizase una nueva línea de defensa a lo largo del río San y más tarde a lo largo del Dunajec y el Biala. A mediados de septiembre, cuando se estabilizó la situación, los dos ejércitos enemigos se hallaban agotados por los combates: los austrohúngaros habían perdido la mitad de sus fuerzas, unos cuatrocientos mil hombres, de los que los rusos capturaron cien mil; por su parte, estos habían sufrido doscientas cincuenta mil bajas, cuarenta mil de ellas, prisioneros. Conrad perdió la iniciativa y quedó a merced de la ayuda de Berlín, que para sostenerlo creó el 9.º Ejército, dependiente de Von Hindenburg y Ludendorff. Por su parte, Ruzski obtuvo el mando del sector norte en sustitución de Zhilinski, pero abogó de inmediato por una gran retirada hasta Kovno que hubiese desprotegido la retaguardia del sector sur.

## Problemas del Ejército ruso

### Inferioridad numérica y problemas de reclutamiento

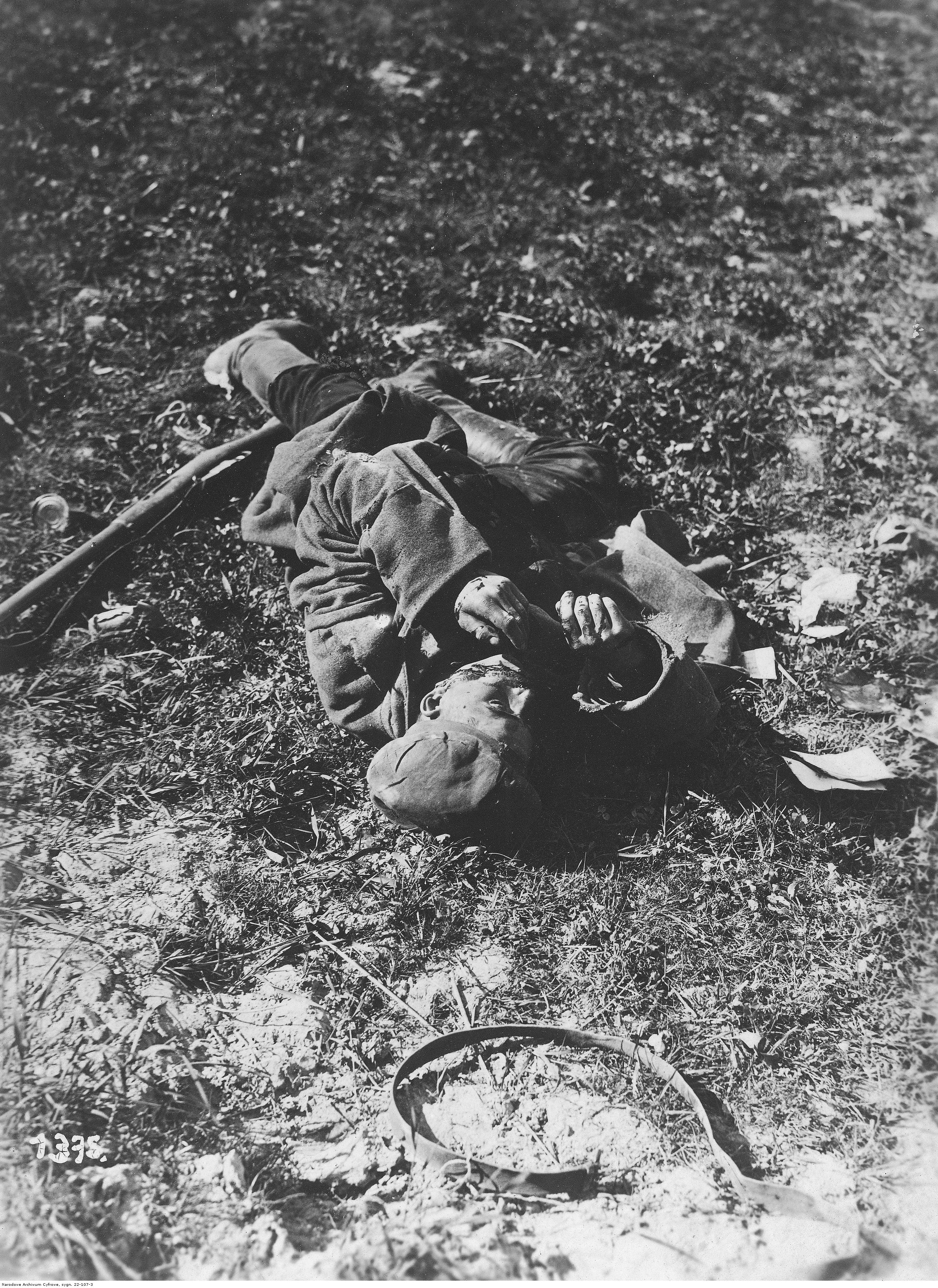
Soldado ruso muerto en combate.

La limitada capacidad de abastecimiento rusa hacía que las unidades desplegadas en el frente fuesen más reducidas que lo que permitía el alistamiento. Hasta mediados de 1916, el número de soldados que Rusia tenía en el frente era menor que el de Francia, cuya población era un cuarto de la del Imperio ruso. Pese a que el servicio militar era teóricamente obligatorio y universal desde 1874, el Ejército no contaba con suficiente personal ni con instalaciones ni fondos para adiestrar a los seiscientos mil reclutas anuales que como mínimo tendrían que haberlo realizado. Así existía una larga lista de dispensas que eximían a posibles reclutas de tener que cumplir el servicio militar; la principal era la de los hombres casados y la de aquellos que cursaban estudios. La mitad de los reclutados reclamaban y tres cuartos de ellos obtenían dispensa para no realizar el servicio militar. El 48 % de los posibles reclutas evitaban el servicio por alguno de los posibles eximentes, y otro 25 % se libraba de él por no haber sido seleccionado en el sorteo del que se obtenían aquellos que debían realizarlo. Los exentos se encuadraban en la milicia territorial, exenta teóricamente de participar en la guerra, tanto en el frente como en tareas de retaguardia, que carecía de toda instrucción militar. El número de exentos resultó tan grande que las autoridades pasaron a tener el problema contrario al original: les costaba cubrir el cupo anual de ciento cincuenta mil mozos, que en el reinado de Nicolás se aumentó a doscientos treinta y cinco mil. Esto además impedía descartar con demasiado rigor a los reclutas por motivos físicos o enfermedad, dada su escasez. El número de los que hacían el servicio militar aumentó a lo largo de los primeros años del siglo XX hasta los 585 000 en 1914, pero nunca supuso más del tercio de los que habrían debido realizar el servicio por el criterio de edad.
Esto, junto con la disposición de las unidades —dieciséis de las noventa y ocho divisiones rusas desplegadas en octubre de 1914 se enviaron a proteger el Báltico y el mar Negro—, hacía que los rusos no pudiesen disfrutar en la práctica de la ligera ventaja numérica con la que contaron durante los primeros meses de la contienda. En 1915 los Imperios Centrales obtuvieron superioridad numérica: en enero contaban con setenta y nueve divisiones frente a las ochenta y tres rusas; en mayo, con ciento nueve y media frente a las cien rusas —Petrogrado había tenido que enviar trece divisiones y media de infantería y nueve de caballería al frente del Cáucaso—. A mediados de 1916, la situación se invirtió: los rusos lograron concentrar ciento cincuenta divisiones frente a las cien del enemigo. Contaban por entonces con unos dos millones de soldados en el frente.
La enorme cantidad de bajas —posiblemente entre siete millones y siete millones y medio para todo el conflicto hasta el armisticio de diciembre de 1917—, complicó sobremanera el mantener las dotaciones de las unidades. Hubo cuatro millones de heridos durante los primeros tres años de guerra; uno de cada cuatro de los que sobrevivían a las heridas quedaba impedido de por vida. Los mandos habían calculado que la guerra sería corta y causaría pocas bajas, y suponían que los cuatro millones y medio de hombres movilizados en 1914 bastarían para librarla, pero cada mes el Ejército sufría entre trescientas y cuatrocientas mil bajas y un 40 % de estas era permanente —soldados que no podían volver al frente—. Esto suponía que cada mes desaparecía el equivalente a una leva anual del periodo anterior a la contienda. Los reservistas, muchos de los cuales ya habían sido llamados a filas en 1914, resultaron insuficientes para cubrir las pérdidas del frente, así que las autoridades reclutaron a las quintas de 1914-1918 en 1914-1915, sin abolir las exenciones al servicio. Obtuvieron así tres millones de soldados. La voracidad del frente hizo que esto tampoco bastase y se llamase a filas al primer grupo de reservistas territoriales —hombres de entre cuarenta y un y cuarenta y tres años— y a parte de los hombres que no habían realizado el servicio militar por exceder el cupo anual, con lo que se reunieron otros tres millones de soldados. Luego se trató de obtener más reclutas del segundo grupo de reservistas, que incluía a dos tercios de los varones del imperio —por entonces, con una población de unos ciento ochenta millones de personas—, pero solo se obtuvieron otros tres millones más. Si Rusia hubiese logrado movilizar sus fuerzas en la misma proporción que Francia —para lo que no contaba ni con la infraestructura ni con la popularidad necesarias—, habría dispuesto de unos sesenta millones de soldados en vez de los menos de quince millones que combatieron en la guerra mundial, si bien no hubiese podido dotarles de armas ni abastecerlos, quizá ni siquiera con el concurso de sus aliados. Para tratar de resolver el problema de la escasez de soldados, las autoridades se centraron en llamar a filas a los futuros reclutas, no en enviar al frente a la multitud que se había librado del servicio en años anteriores por las diversas dispensas posibles. Esto hizo que la gran mayoría de las tropas fuesen jóvenes de entre diecisiete y veinticinco años, lo que contrastaba con la senectud de los mandos, que rara vez tenían menos de sesenta.
En 1916 las autoridades se enfrentaban a un grave problema: si la guerra no acababa ese año, el ritmo de bajas acabaría con las reservas fáciles de reclutar. La falta de registros adecuados para movilizar a los reservistas territoriales y de infraestructura para aplicar la leva por la fuerza en caso necesario complicaban extraordinariamente obtener nuevos reclutas una vez agotadas las últimas reservas fáciles de movilizar. La Stavka estaba acuciada para obtener la victoria en el conflicto antes de tener que llegar a esta situación. A finales de 1916, el Ejército había reclutado a catorce millones seiscientos mil hombres.
A las bajas en combate se añadían además los tradicionales intentos de los campesinos de evitar el servicio militar, que se redoblaron desde el comienzo de la contienda. Lo tradicional era cercenarse el índice para no poder disparar. Según la guerra se fue alargando, creció también el número de desertores.

### Problemas de organización en el mando

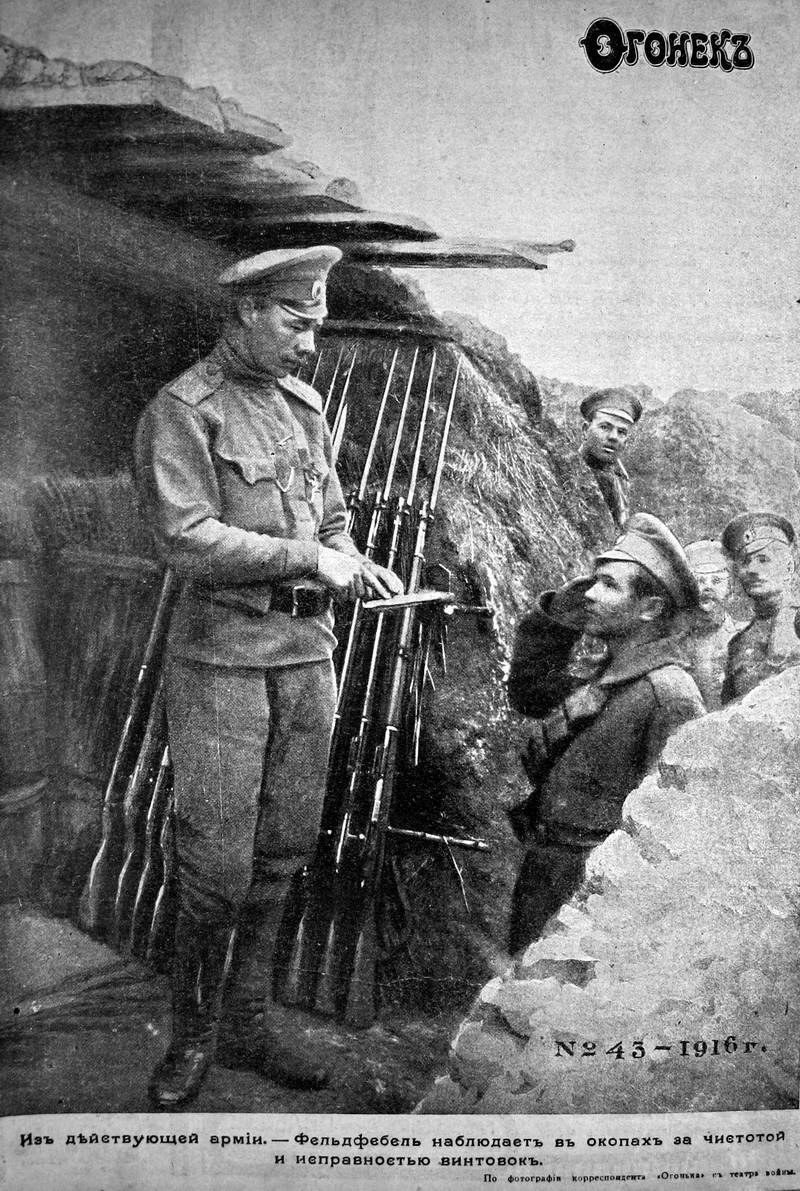
Un joven suboficial muestra a sus hombres cómo utilizar los nuevos rifles, Ogoniok, 1916.

A la debilidad numérica rusa durante los primeros años de la guerra se unían otros importantes defectos: el Ejército ruso no contaba con un mando unificado efectivo y se encontraba dividido en camarillas rivales que complicaban cualquier coordinación o movimiento efectivo de las unidades. El Estado Mayor era incapaz de imponer su criterio a los dos frentes, el septentrional empeñado en el conflicto con Alemania y el meridional en la lucha contra Austria-Hungría, que a menudo seguían sus propios deseos como si combatiesen en guerras distintas. El principal motivo de existencia del Estado Mayor, con malas comunicaciones al comienzo del conflicto con los mandos regionales y un personal reunido a toda prisa al comienzo de la guerra —apenas ochenta oficiales—, era la coordinación con el mando francés, no el control de las unidades rusas. Privado de reservas con las que imponer sus prioridades a los mandos de cada frente e incapaz de obligar a los mandos de uno y de otro a cooperar en las operaciones, el Estado Mayor quedó impotente ante la iniciativa de cada uno de ellos y no logró traspasar medios de uno a otro cuando resultó necesario, a diferencia de los alemanes, capaces de desplazar unidades con rapidez y eficacia de un punto a otro del frente.
Al problema en el alto mando se unía el de las unidades: las cuarenta mil bajas de oficiales durante los primeros meses de combates eliminaron a la flor de la oficialidad rusa y dejaron las unidades en manos de oficiales bisoños y en ocasiones incompetentes y limitaron las posibilidad de adiestrar adecuadamente a los nuevos reclutas antes de enviarlos al frente. Para compensar la falta de instrucción, se mantuvo una severa disciplina que disgustó a los soldados. Hasta 1915, las autoridades no reclutaron a los estudiantes universitarios, lo que limitó el número de oficiales de los que disponía en Ejército. Cuando por fin se tomó esta medida, el Ejército duplicó el número de oficiales y alcanzó los ochenta mil. Muchos de los nuevos oficiales provenían de cursos acelerados de formación en escuelas militares, que duraban entre cuatro y ocho meses (18 999 en 1915). Más numerosos —cuarenta mil— eran los que siguieron en las nuevas escuelas de oficiales dependientes de los distritos militares, con requisitos de admisión mucho menores y orígenes en general mucho más humildes. El momento en el que más oficiales faltaron fue 1915, cuando a finales de año faltaban 15 777 y en algunos regimientos del frente la dotación de oficiales era la mitad de la teórica. El problema se fue solucionando a lo largo del año siguiente mediante el establecimiento de nuevas escuelas de oficiales, pero al precio de tener numerosos oficiales con escasos conocimientos y reducir el número de suboficiales, ascendidos para cubrir vacantes.

### Tensiones en la oficialidad
El alto mando ruso se hallaba dividido. Desde la emancipación los siervos en 1861, la proporción de oficiales de origen campesino o urbano pero humilde no había dejado de crecer: un tercio de los oficiales por debajo del grado de coronel lo tenían en 1900 y en tiempos de la guerra ruso-japonesa uno de cada cuatro nuevos oficiales era de familia campesina y otro de cada cinco, de la clase media baja urbana. La carrera militar era un modo de ascender socialmente. La cierta lentitud del cambio hizo, sin embargo, que en 1914 aún el 87 % de los generales de infantería y porcentajes mayores en caballería y artillería fuesen nobles, como lo eran también el 63 % de los coroneles de la misma arma y el 85 % de los de caballería y artillería. En total, de los 45 582 oficiales que tenía el Ejército ruso antes de desencadenarse la contienda mundial, el 51,3 % eran de origen noble (el 40 % en infantería), porcentaje que había ido reduciéndose desde finales del siglo anterior.
Aunque los oficiales recibían un título nobiliario, persistían las tiranteces entre los oficiales de la vieja aristocracia, que dominaban las unidades de caballería y artillería, y los nuevos oficiales, más numerosos en el arma de infantería. En general, los primeros apoyaron al gran duque Nicolás Nikolaievich frente al ministro de Defensa Vladímir Sujomlínov, que buscó a sus partidarios entre los segundos, si bien hubo notables excepciones. El país abordó el conflicto con honda rivalidad entre el jefe del Estado Mayor y el ministro del ramo, que se extendía a sus partidarios y que llegó incluso a hacer que los partidarios del uno no tratasen con los del otro, aun cuando compartían el mando de la misma unidad. En otros casos, sin embargo, sí hubo oficiales en puestos importantes que mantuvieron buenas relaciones con los dos rivales, que no tomaron partido por ninguno o que pasaron de uno al otro sin problemas.

### Comunicaciones y abastecimiento

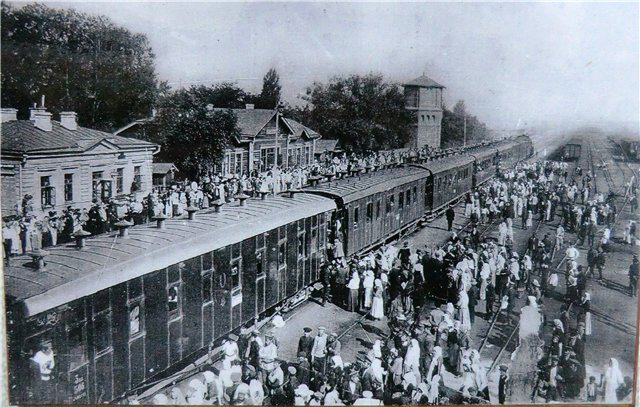
Tren que transportaba soldados desde el frente a Druzhkivka (Donetsk) en 1917.

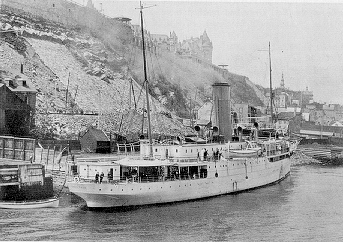
El rompehielos canadiense Earl Grey se convirtió en el ruso Fiodor Lutke en 1914.

En la gestión de los ferrocarriles, vitales para el abastecimiento de las tropas, los alemanes mostraron una gran superioridad frente a los rusos. Estos carecían de suficiente personal —a pesar de tener que mantener una red mayor— y este era de menor calidad que el del enemigo: abundaban los operarios analfabetos, consecuencia del atraso del país. Los alemanes eran incluso capaces de gestionar con mayor eficacia las líneas férreas rusas cuando caían en sus manos, a pesar de las dificultades técnicas. Los rusos carecían además de un control centralizado de sus ferrocarriles: dos tercios dependían del Ministerio de Ferrocarriles, mal administrado, y otro tercio de los militares, que a los que les faltaba un mando centralizado efectivo. Cada sector contaba con un mando en la práctica cuasiindependiente del resto y el encargado de los ferrocarriles del Estado Mayor apenas contaba con tres subordinados y nula influencia.
Otro importante problema que se unía al de la mala gestión de los ferrocarriles era la necesidad de mantener una enorme cantidad de caballos, tanto por las malas comunicaciones en algunas partes del frente que los hacían imprescindibles como medio de transporte como por la insistencia rusa de conservar un gran número de divisiones de caballería. Mientras que la mayoría de los ejércitos se habían deshecho de estas inútiles unidades, los rusos las mantuvieron. Los rusos contaban con alrededor de un millón de caballos cuyo cuidado acaparaba la mitad del tráfico férreo ruso, mientras que los alemanes solo dedicaban a esta tarea un quinto del suyo. Esto estorbaba, entre otras cosas, el movimiento de unidades de un sector al otro del frente, maniobra que los alemanes realizaban con mucha mayor rapidez.
La insuficiencia de la red ferroviaria impedía también la distribución de las importaciones solicitadas por Rusia al resto de aliados. Solo un tercio de las diez millones de toneladas de productos que los distintos representantes rusos solicitaron a los británicos en diciembre de 1916 podían en realidad transportarse a través de los ferrocarriles rusos. El enemigo había bloqueado los puertos del Báltico y del mar Negro, y las importaciones solo podían llegar a través del transiberiano y del puerto ártico de Arcángel, cerrado cinco meses al año por los hielos y mal comunicado con el resto del país. Lo exiguo de la red ferroviaria para distribuir el material importado produjo el apilamiento de enormes cantidades de este en los puertos de desembarco. La apertura de un nuevo puerto en Múrmansk en marzo de 1917 fue tardío, parcial e insuficiente.

### Problemas de producción
La industria rusa no estaba preparada para la guerra. En algunos aspectos y pese a los abundantes recursos del país, dependía de las importaciones. El curtido de cuero, esencial para las botas de las que el ejército necesitaba un cuarto de millón por semana, tenía menester de productos químicos que se fabricaban en Alemania y que en 1914 solo producía en Rusia una única fábrica. Las fábricas de armamento, concentradas en la capital para estar cerca de la corte cuya influencia necesitaban sus dueños, se hallaban a miles de kilómetros de los yacimientos rusos de hierro y carbón y como consecuencia se abastecían de carbón británico, cuyo transporte por mar era muy vulnerables a los ataques enemigos. El estallido de la guerra redujo en un 90 % el carbón británico disponible y el reclutamiento de mineros en la cuenca del Donets hundió la producción nacional, pese al empleo de mujeres, niños y prisioneros de guerra en las minas. La prioridad de envío de carbón a la capital desbarató el transporte de alimentos, pues el país no contaba con suficientes ferrocarriles para transportar ambos.

### Escasez de armamento

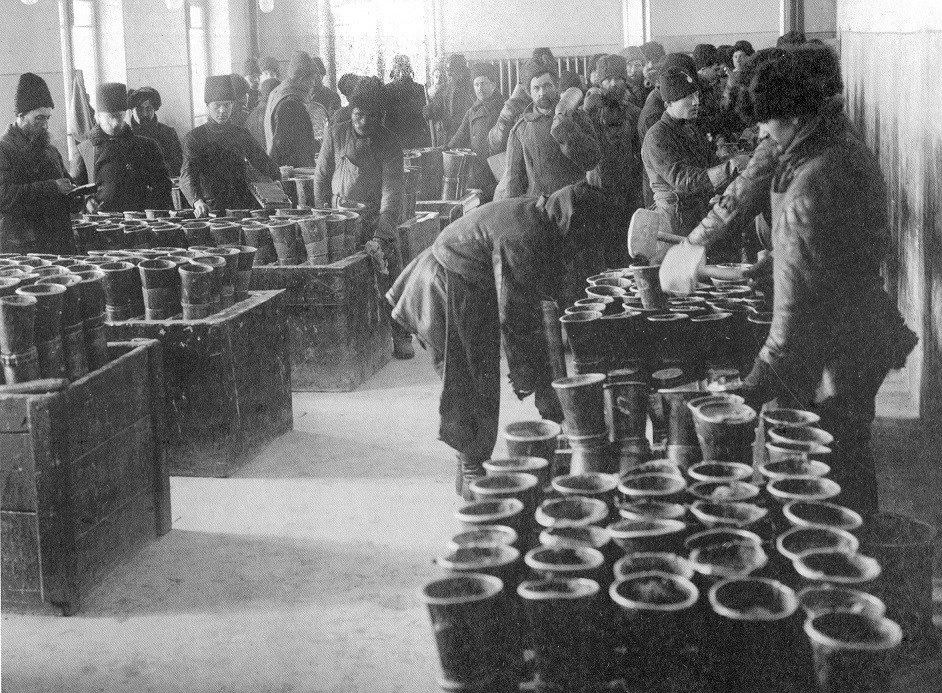
Fábrica de conchas de Samara, 1915.

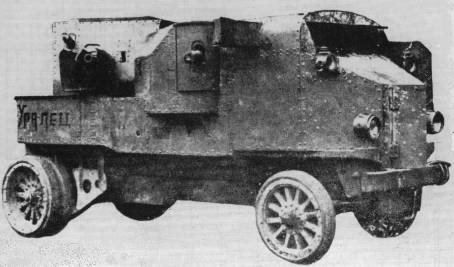
Cañón autopropulsado Garford-Poutilov, producto de la cooperación industrial ruso-estadounidense, 1916.

Las primeras quejas por falta de munición en las unidades del frente se habían producido en septiembre de 1914, pero el problema se agudizó en la primavera del año siguiente. Para entonces los Imperios Centrales gozaban de una gran ventaja en munición para la artillería: en la ofensiva de mayo en Gorlice, el 11.º Ejército alemán contaba con un millón de proyectiles, mientras que el 3.er Ejército ruso con el que contendía apenas tenía cien mil. La escasez de munición tuvo un impacto considerable en las derrotas rusas de la primavera y el verano de 1915.
La escasez de munición y de armamento se debía a varios factores. Por ahorro presupuestario y suponiendo que la guerra no sería larga pues de lo contrario habría un hundimiento económico de los contendientes, el Gobierno había decidido antes del conflicto aumentar las reservas de munición en vez destinar el dinero a construir nuevas fábricas de armamento que aumentasen la producción durante la contienda. Esta escasez de fábricas y un cálculo erróneo de las necesidades de munición causaron un importante déficit en la producción nacional de proyectiles, situación que se repitió con los fusiles. Con la artillería sucedió algo similar: en el primer año de guerra el Ejército encargó nueve mil cañones, pero solo recibió ochenta y ocho, muchos menos de los que había perdido en los combates librados hasta entonces. El problema era aún más grave puesto que el país ni siquiera alcanzó las reservas de munición fijadas por los expertos y estas ya eran de por sí mucho menores que las del enemigo. El número de soldados que en principio se había calculado en cuatro millones y medio ascendía en julio de 1915 a ocho millones y medio y las necesidades de munición del Ejército eran cinco veces mayores de lo previsto.
Las autoridades tardaron en apreciar la gravedad del problema en parte por las exageraciones de los mandos, que inflaban la ventaja alemana y desperdiciaban las existencias que se les estregaban. Las autoridades también tardaron en informar de ello a franceses y británicos. El Estado Mayor ruso careció hasta la primavera de 1916 de un departamento dedicado a la artillería y los mandos del frente fueron incapaces de justificar ante los responsables de la producción en qué empleaban la munición que se les entregaba, además de mostrar una tendencia notable a exagerar sus necesidades. Las autoridades trataron infructuosamente de compensar la exigua producción nacional mediante la importación de armamento y munición de los países aliados, principalmente del Reino Unido y Estados Unidos, pero las empresas extranjeras que aceptaron los pedidos rusos no cumplieron los plazos de entrega. En parte esto se debió a la falta de cooperación de los representantes rusos que, en vez de coordinarse entre sí, a menudo competían, pero más importante fue la falta de capacidad de las empresas contratadas para satisfacer las necesidades rusas y el escaso interés por hacerlo frente al de cumplir otros encargos. Los enormes gastos del Estado ruso en pedidos de armamento no surtieron el efecto deseado y Rusia apenas recibió armamento durante 1915 y 1916 comparable a los pedidos que realizó. Aun en marzo de 1917, menos de un 15 % de los millones de rifles encargados a importantes empresas de armamento estadounidenses habían llegado a Rusia. Otros encargos de munición y artillería se entregaron con meses o incluso años de retraso. El imperio apenas consiguió importar durante 1915 una décima parte de los proyectiles necesarios para cubrir las necesidades que no satisfacía la industria rusa. Petrogrado había encargado en el extranjero cuarenta millones y medio de proyectiles hasta noviembre de 1916, pero no había recibido ni siete millones y cuarto. La confianza indebida en la capacidad industrial aliada tuvo otro efecto pernicioso para Rusia: el abandono del desarrollo de la industria nacional en favor de las importaciones. El aprovechamiento de los extranjeros, en ocasiones descarado, de los apuros rusos en oscuras operaciones financieras tampoco mejoró la imagen de los capitalistas extranjeros en el país. Pese a todo, el ejército dependía claramente del abastecimiento exterior de munición: dos de cada tres balas de cañón y una de cada tres de las de fusil y ametralladora era de producción extranjera y había viajado miles de kilómetros hasta el frente ruso, lo que suponía un enorme esfuerzo logístico.

### Debilidad financiera

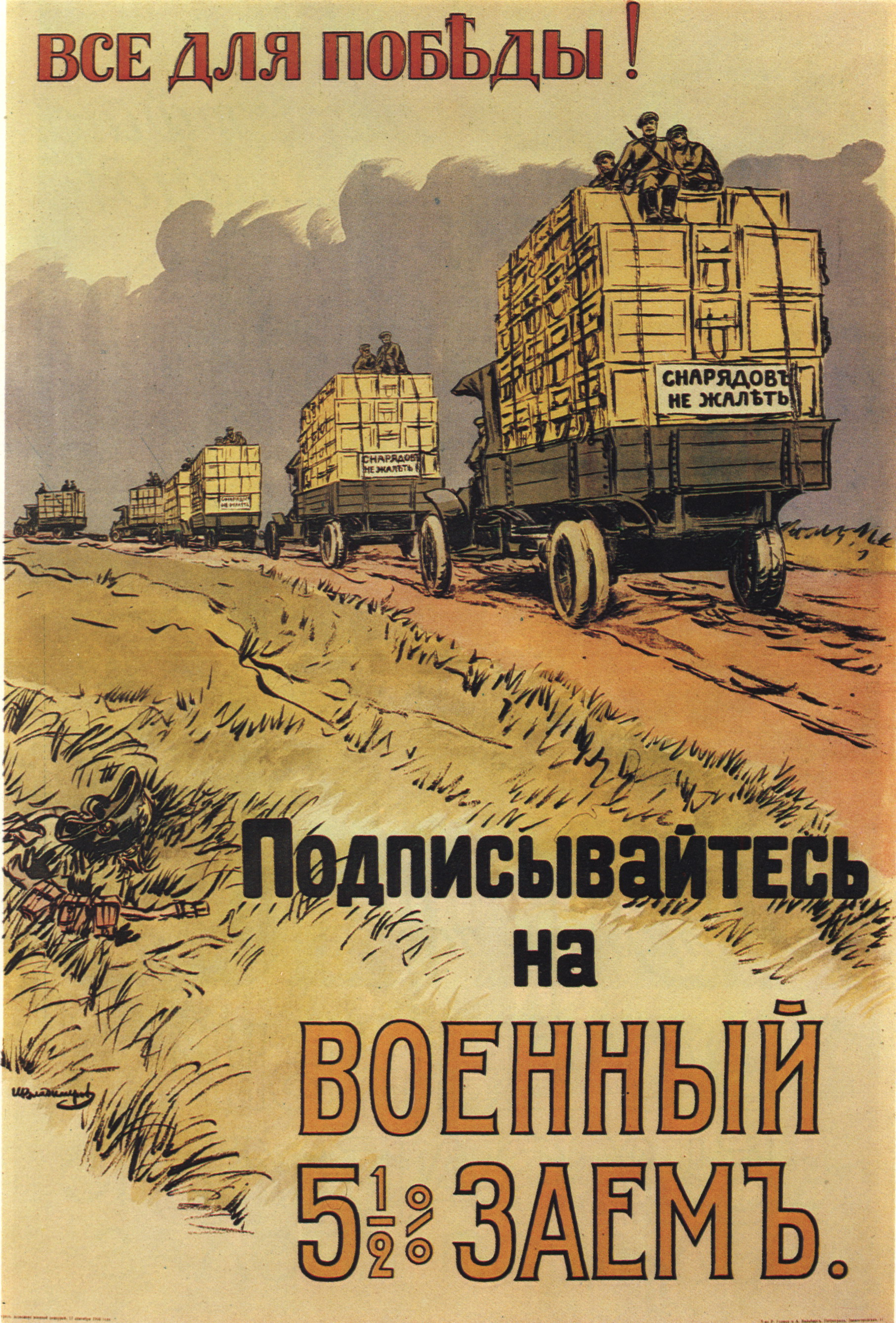
Entregas de camiones y equipos aliados, cartel de préstamo del 5,5%, 1916.

El comercio ruso comenzó a depender pronto del aval británico, dada la escasez de las reservas de oro rusas para garantizar sus operaciones comerciales en el exterior. Ya en octubre de 1914, el país empezó a tener problemas para pagar sus compras en rublos, divisa que los vendedores sospechaban que pronto se devaluaría. Tuvo que solicitar el apoyo financiero de los británicos que, gracias a sus grandes inversiones en el extranjero, podían avalar sus compras. Esto conllevó, sin embargo, un gran aumento de la deuda exterior de Rusia, en especial con el Reino Unido: en 1917 aquella había alcanzado los dieciséis mil millones de rublos-oro, el doble de la que tenía en 1914. El Reino Unido era el acreedor de tres cuartos de las nuevas deudas contraídas. Un problema añadido fue que el acuerdo de financiación entre los dos países se produjo tardíamente, en el otoño de 1915 —con algunos préstamos de emergencia anteriores—, lo que complicó la firma de contratos de suministros durante los primeros meses de la guerra. El retraso en el acuerdo se debió en parte a la renuencia rusa a aceptar las condiciones económicas exigidas por los británicos, que consideraban excesivas. Las autoridades rusas estimaban que el esfuerzo militar ruso, muy superior al británico en el frente occidental, les hacía merecedoras de financiación británica sin tener en cuenta los intereses comerciales británicos, favorecidos por la guerra por la eliminación de la competencia alemana. Londres acabó financiando generosamente a Petrogrado por el peligro de que este firmase una paz separada con los Imperios Centrales, pero los mecanismos necesarios tardaron en ponerse en marcha.
La descoordinación interna rusa, en la que los distintos ministerios competían entre sí y con los bancos y las industrias, tampoco favorecía la eficacia económica respecto a la guerra.

## Combates en Polonia (octubre y noviembre de 1914)

Combates en Polonia y Galicia de septiembre a diciembre de 1914. El símbolo de batalla marca la batalla de Łódź, que estabilizó temporalmente el frente entre esta localidad y Varsovia. El 1 indica en plan alemán para desbaratar la invasión rusa de Silesia en noviembre de 1914.

### Lucha en el Vístula
En octubre nueve divisiones rusas trataron de cruzar el Vístula frente a las cinco alemanas que intentaban impedírselo. Los rusos no lograron cruzarlo Vístula y tuvieron que refugiarse en Varsovia, que Ludendorff no se atrevió a asaltar al hallarse en inferioridad numérica frente a los defensores. Los Imperios Centrales planearon una añagaza: retirarían sus fuerzas del Vístula para atraer a los rusos y, una vez que estos estuviesen cruzando el río, se abatirían sobre ellos. La maniobra, sin embargo, no salió según lo previsto por Ludendorff y Conrad: los rusos batieron a las unidades austrohúngaras frente a Ivángorod y pudieron cruzar el río. En contra de los planes austro-germanos, el 22 de octubre diez divisiones rusas se enfrentaban a ocho de los imperios y la desventaja de estos aumentó pronto. Ivánov había logrado que trece divisiones del 4.º y 9.º ejércitos cruzasen el río el 26 del mes. Atacados en el flanco, los austrohúngaros perdieron cuarenta mil hombres y tuvieron que retroceder hacia el suroeste. La retirada simultánea de Ludendorff, de acuerdo al plan conjunto, hizo que los Imperios Centrales perdiesen todo el territorio conquistado a lo largo del mes anterior.
La victoria rusa en Ivángorod y la defensa de Varsovia les habían permitido hacer retroceder al enemigo, avanzar a lo largo de la orilla norte del Vístula, expulsar a los austrohúngaros de las orillas del San y cercar la fortaleza de Przemyśl, donde ciento veinte mil hombres de la guarnición quedaron aislados. Los austrohúngaros retrocedieron a la línea Dunajec-Biala para proteger Cracovia, contra la que avanzó el 3.er Ejército ruso. La descoordinación entre los dos frentes rusos, nuevamente preocupados por sus sectores respectivos, y el temor desmedido a una contraofensiva alemana hicieron que los rusos desaprovechasen la ventaja obtenida.

### Disputa por Cracovia
En noviembre, Ivánov logró derrotar nuevamente a los austrohúngaros en el sector carpático y rechazar un ataque al norte de Cracovia. La ciudad era el objetivo de los ejércitos 9.º y 4.º, que avanzaban hacia ella desde el norte, y del 3.º, que lo hacía desde el este. Sin embargo, los austrohúngaros lograron frenar el avance de este atacando su flanco al tiempo que la superioridad de la que gozaban en los Cárpatos por la retirada de unidades rusas para reforzar el avance hacia Cracovia les permitió también realizar diversas maniobras victoriosas en las montañas. El avance austrohúngaro en los Cárpatos amenazó el flanco sur de las fuerzas rusas que se cernían sobre Cracovia. Ivánov ordenó la retirada y el frente se estabilizó a finales de diciembre a lo largo de la línea Dunajec-Biala y del centro de los Cárpatos.

### Abandono de la invasión de Alemania
Los rusos apercibían los ejércitos 2.º y 5.º para invadir Alemania por Silesia cuando Ludendorff desbarató la maniobra realizando un ataque al flanco ruso, avanzando en dirección sureste desde Toruń el 11 de noviembre. Una y otra vez, el Estado Mayor ruso aseguró erróneamente a los jefes del frente que el ataque alemán no era más que el débil asalto de unas pocas divisiones. El flanco derecho del 2.º Ejército se hallaba mal protegido por el 1.er Ejército, que cubría un sector demasiado extenso y cuyas unidades no se encontraban adecuadamente distribuidas para rechazar la acometida alemana. El cuerpo de ejército en el extremo izquierdo del sector, el V Siberiano, estaba aislado del resto de la formación, mal pertrechado y en clara inferioridad frente a los atacantes alemanes, que contaban con cinco veces más artillería que él. Perdió dos tercios de sus hombres en el ataque del día 11, mientras el grueso de la artillería escapaba del campo de batalla. La retirada de los restos del cuerpo abrió una amplia brecha en el frente, entre el Vístula y el flanco derecho del 2.º Ejército. La reacción del alto mando ruso consistió en apremiar a los dos ejércitos prevenidos para la invasión de Alemania para que la acelerasen, a pesar de que el 2.º Ejército estaba sufriendo ya los ataques del 9.º Ejército alemán en su flanco derecho. Entre el 14 y el 15 de noviembre, estos embates casi acabaron con la resistencia del cuerpo de ejército situado en el extremo derecho del 2.º Ejército. Al mismo tiempo, los alemanes rechazaron los débiles contraataques del 1.er Ejército ruso. El 15 los comandantes rusos finalmente percibieron la gravedad de la situación, abandonaron los planes de invasión y comenzaron a replegarse hacia su centro de suministros, la ciudad de Łódź. Alcanzaron la ciudad a marchas forzadas, poco antes de que lo hicieran las columnas alemanas que avanzaban hacia el mismo lugar desde el noroeste. Los siete cuerpos de ejército reunidos en la ciudad evitaron que cayese en manos de los alemanes, aunque el jefe del frente norte y el Estado Mayor criticaron con dureza la retirada que permitió protegerla. Ludendorff creyó que los rusos se retiraban hacia el Vístula y trató de cortarles la retirada tomando Łódź. La maniobra fracasó: los defensores rusos, más numerosos y favorecidos por el terreno, rechazaron la arremetida alemana.
Un cuerpo de ejército alemán de la reserva acompañado por una división de guardias logró, sin embargo, rodear la ciudad por el este, rechazar la acometida del 1.er Ejército ruso que avanzaba hacia ella y amenazar la retaguardia rusa. Los rusos contuvieron el ataque el 21 de noviembre, a pesar de la precipitación con la que tuvieron que formar la nueva línea defensiva oriental. Las divisiones germanas lograron zafarse del peligro de quedar embolsadas por el 1.er Ejército ruso que avanzaba por fin hacia Łódź a pesar de la resistencia enemiga y regresar a sus líneas mediante una hábil retirada y gracias también al mediocre mando ruso del sector, que no impidió la maniobra. La extrema confusión de las unidades asignadas a rodear a las unidades alemanas no solo permitió su retirada, sino que estas lo hiciesen llevando consigo dieciséis mil prisioneros rusos.
Mientras Ruzski abandonaba finalmente todo deseo de invadir Alemania sin haber tomado antes Prusia Oriental para cubrir su flanco y abogaba ante el Estado Mayor por retirarse a la línea del Vístula, Ludendorff obtuvo refuerzos —cuatro cuerpos de ejército— para continuar la ofensiva en el este. Los primeros ataques que emprendió a comienzos de diciembre, no obstante, no obtuvieron fruto. Nuevos asaltos a las unidades rusas lograron, empero, que estas se retirasen finalmente de Łódź, importante centro de la gran algodonera rusa. Los embates a la nueva línea rusa establecida a lo largo de los ríos Bzura y Rawka fracasaron y el 9.º Ejército alemán perdió en ellos cien mil hombres.

### Efectos de la guerra y principio del descontento
Para entonces, cuando concluyeron las batallas del otoño, Rusia había perdido ya un millón y medio de soldados entre muertos, heridos y prisioneros. La grave falta de armamento y munición se estaba haciendo notar, impidiendo armar siquiera a los reemplazos que se reclutaban para cubrir las enormes bajas de los primeros meses de guerra. Estas requirieron nuevas y abundantes levas: 1 180 000 nuevos soldados fueron reclutados en enero de 1915, 950 000 en abril y 550 000 en mayo. Mientras en el campo concluía la recolección de la últimos alimentos que debían permitir pasar el invierno y sobrevivir hasta la siguiente cosecha, que se hizo sin la participación de muchos hombres, enviados al frente, en las ciudades crecía notablemente el empleo de mujeres y niños en las fábricas para aumentar la producción destinada a la guerra. La demanda de mano de obra también atrajo a población campesina: al final del primer año de guerra, uno de cada siete obreros varones de la capital había llegado a ella durante el conflicto. Las derrotas del frente desvanecieron el entusiasmo bélico de los obreros y determinaron un nuevo crecimiento de las huelgas en 1915, si bien al principio fueron de escasa amplitud. La crisis de abastecimiento de alimentos que desató la prioridad de transporte de carbón a la capital para sostener la producción bélica originó inflación y escasez de alimentos. El Gobierno afrontó las protestas, aún pequeñas comparadas con las de antes de la guerra, con represión, pero no pudo impedir que fuesen creciendo.
La incapaz gubernamental para crear un sistema eficaz de racionamiento de los productos básicos hizo que no todos los sectores sufriesen igual la escasez, que perjudicó especialmente a la población con menos recursos. Para las clases populares, los comerciantes aprovechaban la guerra para aumentar sus beneficios, incluso poniendo en riesgo la subsistencia de la población, convicción que desencadenó abundantes protestas y saqueos. Cada vez más, los más humildes desafiaban a la autoridad, a la que creían incapaz de resolver las penurias bélicas o de imponer una distribución justa de las cargas y a cuyos representantes acusaban de favorecer a los privilegiados.
Los combates en el frente oriental también originaron deportaciones de población civil, que crecieron luego. Doscientos cincuenta mil rusos de cultura alemana fueron deportados de las zonas rurales bajo administración militar, al principio por motivos de seguridad militar —los mandos sospechaban de sus lealtad a Rusia— y luego por económicos —entregas sus propiedades a población considera fiel al Estado—. Medidas similares contra la población judía empezaron a aplicarse en enero de 1915 y se extendieron durante la primavera.

## Batallas invernales de 1915 (enero y febrero de 1915)

### Intentos alemanes de forzar la evacuación rusa de Polonia

Combates en febrero de 1915: la ofensiva alemana en el este de Prusia Oriental y la contención austrohúngara de los rusos en los Cárpatos

A finales de enero de 1915, Ludendorff planeó una nueva ofensiva en el norte: dos ejércitos, el 10.º y el 8.º realizarían un ataque en pinza contra el 10.º Ejército ruso desde Prusia Oriental, con la esperanza de empujar a este lo suficiente como para que los rusos se decidiesen a retirarse de Polonia al ver amenazado este territorio desde el norte. Mientras el 8.º Ejército se colocaba en posición para atacar, el 9.º lo protegió el 31 de enero bombardeando por primera vez con gas venenoso. El 7 de febrero comenzó la ofensiva, favorablemente para los alemanes dado el aislamiento del 10.º Ejército ruso del resto de unidades del sector y la desorganización del 12.º —al suroeste—, que aún se hallaba en formación. El 10.º Ejército ruso carecía de reservas con las que poder contraatacar ya que las unidades disponibles se estaban asignando al 12.º, que se preparaba para invadir Prusia Oriental a mediados de mes. Las medidas defensivas del 10.º Ejército eran además insuficientes: la línea de trincheras era estrecha e inadecuada para frenar la arremetida alemana, el sector que cubría era demasiado largo y la disposición de las unidades, incorrecta. El movimiento de pinza alemán logró al comienzo desbaratar varias divisiones rusas, que creían que los ataques alemanes se dirigían contra las fortalezas de la zona y no con el objetivo de rodear al 10.º Ejército. En los combates, en los que los alemanes consiguieron capturar un cuerpo de ejército —el 20.º—, abandonado por el resto de unidades a su suerte en medio de una retirada caótica, los rusos perdieron unos cincuenta y seis mil hombres. La ofensiva fue una nueva victoria táctica alemana, pero sin grandes consecuencias, como otras muchas batallas similares de la guerra.
El avance alemán en territorio enemigo no podía continuar con seguridad sin garantizar el flanco sur, para lo que era necesario tomar la fortaleza de Osowiec. El asedio de esta, en el que el 8.º Ejército alemán se empleó entre mediados de febrero y principios de marzo, fracasó, debido tanto a la hábil defensa rusa como a las ventajas de la posición, situada en un terreno pantanoso. Al oeste, los alemanes atacaron al nuevo 12.º Ejército ruso e hicieron treinta mil prisioneros, pero perdieron otros tantos en una contraofensiva rusa emprendida pocos días más tarde. A principios de marzo, los contragolpes de los ejércitos 10.º y 12.º obligaron a los alemanes a replegarse a la frontera. La ventaja numérica rusa —sesenta y cuatro divisiones frente a las cuarenta y dos y media de los alemanes— hizo que Ludendorff abandonase toda ilusión de continuar las operaciones en este sector. Si bien la ofensiva alemana había fracasado como había predicho Von Falkenhayn, los rusos tampoco se sintieron con ánimo de intentar una nueva invasión de Prusia Oriental y decidieron concentrar sus esfuerzos en el sector de los Cárpatos. Ruzski solicitó una retirada de sus unidades para acortar el frente y afianzar una línea defensiva mejor ya que las próximas operaciones se iban a realizar en el frente sur, pero el Estado Mayor se negó y lo relevó a finales de mes; ocupó su puesto Alekséyev.

### Combates en los Cárpatos
La inminente ofensiva franco-británica en los Dardanelos y la posible entrada en la contienda de Italia y Rumanía favorecían que las fuerzas rusas tratasen de asestar un golpe definitivo a Austria-Hungría. La ofensiva debía facilitar las operaciones en los estrechos del mar Negro. Aunque el objetivo final era la rendición de Austria-Hungría que debía precipitar la victoria en la guerra mundial, el alto mando ruso no otorgó los medios necesarios para lograrlo: a pesar de ordenar a Ivánov que derrotase decisivamente a los austrohúngaros, siguió concentrando dos tercios de sus fuerzas en el frente norte, que debía permanecer a la defensiva. Alekséyev, ya al mando del frente norte, se negó a traspasar parte de sus unidades a Ivánov para reforzar la ofensiva prevista y este apenas contó con treinta divisiones para tratar de abrirse paso en los Cárpatos. Para aumentar este grupo, Ivánov hubo de debilitar otros sectores de su propio frente, tanto en el norte frente a Cracovia como en la bolsa de Przemyśl.
Los austrohúngaros emprendieron una nueva ofensiva en medio del crudo invierno carpático el 23 de enero de 1915, con el fin tanto de facilitar los embates alemanes en Polonia como de socorrer la fortaleza de Przemyśl. La acometida, que empezó una semana antes del ataque de Ivánov a sus posiciones, resultó un fracaso: en el escarpado terreno, cada vez menos transitable por el deshielo, perdieron cincuenta y dos mil hombres del 2.º Ejército y muchos otros del 3.º. Los ánimos de estas unidades eran mínimos cuando tuvieron que enfrentarse al asalto de las unidades de Ivánov, a las que en realidad casi igualaban en número. Sufrieron tres cuartos de millón de bajas en apenas seis semanas de combate. Los rusos desencadenaron una serie de cortos ataques —debido en realidad a la dificultad de abastecer a las tropas de vanguardia, no a ningún plan— que les permitieron realizar notables avances en los valles. El alto mando austrohúngaro solicitó ayuda a los alemanes para frenar el avance ruso, que se detuvo efectivamente a comienzos de abril tanto por la llegada de los refuerzos germanos como por las complicaciones de avituallamiento de las unidades rusas. El alto mando austrohúngaro dio por perdida Przemyśl.
Esta cayó el 22 de abril tras seis meses de cerco y la pérdida de cincuenta mil defensores. Los rusos hicieron en ella ciento veinte mil prisioneros. La falta de armamento y suministros impidieron nuevos avances. Para entonces los arsenales rusos se hallaban casi vacíos, incapaces de armar a los reemplazos que se enviaban al frente o de suplir las pérdidas de armamento de las unidades. El alto mando ruso aprobó la propuesta de Ivánov de tratar de forzar el paso de los Cárpatos, pero no le envió suficientes refuerzos, pues temía dejar inerme el frente norte ante un posible embate alemán. Ivánov hubo de retirar unidades de otros sectores bajo su mando para poder reunir treinta divisiones con las que atacar a otras tantas austrohúngaras en las montañas. Logró apoderarse de Tarnów y de los principales puertos de montaña en tres semanas de combates, pero el 10 de abril hubo de detenerse, falto de refuerzos y suministros.

## Ofensivas alemanas de primavera (mayo y junio de 1915)

### Reconquista de Galicia e invasión de la Polonia meridional rusa

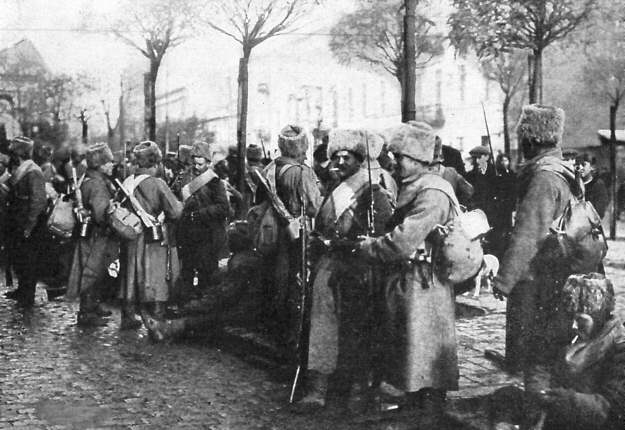
Soldados siberianos en Varsovia, 1914.

La negativa de Alekséyev a ceder parte de sus unidades a Ivánov que había obligado a este a debilitar algunos sectores de su frente para concentrar fuerzas en el ataque en los Cárpatos permitió a los alemanes concentrarse en embestir al debilitado 3.er Ejército que cubría la línea Dunajec-Biala al sureste de Cracovia. Diez divisiones del 11.º Ejército alemán y ocho del 4.º austrohúngaro se reunieron para asaltar las posiciones de las cinco divisiones y media del 3.er Ejército ruso que defendían los alrededores de Gorlice. Estas unidades eran además de escasa calidad. Los atacantes contaban con amplia superioridad, tanto de hombres como de material; a esto se sumaba la mala disposición de las formaciones rusas. Los rusos conocían la concentración de unidades alemanas desde mediados de abril, gracias tanto a su servicio de espionaje como a la información aportada por la rusófila población rutena de la región, pero los mandos de los dos frentes no se previnieron para resistir la acometida. El alto mando confiaba en poder contrarrestar cualquier ataque alemán mediante un avance del 9.º Ejército, situado a lo largo del Dniéster, al sureste.
El 1 de mayo comenzó la embestida alemana con un bombardeo de saturación de las posiciones rusas que duró cuatro horas que desbarató las escasas defensas. Los rusos carecían de buenas trincheras y de líneas de defensa a las que retirarse. La concentración de artillería pesada de Mackensen fue la mayor de la guerra hasta entonces. Frente sus 334 cañones pesados, los rusos contaban con 4 y poca munición. Las tropas rusas del sector, de escasa calidad, perdieron un tercio de sus fuerzas en el bombardeo y tuvieron que abandonar las posiciones y retirarse a campo abierto, donde quedaron a merced de la artillería alemana. Uno de los cuerpos de ejército rusos perdió veintinueve mil hombres y una división de otro quedó disuelta por el empuje alemán. Se abrió una brecha entre el XXI Cuerpo de Ejército y el IX, que las escasas reservas, enviadas en pequeños grupos, no lograron taponar. En los intentos por detener a los alemanes se perdieron primero dos regimientos de infantería y luego dos divisiones de caballería, enviados a toda prisa. A continuación se perdió la mitad de la 63.ª División, enviada apresuradamente y sin mapas al mismo punto donde el resto de las escasas reservas habían sido destruidas por las unidades enemigas. El mando ruso lanzó entonces a la última reserva, el III Cuerpo del Cáucaso, que consiguió entre el 4 y el 5 de mayo ralentizar el avance alemán. La intervención del III Cuerpo permitió que las fuerzas rusas evitasen el embolsamiento y pudiesen retirarse hacia el puerto de Dukla.
La nueva línea de defensa, de unos cien kilómetros de longitud, quedó fijada a unos setenta y cinco kilómetros al oeste del San, pero se hallaba ya expuesta por el sur a los ataques de los austrohúngaros que habían surgido de los Cárpatos, mientras que los alemanes la acometían desde el oeste. La nueva línea no solo no había sido fortificada, sino que tampoco recibió refuerzos reseñables. Las unidades reunidas para la defensa eran claramente insuficientes: teóricamente eran veinte, pero contenían la dotación de cinco. A pesar de que Ivánov deseaba retirarse al San para reorganizarse, el Estado Mayor insistió en sostener el frente y confiar en la inminente ofensiva italiana y en el contraataque del 9.º Ejército en el sur para estabilizar la situación. El ataque de este quizá persuadiese incluso a Rumanía a abandonar la neutralidad y entrar en guerra a favor de la Entente.
Dimitriev lanzó un contraataque el 7 y 8 de mayo con el III Cuerpo y el XXIV, que quedó destrozado en los combates. Al mismo tiempo, los alemanes desencadenaron un asalto al norte del sector que obligó los cuerpos X y IX rusos a emprender la retirada. El 4.º Ejército austrohúngaro, que seguía a la punta alemana, hizo treinta mil prisioneros. Incluso en esta situación, el Estado Mayor ruso rechazó de plano la retirada al San e insistió en mantener las posiciones. Finalmente, el 10 de mayo se permitió que los restos del 3.er Ejército se retirasen hasta el San. Para entonces los alemanes habían capturado ciento cuarenta mil prisioneros y casi doscientos cañones en seis días de combates. De los doscientos cincuenta mil rusos que habían participado en la lucha —cincuenta mil de ellos, de refuerzo a las unidades—, solo unos cuarenta mil alcanzaron el San. Los cuerpos de ejército X y XXIV habían quedado prácticamente aniquilados, el IX había perdido cuatro quintos de sus efectivos, el III, tres cuartos, el XXI apenas contaba con dos mil hombres y el XII, con unos ocho mil. Los refuerzos enviados para sostener la línea del San seguían siendo escasos: el débil XV Cuerpo venido desde el norte cedido por Alekséyev y el V Cuerpo del Cáucaso, llegado desde Odesa.
El alto mando ruso contaba con el ataque del 9.º Ejército en Bucovina para recuperarse de la derrota en Galitzia. Aunque los ciento veinte mil rusos obtuvieron una notable victoria sobre los ochenta mil austrohúngaros del 7.º Ejército y ocuparon gran parte de la región además de desbaratar los ataque alemanes en el Dniéster, esto no alivió la grave situación en el San, donde Von Falkenhayn decidió concentrarse, despreciando los problemas en el sector meridional. Mientras Von Mackensen se preparaba para reanudar el asalto al San, mal protegido —incluso en material defensivo tomado a los austrohúngaros el otoño anterior se había vendido en vez de emplearse para fortificar la línea—, y recibía gran cantidad de munición para sus cañones, los defensores sufrían nuevamente de escasez de proyectiles.
Los combates en el San fueron fundamentalmente una repetición de los de Gorlice: las escasísimas fuerzas rusas tuvieron que defender distintos tramos del río sin apenas unidades de reserva para taponar posibles brechas en el frente u organizar contraataques. Dimítriev esperaba que un contraataque en el sector cubierto por los austrohúngaros del 4.º Ejército, pudiese servir para aguantar el ataque enemigo, aunque la escasez de proyectiles para la artillería dificultaba la maniobra. La batalla comenzó con la eliminación del saliente ruso en Radymno, al oeste del río, entre el 16 y el 19 de mayo, en el que los rusos sufrieron miles de bajas. A continuación, sin embargo, los rusos rechazaron el intento alemán de virar hacia el sureste y rodear Przemyśl. Más al norte, infligieron algunas derrotas a las unidades austrohúngaras, a las que Von Mackensen tuvo que socorrer a pesar de sus propias dificultades en el avance hacia la retaguardia rusa. Los rusos cometieron entonces un error: lanzaron un contraataque con sus refuerzos en el sector austrohúngaro, que cedió hasta que llegaron a contenerlo unidades alemanas. Los rusos capturaron gran número de prisioneros austrohúngaros, pero perdieron gran número de hombres frente a los alemanes, que estabilizaron el sector el 25 de mayo. Más al este, Ivánov logró varias victorias intrascendentes en el Dniéster frente a los alemanes. Estos empujaron a las unidades rusas hacia el este y el 4 de junio retomaron Przemyśl.
Frustrado por la falta de resultados de la contraofensiva en el San y en el Dniéster, Ivánov acabó por retirar el 9.º Ejército a la línea formada a lo largo de este río. La lenta llegada de refuerzos había facilitado los sucesivos triunfos alemanes. Alekséyev envió finalmente más refuerzos y se hizo cargo de la defensa de la parte norte del sector, pero no antes de que los alemanes lograsen enviar nuevos refuerzos a la zona y lanzar un nuevo ataque a mediados de junio. El 20 de junio, se ordenó la evacuación de Leópolis y de la Galitzia ocupada; dos días más tarde el 2.º Ejército austrohúngaro recuperaba la ciudad. Las seis semanas de campaña de finales de la primavera resultaron una gran victoria para los Imperios Centrales que, con el empleo de apenas ocho divisiones alemanas, habían logrado capturar más de doscientos cuarenta mil prisioneros —aunque a costa de perder noventa mil hombres—.
A mediados de julio, Von Mackensen repitió la táctica de concentrar una gran cantidad de artillería en un estrecho sector del frente para conseguir el aplastamiento de las defensas rusas en la zona de Lublin y Chełm, que conquistó antes de finalizar el mes. Von Mackensen rechazó primero el ataque de cuatro cuerpos de ejército rusos que Alekséyev había enviado a la zona y que habían derrotado al 4.º Ejército austrohúngaro en Kraśnik y, a continuación, logró quebrar las líneas rusas en Krasnostaw y tomar en un solo día quince mil prisioneros. Las dificultades para mantener pertrechadas a las tropas y de reunir nuevas unidades de reserva complicaron el avance de Von Mackensen, que fue muy lento. Esta vez sus ejércitos (el 11.º y el 4.º), se dedicaron fundamentalmente a diezmar a los ejércitos rusos 3.º, 4.º y 13.º, que defendieron encarnizadamente Lublin y Chełm y acabaron replegándose a la línea Ivangorod-Opalin-Kowel.
A pesar de que los mandos rusos atribuyeron las derrotas de la primavera y el verano a la falta de munición, esta fue un factor secundario. Aunque en tres ocasiones los alemanes lograron concentrar una potencia artillera abrumadora (en la batalla de Gorlice de mayo, en la del Narev a mediados de julio y en la campaña de Chełm a finales del mismo mes), las derrotas se debieron más a la incapacidad del mando ruso para aplicar las tácticas que a los alemanes les permitían contrarrestar una desventaja aún mayor frente a británicos y franceses en el frente occidental. Los alemanes, además, no necesitaron utilizar la gran cantidad de munición a su disposición para lograr las victorias de mediados de 1915. La táctica de infligir grandes pérdidas mediante intensos bombardeos en sectores mal defendidos resultó efectiva: a finales del verano, los ejércitos rusos 3.er y 13.er tenían ciento ochenta mil hombres menos de los necesarios y el Estado Mayor estaba preocupado por el enorme número de bajas sufrido a manos de Von Mackensen.

### Avance alemán en Curlandia
A mediados de abril, Ludendorff envió una gran columna de caballería a Curlandia, en el extremo septentrional del frente, un sector hasta entonces secundario para los dos bandos enfrentados, tanto por sus malas comunicaciones como por lo desierto del territorio. El grupo recibió el nombre de Grupo de Ejércitos Lauenstein —nombre del oficial al mando— y más tarde el de Ejército del Niemen. El desprecio de Alekséyev por la maniobra alemana, que creía que podía neutralizar en cualquier momento mediante un ataque al flanco alemán desde la fortaleza de Kovno, permitió a los atacantes debelar a las escasas unidades de segunda fila que defendían la provincia y la división de caballería que aquel envió como único refuerzo. Debido a la confusión entre los mandos rusos, que decidieron a la vez defender Libau y evacuarlo, los alemanes consiguieron tomar esta anticuada fortaleza, al igual que Memel. A pesar de la renuencia de Alekséyev, el Estado Mayor le obligó a reforzar el sector: a comienzos de junio los rusos contaban en él con nueve divisiones de infantería y otras tantas de caballería frente a las cinco y media de infantería y siete y media de caballería de Lauenstein. Los alemanes lograron asentarse a lo largo de una línea que amenazaba a la vez Riga y Kovno, ya que los contraataques rusos no consiguieron obligarlos a retirarse; los rusos tuvieron que formar dos débiles ejércitos encargados de defender las dos ciudades.

## Crisis de 1915: problemas militares y retirada (julio-septiembre de 1915)

### Pinza en la Polonia septentrional y bombardeos en el Báltico

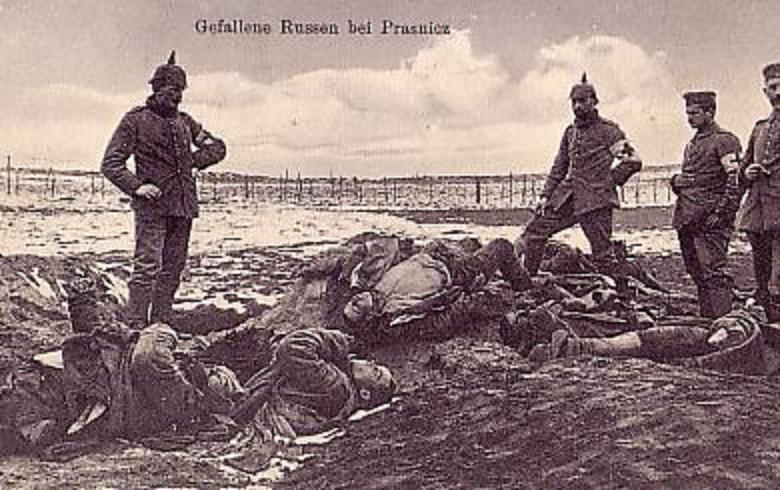
Soldados rusos muertos durante la ofensiva de Narew, postal alemana, 1915.

Los alemanes decidieron a comienzos de julio llevar a cabo un ataque complementario en el norte de Polonia, en la zona del Narew, de nuevo tras concentrar grandes fuerzas y numerosa artillería, para completar el avance en Galitzia de Von Mackensen y tratar de obligar a los rusos a evacuar Polonia. Los dos ejércitos rusos que cubrían el sector, el 1.º y el 2.º, confiaban en poder rechazar la embestida alemana como habían hecho en febrero y marzo, pero no prepararon adecuadamente la defensa y se hallaban en inferioridad numérica y artillera: contaban con siete divisiones y unos trescientos setenta y siete cañones frente a las diez divisiones y media enemigas y sus más de mil cañones. El ataque comenzó el 13 de julio, sin que los refuerzos que Alekséyev había decidido enviar a la zona hubiesen llegado aún; la batalla fue un ejemplo más de la ruptura del frente mediante bombardeos a gran escala como los que habían tenido lugar en Galitzia. Los alemanes lograron abrir una brecha entre los ejércitos rusos en Przasnysz. Los contraataques rusos, lanzados descoordinadamente por cada uno de los dos ejércitos desplegados en la zona, no surtieron efecto; el día 17 los alemanes habían logrado avanzar algunos kilómetros pero, sobre todo, habían infligido grandes pérdidas a los defensores, empeñados en no ceder terreno al precio de sufrir los bombardeos de la artillería germana. Los rusos se retiraron a la línea del río, pero no apercibieron correctamente la defensa en algunas zonas. Aun así, el asalto alemán fracasó.
Casi a la vez, los alemanes desencadenaron una ofensiva más al norte, entre el Báltico y Kaunas. Empezaron a bombardear al 5.º Ejército de Plehve el 14 de julio; gozaban del doble de artillería de este, que optó por abandonar el importante centro de la industria del cuero de Szawli para evitar el aniquilamiento de sus tropas. Gracias a ello pudo proteger durante casi dos años más Riga y Dvinsk.

### Problemas del Ejército
Los tres principales factores que influyeron en la crisis militar rusa de 1915 fue la escasez de armamento —enfatizada continuamente por las autoridades militares y parte de la opinión pública—, la de oficiales y el aumento del descontento de los soldados. La insatisfacción de la tropa fue creciendo pasado el primer arrebato patriótico, al principio expresada como resistencia pasiva al reglamento militar —casos de insolencia, indiferencia a las órdenes, abuso de los permisos—. El número de soldados registrados como enfermos aumentó notablemente, de ochenta y cinco mil en 1914 a cuatrocientos veinte mil en 1915. La desmoralización de las tropas se extendió por el Ejército, que perdió un millón de hombres a lo largo del año, prisioneros de los Imperios Centrales. A pesar del disgusto de los soldados con los oficiales, en 1915 los motines y problemas de disciplina fueron escasos y la actitud de la mayoría continuaba siendo «patriótica».

#### Escasez de oficiales y suboficiales, desconfianza entre mandos y tropas
Más que la actividad de los agitadores revolucionarios que preocupaban a los mandos, uno de los motivos del creciente desapego de la tropa hacia la oficialidad era el enorme tamaño del Ejército —nueve millones en julio de 1915—, que hacía necesario el aumento del número de oficiales y suboficiales para garantizar la disciplina. El número de oficiales, cuarenta mil en 1914, casi todos caídos en los primeros meses del conflicto, era insuficiente incluso para el tamaño de las fuerzas armadas en tiempos de paz y las academias militares eran incapaces de suministrar nuevos oficiales al ritmo necesario —apenas treinta y cinco mil se graduaban cada año—. Hasta julio de 1915, los oficiales habían sufrido sesenta mil bajas, lo que obligó, ante la escasez de oficiales de carrera, a nombrarlos de entre los hombres con educación secundaria, incluso si carecían de experiencia militar o adiestramiento de ningún tipo. El primer año de combates había acabado con los oficiales veteranos por debajo del grado de capitán. La falta de oficiales limitaba la cantidad de nuevas unidades que se podían crear en la retaguardia, pues escaseaban los oficiales para adiestrarlas y mandarlas. El Ejército solo podía adiestrar a ciento sesenta y dos batallones a la vez, cada uno con unos mil o dos mil hombres, lo que obligaba a cientos de miles de reclutas a esperar su turno para recibir la instrucción. En las unidades del frente, la cantidad de oficiales también era insuficiente: un regimiento de tres mil hombres solía contar con apenas una docena de oficiales. A la insuficiencia de oficiales de carrera se unió la reticencia del alto mando a ascender a los soldados a puestos de oficiales, medida que se tomó tardíamente a finales de 1915 y siempre de manera muy limitada: los nuevos oficiales nunca alcanzaron los grados más altos del escalafón militar. Muchos de los militares que más tarde tuvieron una carrera brillante en el Ejército Rojo no lograron pasar de suboficiales en el zarista. Otra importante deficiencia era la escasez de suboficiales, la baja estima de los mandos por estos y la falta de una clase social de baja burguesía de tamaño suficiente como para suministrar este puesto —clave para asegurar la disciplina y la cohesión de las nuevas unidades— en cantidad suficiente, como sí sucedía con los Ejércitos de otros países beligerantes como Alemania, Francia o el Reino Unido. Con pocos oficiales y aún menos suboficiales para el enorme Ejército, las relaciones entre los mandos y los soldados empeoraron considerablemente a lo largo de 1915. Los oficiales, que a menudo perdieron la confianza en sus subordinados en los que en ocasiones veían poco más que salvajes primitivos, reaccionaron extremando la represión, con buenos resultados a corto plazo. Por su parte, la tropa también tenía en poca consideración a los mandos, tanto por su mala dirección del conflicto —escasez de armamento, inadecuada gestión de las operaciones militares, inmenso número de bajas— como por su indiferencia por la suerte de los soldados —la atención sanitaria era mala, los permisos, excesivamente cortos, se enviaba a los heridos rápidamente de vuelta al frente, los víveres y suministros eran insuficientes—. El Ejército sufría una creciente polarización entre las tropas cada vez más desafectas y los mandos.

#### Problemas de abastecimiento
El reglamento, que exigía un abastecimiento excesivo de comida para los soldados —cuatro mil calorías diarias, entre las que se incluía un cuarto de kilogramo de carne al día y medio de azúcar—, no se correspondía con la capacidad de la intendencia del Ejército: de las quince mil cabezas de ganado necesarias para mantener el suministro diario de carne preceptivo, los transportes militares apenas podían enviar cinco mil. Los problemas de transporte hacían que las unidades recibiesen víveres de forma intermitente: podían pasar días con raciones muy reducidas para, de repente, recibir una cantidad excesiva de comida a punto de pudrirse. Los centros de abastecimiento, con demasiadas existencias que no podían enviar al frente, en ocasiones tenían que venderlas antes de que se echasen a perder y en otros simplemente robaban la mercancía.

### Retirada y estabilización del frente

La gran retirada rusa de Polonia: los movimientos del frente entre el 1 de mayo y el 30 de septiembre de 1915.

#### Reveses en Curlandia y creación del frente norte
Con las derrotas en Curlandia y en Galitzia el alto mando ruso se reunió el Chełm el 17 de junio para evaluar la situación. Se consideró que para sostener el frente se necesitaba medio millón más de hombres, la cantidad que se había perdido en los combates en Galitzia durante el mes y medio anterior. La pérdida de esta región dejaba además a las tropas en Polonia expuestas a una maniobra de pinza con fuerzas debilitadas por el traslado de tropas que Alekséyev se había visto obligado a realizar desde el norte para sostener el frente sur. Si bien en mayo Alekséyev contaba aún con dos tercios de las unidades del frente, las sucesivas derrotas en el sur hicieron que se concentrasen allí gran número de unidades y que a comienzos de julio apenas contase con cuarenta y tres divisiones de infantería y trece y media de caballería de un total de ciento dieciséis de infantería y treinta y cinco y media de caballería. Para cubrir las copiosas bajas, se hicieron nuevas y apresuradas levas, cuyos reclutas se enviaban al frente sin instrucción y a menudo sin armas —el propio Estado Mayor calculaba que contaba con cuarenta mil fusiles para el medio millón de nuevos soldados—.
Las primeras sugerencias de abandonar Polonia se presentaron a mediados de junio, pero por razones tanto políticas —pérdida de prestigio ante los Aliados, inminentes ofensivas en el frente occidental y en el italiano— como militares —necesidad de sostener las carísimas fortalezas polacas que albergaban una enorme cantidad de artillería y municiones y habían resultado útiles en algunos combates anteriores—, el Estado Mayor rechazó inicialmente la propuesta. Un número cada vez mayor de altos oficiales, no obstante, expresó su preferencia por realizar una retirada que acortase el frente, evitase los embolsamientos de tropas, redujese las líneas de suministro y permitiese crear unidades de reserva.
El 17 de agosto, el Estado Mayor creó un nuevo frente, el frente norte, para dotar al sector, que creía amenazado, de su propio mando separado. El puesto se otorgó a Ruzski, que mandó desde entonces veintiocho divisiones, mientras que Alekséyev quedaba al frente de sesenta y una más al sur y el frente sur de Ivánov concentraba veinticinco.
Los alemanes aprovecharon la reorganización del norte para acometer una ofensiva en Curlandia, donde el 5.º y el 10.º Ejércitos rusos no lograron cooperar para detenerla ni conseguir el concurso de la enorme fortaleza de Kovno —con mil trescientos sesenta cañones, un cuarto de ellos pesados— en los combates. Esta cayó en manos de los alemanes el 17 de agosto tras un duro bombardeo y la huida de su comandante, que fue condenado a trabajos forzados por ello. La mayor parte de la guarnición eran bisoños de las milicias provinciales, que huyeron ante la ferocidad del asalto enemigo, dejando atrás gran cantidad de munición artillera. A continuación, los alemanes fingieron preparar un desembargo en el Báltico para marchar hacia Petrogrado y consiguieron que Ruzski concentrase las fuerzas del 5.º Ejército en Dvinsk y Friedrichstadt y permitiese que la unión con el 10.º Ejército que cubría Vilna se debilitase.

#### Crisis militar y política: reorganización del Estado Mayor
La caída de la fortaleza precipitó la reforma del Estado Mayor ruso: el zar relevó del mando al gran duque Nicolás, al que nombró virrey del Cáucaso, tomó el mando de las operaciones el 1 de septiembre y nombró lugarteniente a Alekséyev con el cargo de jefe del Estado Mayor. El mando del frente occidental ruso, hasta entonces dependiente de Alekséyev, se entregó al general Evert. Alekséyev adoptó una estrategia prudente para evitar cualquier desdoro al monarca; así, no obtuvo grandes victorias, pero tampoco graves derrotas y los dieciocho meses de Nicolás como jefe supremo teórico de los ejércitos acabó con escasos cambios en los frentes norte y oeste y avances de varias decenas de kilómetros en el suroeste. Nicolás se abstuvo en general de participar en las decisiones de estrategia militar, consciente de su ignorancia en la materia, pero tuvo una influencia negativa en el nombramiento de mandos, en ocasiones incompetentes que debieron sus puestos a la simpatía del soberano. La tarea fundamental de Alekséyev fue el remozamiento del ejército, que en los combates de 1915 perdió dos millones y medio de hombres, que no pudo sustituir enteramente.
A la retirada militar y la escasez de armamento se unieron los problemas económicos y sociales: creciente inflación, escasez de algunos productos básicos, insuficiencia del abastecimiento que detenía la producción en algunas fábricas y dificultades del asentamiento de los cientos de miles de refugiados de los territorios evacuados. Estos, junto con el estallido de un escándalo de espionaje de uno de los protegidos de Sujomlínov —acusaciones que resultaron falsas pero sirvieron para desprestigiar al ministro—, hicieron que el zar finalmente accediese a relevarlo en junio de 1915. El zar se avino a reunir a la Duma en agosto y a despedir a los ministros más odiados por la oposición política, pese a su rechazo del sistema parlamentario. Destituyó al ministro del Interior, Nikolái Maklakov y al poco a Sujomlínov, al director de Santo Sínodo Vladímir Sabler y al ministro de Justicia Iván Shcheglovitov.
En mayo el Gobierno accedió a las reivindicaciones de políticos e industriales y creó la Junta Especial para el Examen y la Armonización de las Medidas Necesarias para la Defensa del País, que incluía entre sus miembros a diputados de la Duma e industriales. El organismo debía encargarse de coordinar todos los pedidos estatales relativos a la guerra. La ilusión de que la alianza de políticos, altos mandos militares e industriales pudiese impulsar reformas políticas se esfumó pronto: el descrédito del Estado Mayor por la retirada militar, los reveses en el Báltico y la mediocre gestión del traslado de los refugiados y la toma del mando por el propio soberano a finales del verano eliminó a los militares. Los industriales pronto se enzarzaron en disputas internas por la asignación de los contratos estatales que anularon su actividad; sin estos y los militares, los políticos de la Duma, sin apoyo popular reseñable, cayeron en la impotencia. La crisis política se solucionó temporalmente cuando el zar suspendió las sesiones de la Duma (16 de septiembre), carente ya de aliados de importancia; este gesto no suscitó grandes protestas populares, lo que hizo creer a los reaccionarios que la oposición carecía de fuerza. Nicolás destituyó a los ministros reformistas, que se habían enemistado con el ultraconservador primer ministro Iván Goremykin, a finales de mes.

#### Crecimiento industrial
La crisis militar precipitó una efímera alianza entre altos mandos militares hostiles al ministro de Defensa y a sus protegidos, que la aprovecharon para conseguir su destitución y arresto, políticos deseosos de poner en marcha una reforma política que limitase los poderes del monarca y les otorgase el dominio político mediante la creación de un Gobierno nombrado y supervisado por la Duma e industriales que anhelaban eliminar las limitaciones de gasto militar y la preferencia del ministro por las industrias capitalinas y extranjeras en el abastecimiento de pertrechos. Los magnates industriales moscovitas, arrinconados por el Sujomlínov, contaban en pretensiones de cambio con la de los pequeños empresarios, deseosos también de hacerse con contratos militares para sus fábricas.
Los industriales moscovitas y los de las pequeñas empresas crearon los comités de industrias de guerra en la primavera de 1915, que debía permitirles participar en la asignación de los contratos bélicos estatales. Los consejos electos apoyaron la medida y formaron una unión nacional, el Zemgor, para participar en la gestión de la guerra; la unión recibió el apoyo de algunos ministros, que propugnaban una moderada reforma política.
Los principales industriales de la capital pronto se enfrentaron a los moscovitas y a los de las pequeñas fábricas: tomar el control de la Junta Especial, que utilizaron para otorgarse grandes pedidos a precios excesivos. Las protestas del segundo grupo de industriales, muy dependientes de los encargos estatales en el caso de los pequeños y medianos industriales, les permitió ingresar en la Junta con el apoyo de los comités de industrial bélicas y del Zemgor, pero la principal contribución a la producción siguió debiéndose a la gran industria de Petrogrado. Se formó en todo caso una organización piramidal de comités de industrias bélicas encargado de distribuir los contratos estatales: un comité central en Moscú con dos mil trabajadores coordinaba la actividad de otros treinta y tres regionales y doscientos veinte locales, encargados de informar sobre la capacidad y necesidades de las industrias en cuanto a material y trabajadores. En general, el rendimiento del sistema fue escaso: no solo las industrias que contrataban a través de los comités rara vez cumplían los encargos recibidos, también solían ser menos eficientes que otras fábricas independientes o parte de los grandes oligopolios rusos. Únicamente el diez por ciento de los encargos estatales se gestionaron a través de los comités, que solo fueron capaces de cumplir la mitad de ellos. A finales de 1916, los comités, arrinconados por la gran industria, abandonados por el Estado y por los octubristas, apenas contaban con el apoyo político de los kadetes y habían quedado relegados a un papel marginal. La evolución del Zemgor fue similar: adalid de los pequeños industriales para que estos obtuviesen contratos estatales y gestor de gran parte de la red de hospitales, las dos actividades se sostuvieron solo gracias a enormes dispendios estatales. Los pequeños industriales agrupados en el Zemgor fueron incapaces de producir en grandes cantidades a precios competitivos y en ocasiones se limitaron a aceptar encargos estatales, embolsarse los pagos por adelantado y comprar la mercancía en los Estados Unidos. A pesar de que recibió solo una proporción minúscula de los contratos estatales de abastecimiento, el Zemgor se mostró ineficaz en su gestión. Finalmente, los grandes industriales prefirieron estrechar sus lazos con el Gobierno y abandonar las pretensiones de reforma de la Duma y centrarse en controlar la Junta Especial.
Esta quedó dominada en efecto por los grandes industriales y los oligopolios: dos mil doscientas noventa grandes empresas, con un total de más de dos millones de trabajadores. El poder de la Junta Especial era enorme: administró un tercio de los gastos estatales realizados ente agosto de 1914 y septiembre de 1917, quince millardos de rublos. La inversión estatal en este periodo fue superior a la realizada durante todo el siglo anterior. Con el tiempo, se formó una alianza entre la gran industria y el Estado que comenzó a gestionar el grueso de la producción de manera omnímoda, pero con considerable eficacia: la Junta Especial estableció once territorios a cuyo frente nombró un delegado plenipotenciario, con potestad para fijar los precios de venta al Estado y los salarios de los obreros. Los oligopolios parte de la Junta controlaban además la asignación de materias primas y combustible a las distintas fábricas. A pesar de las desavenencias, la cooperación entre la Junta y el Estado surtió efecto: la producción de carbón creció en un 30 %, aumentó también la de petróleo para satisfacer la necesidad de combustible, se desarrolló notablemente la industria química —duplicó la producción y casi el número de obreros—, el número de obreros metalúrgicos creció de 386 000 en 1913 a 546 000 en 1917, la producción de maquinaria se acrecentó también enormemente, tanto por la desaparición de Alemania, suministradora tradicional, como por el alto precio de las máquinas británicas y estadounidenses. El sistema también permitió a las empresas obtener extraordinarios beneficios, en parte mediante la especulación de bienes de consumo. El Estado tuvo que aceptar los abusos ya que no estaba dispuesto a nacionalizar la industria, único método para ponerles fin dada la renuencia de los industriales. Parte de los grandes beneficios empresariales sirvieron para desarrollar la industria nacional gracias a su reinversión: el número de empresas y su capital creció notablemente durante la contienda. Aunque parte de las nuevas empresas tenían simplemente un carácter especulativo, el capital invertido en el país creció en un tercio entre 1914 y marzo de 1917. La mitad de la nueva inversión se realizó en nueva maquinaria. Paradójicamente, la crisis de crecimiento en casi todos los sectores no ayudó a perpetuar el zarismo, incapaz de resolverla, sino que desencadenó la crisis final que condujo a su desaparición.
El impulso industrial sirvió tanto para acabar con la crisis de armamento como para mejorar el abastecimiento nacional de este: a comienzos de 1917 la industria rusa sobrepasaba la producción artillera francesa y británica, la producción de proyectiles se había multiplicado por veinte, la de cañones por diez, algo menos que la de fusiles. La mayoría de los nuevos cañones y en especial de los más modernos, eran de fabricación propia. En 1916 Rusia había superado la crisis de armamento gracias a un titánico esfuerzo industrial y contaba con amplia ventaja de hombres y armamento frente a los Imperios Centrales. Seguía dependiendo, empero, del suministro de armamento del extranjero, aunque en mucha menor medida que hasta 1915.

#### Retirada de Polonia

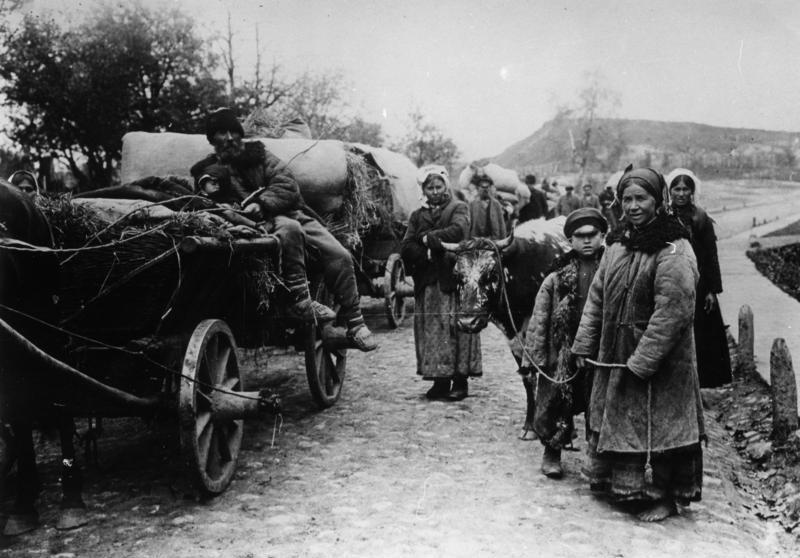
Campesinos rusos evacuados durante la Gran retirada rusa, noviembre de 1915.

A pesar de que Alekséyev había logrado frenar la embestida alemana en el Narew, el Estado Mayor decidió que los reveses en otras zonas del frente —en la zona de Kovno, en Galitzia y en el Vístula—, obligaban a evacuar finalmente Polonia. La retirada de las unidades del Narew comenzó el 22 de julio; se desplegaron a lo largo de la línea Lomza-Siedlce-Kock, mientras que las de Galitzia se retiraron a la de Ivángorod-Opalin-Kowel. La retirada rusa, llevaba a cabo ordenadamente en general, permitió a los alemanes tomar Varsovia el 4 de agosto. El mismo día los rusos evacuaron la fortaleza de Ivangorod, que destruyeron. A finales de agosto, mientras la fortaleza de Osowiec protegía aún el repliegue en el norte (se rindió el 26 de agosto), Novogueórguievsk en el sur caía tras una mediocre defensa rusa (19 de agosto). Si en Novogueórguievsk los alemanes hicieron noventa mil prisioneros, en Osowiec los rusos consiguieron evacuar sus fuerzas.
La retirada a la nueva línea del frente, notablemente más corta, duró desde principios de agosto hasta finales de septiembre. Los rusos cedieron Bialystok, Brest-Litovsk (el 26 de agosto, a pesar de estar fortificado) y Pinsk. A pesar de los deseos del alto mando alemán, los comandantes de los dos brazos de la pinza que debía atrapar a las unidades rusas desplegadas en Polonia no lograron embolsarlas y frustrar la retirada enemiga.
Aunque militarmente la retirada se realizó con habilidad, tuvo importantes consecuencias políticas y sociales: la administración militar se extendió a zonas antes bajo control civil, lo que disgustó al Gobierno, nada satisfecho con la gestión de los militares; generó además alrededor de un millón de refugiados, que marcharon al este junto con las tropas en retirada y que quedaron dispersos en misérrimas condiciones en las ciudades del país. Parte de los desplazados lo fueron por la acción del ejército, que puso en práctica una estrategia de tierra quemada que perjudicaba principalmente a la población civil. El Gobierno admitió ser incapaz de gestionar la migración. A finales de año había unos tres millones trescientos mil desplazados, que alcanzaron casi los seis millones en 1917. Varios cientos de miles de armenios otomanos huyeron también a Rusia para huir del genocidio armenio desatado por el alto mando otomano. En la zona había también refugiados turcos, kurdos y griegos.
Rusia también perdió en Polonia un quinto de los yacimientos de carbón, una décima parte de los de hierro, dos tercios de su industria química e importantes centros industriales de producción textil y de máquinas herramientas, como Lodz, Varsovia, Lublin o Radom. Pese a que se sabía que estas industrias corrían peligro por su cercanía al frente, no hubo planes para evacuarlas hacia el interior del imperio y cayeron en poder del enemigo.

#### Últimas operaciones de 1915 y paralización de las operaciones militares

La situación del frente en marzo de 1916, antes de la Ofensiva de Brusilov.

A comienzos de septiembre y pese a los deseos de Von Falkenhayn, que deseaba detener las operaciones en el frente oriental para concentrarse en acabar con la resistencia serbia, los distintos comandantes emprendieron varios ataques en los distintos sectores del frente. En el central los embates resultaron estériles por la dificultad del terreno: los Imperios Centrales habían alcanzado las marismas de Pinsk. En el norte, Ludendorff realizó un ataque en dos direcciones: directamente hacia Vilna, que el 10.º Ejército rechazó infligiendo varias decenas de bajas a los atacantes, y hacia el norte de la ciudad, que prosperó y permitió a los alemanes apoderarse de la ciudad el 18 de septiembre mediante un movimiento de flanqueo. El envío de refuerzos rusos a la región impidió que los alemanes realizasen nuevos progresos en este sector. Los contraataques rusos obligaron a Ludendorff a ceder algunas localidades y a abandonar toda pretensión de continuar avanzando; los alemanes construyeron entonces una línea de trincheras para reforzar sus posiciones en el sector. En el sur, Conrad trató en vano de emular a Ludendorff y marchar sobre Rovno y Kiev mediante una ofensiva que debía aniquilar a las divisiones rusas del frente sur. Los austrohúngaros atacaron en el Seret y Volinia y al comienzo avanzaron y tomaron Lutsk el 31 de agosto. Después de perder cuatro divisiones, que tuvieron que marchar al sur para participar en la nueva campaña contra Serbia, el 4.º Ejército sufrió un serio revés al avanzar hacia Rovno y sufrir la acometida rusa en su flanco norte. Brusílov hizo setenta mil prisioneros austrohúngaros en la contraofensiva que le permitió recuperar Lutsk el 22 de septiembre, aunque se retiró de la ciudad poco después. Las grandes pérdidas austrohúngaras en Volinia y en Galitzia entre el 1 y el 25 de septiembre alcanzaron los trescientos mil hombres, gran parte de ellos desaparecidos en combate.
A comienzos del invierno, con los rusos enfrascados en su reorganización interna y los Imperios Centrales concentrados en derrotar a Serbia, se puso fin a la mayoría de las operaciones militares en el frente oriental. A lo largo del año, los rusos habían perdido dos millones de hombres, la mitad capturados por el enemigo. Von Falkenhayn había logrado neutralizar temporalmente la amplia ventaja numérica de que gozaban los rusos frente a los alemanes. Sin embargo, el nuevo alto mando ruso aprovechó sus operaciones en los Balcanes para llevar a cabo la necesaria reorganización del Ejército ruso y a comienzos de 1916 mejoró tanto el adiestramiento como el armamento de las tropas, cuyo ánimo mejoró. Los rusos contaban a principios de 1916 con un millón setecientos cincuenta mil soldados en el frente y otros setecientos mil en la retaguardia como reserva, finalmente bien armados y adiestrados durante varios meses en el invierno. Gozaban de una amplia ventaja numérica frente al enemigo, que solo tenía un millón de soldados desplegados por entonces en el frente oriental.

#### Empeoramiento de la situación económica de la población
La situación urbana estaba empeorando claramente a finales de 1915: en un estudio de 659 ciudades de mediados de octubre, más de 500 sufrían escasez de algún tipo y la mitad de ellas no tenía suficiente harina de centeno o trigo. La capital, que necesitaba cuatrocientos vagones diarios para abastecerse de víveres, solo recibía cien. Un tercio de las panaderías habían cerrado, dos tercios de las carnicerías no tenían producto y las mujeres debían hacer largas esperas en medio del gélido invierno ruso para comprar algo de azúcar y harina.

## La guerra en el mar
La reconstrucción de la Flota del Báltico del Báltico no había concluido cuando estalló la guerra, pero se aceleró tras empezar la contienda. La flota quedó sometida al Ejército de Tierra. La del Báltico estaba subordinada al jefe del 6.º Ejército, encargado de la defensa de Petrogrado.
El papel de la flota de Báltico fue fundamentalmente defensivo: en los primeros días del conflicto minó los accesos a los golfos de Riga y Finlandia y luego operó como extremo septentrional del frente norte, que se mantuvo a la defensiva. El alto mando rechazó los planes ofensivos que presentó la Armada. Sus tareas se limitaron fundamentalmente a patrullar los accesos a los golfos y a evitar la penetración de la Armada alemana, aunque en algunas operaciones de minado desorganizó las rutas comerciales alemanas en el Báltico.
La guerra desbarató casi completamente el comercio marítimo ruso en el Báltico, del que dependía el combustible de la flota, que empleaba fundamentalmente carbón británico. La Armada tuvo que empezar a abastecerse de carbón ucraniano, que llegaba al Báltico con dificultad puesto que el tráfico ferroviario se destinaba principalmente a abastecer al Ejército. La falta de combustible hizo que desde mediados de 1916 se redujesen las patrullas, especialmente la de los buques de mayor tonelaje, que consumían más.
Las principales pérdidas rusas en el Báltico, mucho menores que las alemanas, fueron las del crucero Pallada, torpedeado el 1 de noviembre de 1914, y la de varios de destructores antiguos, destruidos en los combates librados para defender las zonas minadas.

## Ofensivas de 1916

### Falta de reformas políticas y problemas sociales

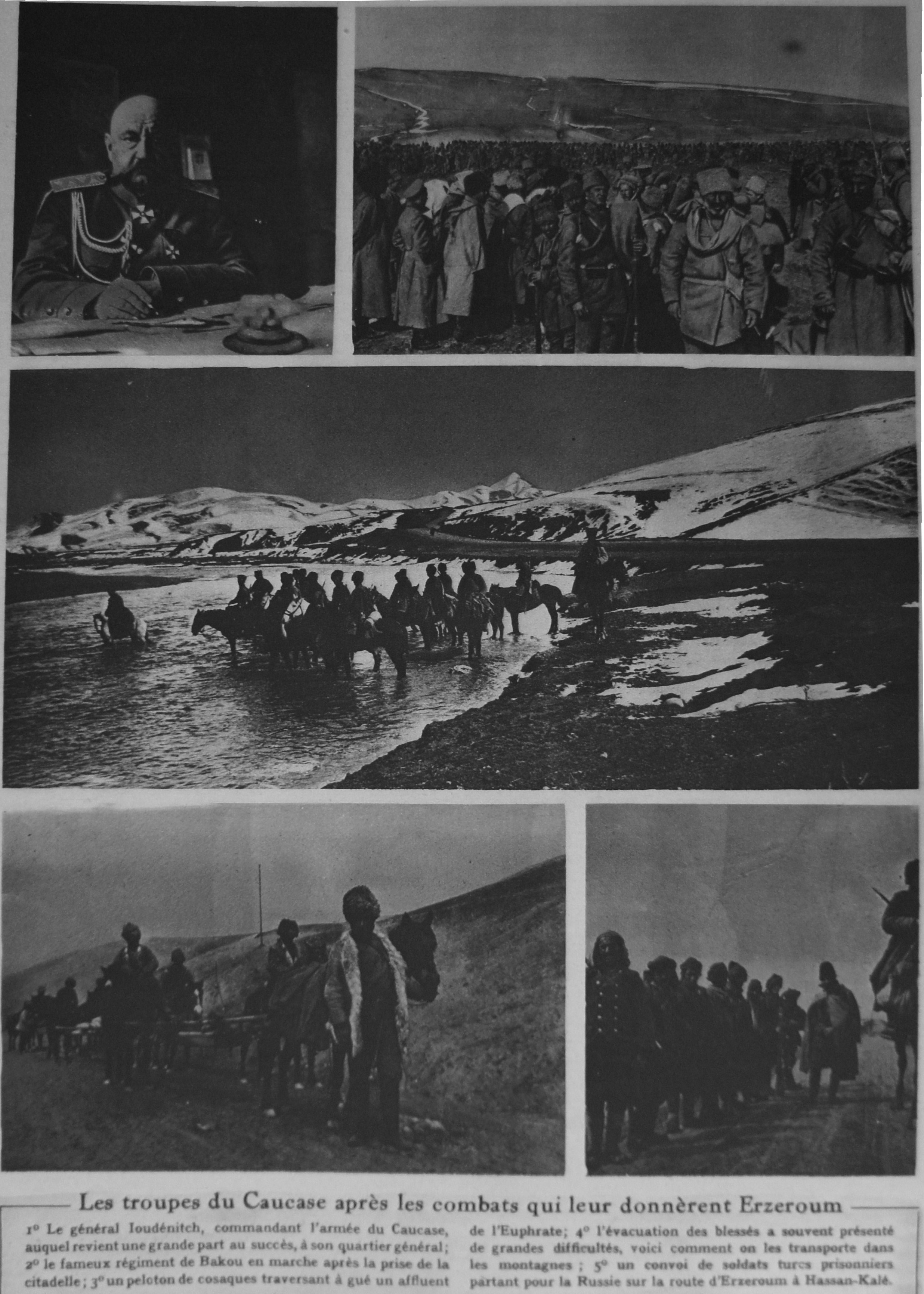
“Les troupes du Caucase après les combats qui leur donnèrent Erzeroum”, Le Miroir, 14 de mayo de 1916.

La oposición reformista de la Duma creyó que el zar se avendría a negociar con ella cuando destituyó al ultraconservador Iván Goremykin a mediados de febrero de 1916. El nombramiento de Borís Shtiúrmer, considerado una criatura de Rasputín y de la zarina, vano, incapaz y con escasa experiencia administrativa pese a su larga carrera al servicio del Estado, disipó rápidamente tal esperanza.
En el campo, el continuo reclutamiento comenzó a suponer un problema en la primavera de 1916. Para entonces casi uno de cada dos hombres del campo con edad entre los diecinueve y los cuarenta y cinco años había sido llamado a filas. La siembra de ese año la hicieron mayoritariamente mujeres. Si los primeros reclutamientos habían favorecido en general al campo al reducir la superpoblación habitual, entonces estaban empezando a perjudicar económicamente al agro al privarlo de parte de la mano de obra necesaria. Para paliar la situación, el Gobierno envió a cuatrocientos mil prisioneros de guerra y cien mil refugiados a participar en la siembra y encargó maquinaria agrícola en los Estados Unidos. Por entonces el ejército empleaba en el frente alrededor de un millón de prisioneros como obreros forzosos, mientras que otros ochocientos mil trabajaban en la retaguardia, fundamentalmente en el campo.
En julio se decidió acabar con la exención de servicio militar de la población musulmana del Cáucaso y Asia Central. Los reclutas serían encuadrados en batallones de trabajo que emplearía el Ejército y no en unidades de combate. El anuncio desencadenó un levantamiento en el Turquestán Ruso e hizo que el 30 de julio las autoridades decretasen la ley marcial en la región. La revuelta quedó sofocada a mediados de diciembre mediante una expedición militar. En el Cáucaso los disturbios surgieron algo más tarde, pero no quedaron controlados hasta enero de 1917. Los desplazados por la rebelión rondaron el millón y hubo varios miles de muertos. Sin embargo la Revuelta de los Basmachí en el Turquestán Ruso, seguiría en curso hasta 1926.

### Ofensiva de Galitzia oriental
Tras permanecer pasivos mientras Serbia era invadida en noviembre de 1915, los rusos decidieron emprender una nueva ofensiva en Galitzia oriental en la que contaron por fin con la ansiada superioridad en hombres —el doble que el enemigo— y una abundancia de munición para la artillería —mil cañones con otros tantos proyectiles para cada uno de ellos—, que debía machacar las posiciones enemigas. El ataque, mal preparado, comenzó el 27 de diciembre. Las nueve cuerpos de ejército de infantería y los dos de caballería trataron en vano de quebrar las líneas austrohúngaras durante dos semanas; sufrieron cincuenta mil bajas. Se mantuvo la falta de cooperación entre la infantería y la artillería —que no destruyó las defensas enemigas—, se dispuso a las reservas que debían penetrar en la brecha que abriría la artillería a más de cinco kilómetros de la primera línea austrohúngara —distancia que los soldados debían recorrer a pie, sin protección— y se concentraron los asaltos en una franja tan estrecha del frente que la artillería enemiga podía batir a las unidades que los llevaban a cabo desde los flancos.

### Ofensiva del lago Naroch
Los mandos rusos tuvieron que aceptar emprender una nueva ofensiva en marzo de 1916 para aliviar la presión alemana a Francia en la batalla de Verdún, pese a que el tiempo era malo y las unidades todavía no estaban preparadas. Para entonces el Ejército ruso contaba con una considerable ventaja numérica en el frente: en el norte, trescientos mil rusos se enfrentaban a ciento ochenta mil alemanes; en el centro, tenían setecientos mil frente a trescientos sesenta mil; solamente en el suroeste los bandos estaban equilibrados y disponían de medio millón de soldados cada uno. En el frente occidental ruso, al mando del general Alexéi Evert, la escasez de munición de artillería había desaparecido, y se esperaba que fuese en esta parte del frente en la que se llevase a cabo el nuevo ataque. El sector elegido para la acometida fue el situado al este de Vilna: Alekséi Kuropatkin, jefe del frente septentrional, participaría en ella atacando en dirección suroeste, hacia Vilna, mientras que las unidades de Evert marcharían hacia el oeste, en dirección a los lagos ubicados al este de la ciudad. Los rusos gozaban de una amplia ventaja en hombres: trescientos cincuenta mil en veinte divisiones frente a los setenta y cinco mil alemanes del 10.º Ejército. Contaban además con más artillería que el enemigo: novecientos ochenta y dos cañones frente a los cuatrocientos cuarenta alemanes. Pese a esto la coordinación de los mandos fue mediocre, la cooperación de las unidades del frente norte en la operación, escasa, y el momento elegido, a comienzos de primavera y continuas heladas y deshielos intermitentes que complicaban el abastecimiento y anulaban el efecto de las bombas, totalmente inadecuado. La ofensiva empezó el 18 de marzo y duró dos semanas. En la fallida batalla, en la que los rusos no avanzaron nada, estos perdieron más de cien mil hombres frente a los de veinte mil del enemigo.
La incapacidad rusa para quebrar las defensas alemanas en el lago Nároch desesperó a los mandos, que creyeron a partir de entonces imposible lograrlo. En los dos frentes en los que los rusos luchaban con los alemanes contaban ya con más de ochocientos mil hombres de ventaja respecto a ellos pero, como los mandos no vieron cómo emplearla, volvieron a alegar que les faltaban municiones para montar una nueva ofensiva. Convencidos de la necesidad de disponer de enormes cantidades de munición como la que franceses y británicos estaban reuniendo para su ofensiva de verano, los mandos rusos de los frentes al norte del Prípiat desecharon todo ataque a las posiciones enemigas. Por el contrario, en el sur los oficiales más jóvenes e impetuosos, en desacuerdo con la valoración de los generales de los frentes septentrionales, comenzaron a hacerse con el control del frente suroeste. En abril Brusílov relevó a Ivánov en el mando de este; tanto él como gran parte de los oficiales que sirvieron bajo su mando en este sector formaron luego un núcleo importante del Ejército Rojo.

### Ofensiva Brusílov

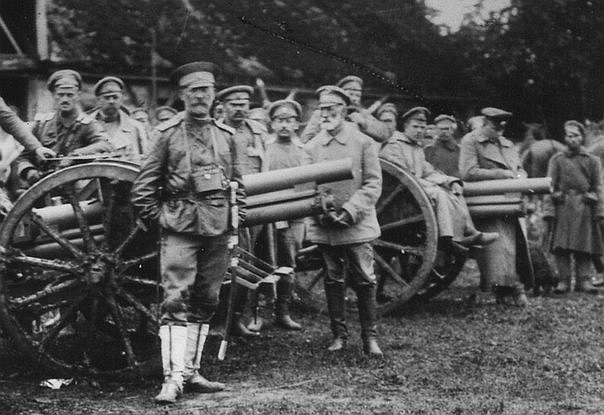
Armas capturadas por las tropas rusas durante la ofensiva de Broussilov, 1916.

Si bien la ofensiva de Brusílov en el frente suroeste era la menor de las dos que organizaban los rusos para el verano para cooperar con las de los franceses y británicos en el frente occidental, se preparó a conciencia. Los preparativos fueron exhaustivos: se ocultó la reunión de las reservas que debían sostener el avance inicial, se construyeron réplicas de las trincheras enemigas para adiestrar a los hombres en el asalto, se empleó por primera vez con exactitud las fotografías aéreas de las baterías austrohúngaras y se mejoraron las comunicaciones en todo el sector. Brusílov contaba con sesenta y cinco divisiones —más de seiscientos mil soldados— y amplia ventaja en artillería ligera, aunque no en la pesada. En mayo la operación estaba lista para comenzar, pese a las distintas objeciones tanto del alto mando como de los jefes de los ejércitos subordinados a Brusílov. La cuidada preparación de la ofensiva dio sus frutos y logró quebrar las defensas austriaca, pese a que los rusos no gozaban de una amplia ventaja en efectivos. El ataque se adelantó para distraer fuerzas austrohúngaras del frente italiano, donde estas estaban haciendo avances en el Trentino.
En la primera semana de combates a principios de junio, los ejércitos de Brusílov quebraron las líneas enemigas, capturaron a un tercio de sus soldados y hundieron el ánimo del Ejército austrohúngaro, que a partir de entonces dependió del sostén alemán para mantener la cohesión. El descrédito del mando austrohúngaro fue grande, pues posiciones teóricamente inexpugnables se perdieron en menos de una semana de lucha, así como la mitad de las fuerzas de este sector del frente. Brusílov decidió a continuación no perseguir a los austrohúngaros en retirada hacia el oeste y el suroeste y tratar de flanquear las unidades alemanas situadas más al norte, frente al enorme ejército de Alexéi Evert, que contaba con dos tercios de la artillería pesada del Ejército ruso y con un millón de soldados preparados para atacar. Evert, sin embargo, no cesó de titubear y de retrasar constantemente el esperado ataque. Tanto Kuropatkin, jefe del frente norte, como Evert, del central, apenas realizaron acometidas pese a contar con una gran ventaja ante el enemigo —Kuropatkin disponía de cuatrocientos mil soldados frente a los doscientos mil alemanes que se le oponían— y cedieron escasas fuerzas a Brusílov. Este reanudó la ofensiva a comienzos de julio, con nuevas victorias: en el sur, ocupó gran parte de la Bucovina y en el norte eliminó el saliente del río Styr, si bien los alemanes lo rechazaron en el Stojod.
En el norte, Evert llevó a cabo otra fallida ofensiva con grandes medios a principios de julio. Con veintiuna divisiones de infantería y cinco de caballería y mil cañones que batieron las líneas enemigas, en medio de las ciénagas, durante varios días, apenas logró avances y perdió ochenta mil hombres frente a los dieciséis mil del enemigo. Evert gastó más munición con sus cañones en una semana de combates infructuosos que Brusílov en su victoriosa ofensiva en el sur. Cuando terminó el ataque en el sector de Baránavichi, los rusos habían perdido cien mil hombres sin conseguir avances relevantes. Para evitar tener que atacar en sus sectores, Evert y Kuropatkin se avinieron a ceder unidades a Brusílov.

### Sostenimiento de Rumanía
Rumanía entró en la guerra del lado de la Entente a finales de agosto. Pese a las esperanzas de los Aliados de que el Ejército rumano lograría flanquear las unidades del enemigo en el extremo meridional del frente oriental, el acontecimiento resultó un fiasco que obligó a los rusos a enviar un tercio de sus fuerzas a sostener el frente rumano. A finales de 1916, los ejércitos enemigos habían ocupado toda Rumanía menos Moldavia, protegida por ejércitos rusos desplegados apresuradamente en noviembre y diciembre y los restos del Ejército rumano.

## Guerra y revolución

### Crisis política y social

#### Revolución de Febrero: el fin de la monarquía

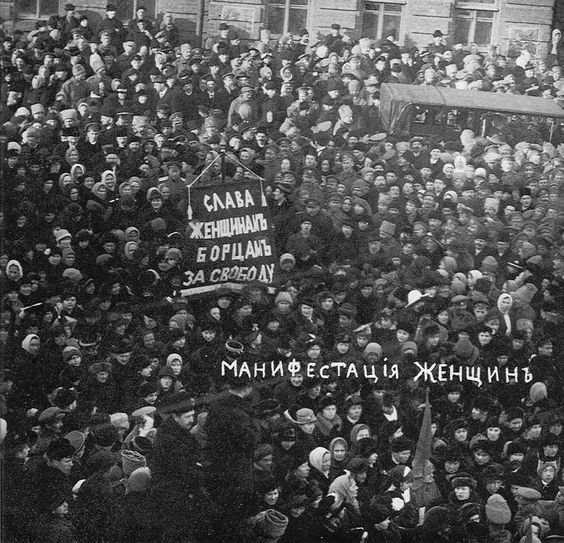
Día Internacional de la Mujer en Petrogrado, 23 de febrero/8 de marzo de 1917.

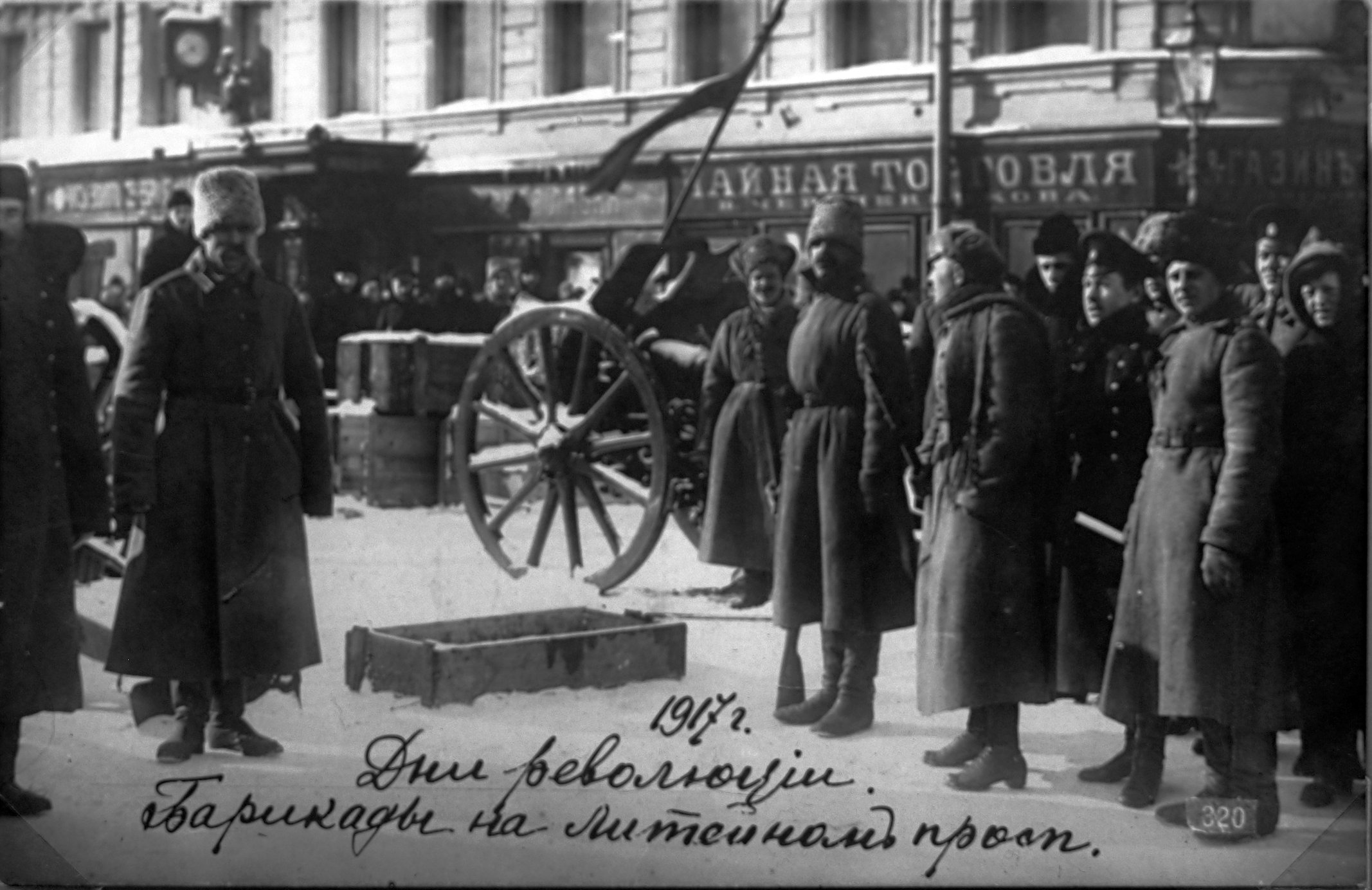
Barricada en la avenida Liteïny durante la Revolución de Febrero.

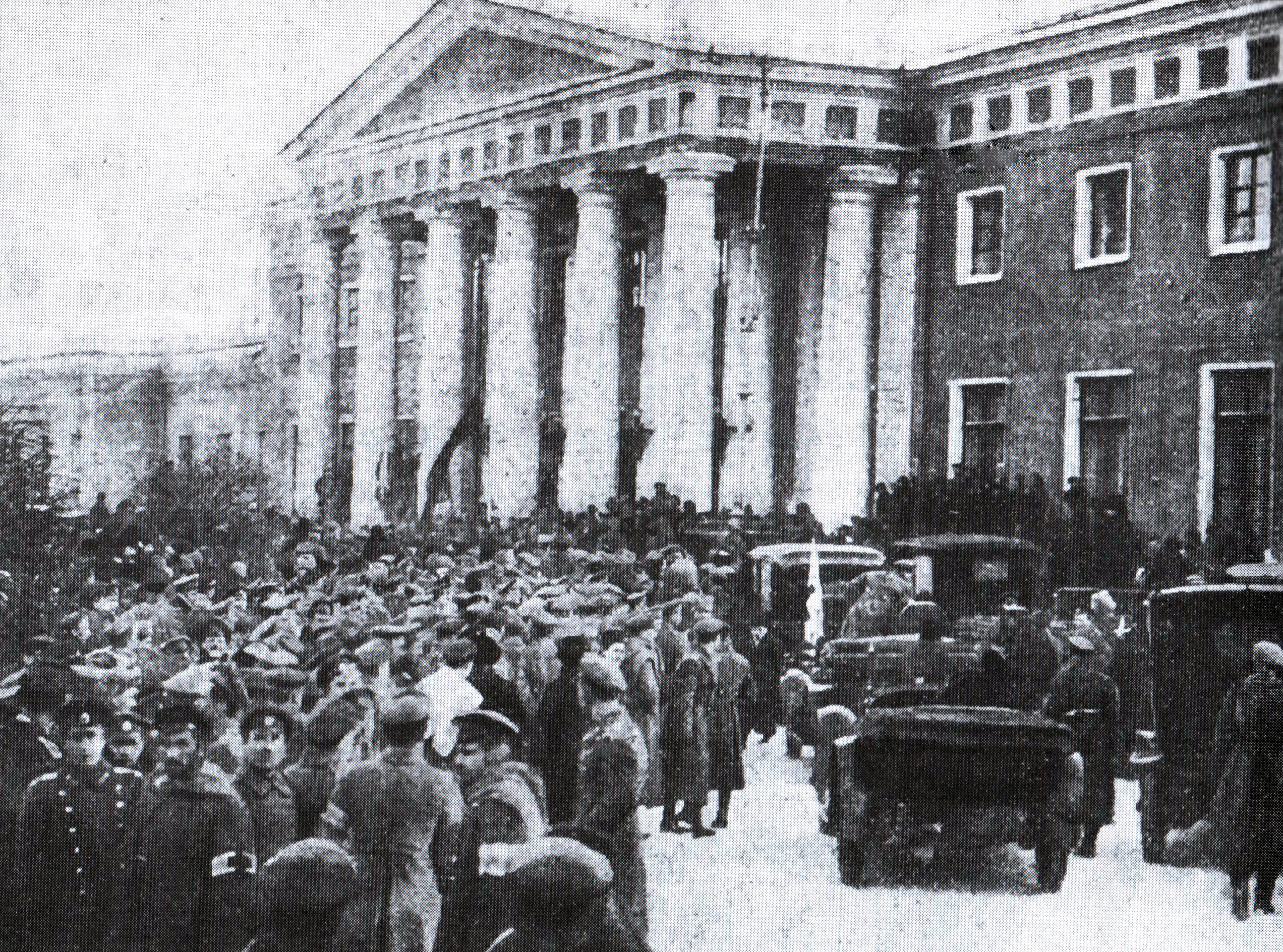
Soldados y manifestantes frente al Palacio de Tauride, 1/14 de marzo de 1917.

La oposición liberal del Bloque Progresista, temerosa de enfrentarse al Gobierno y, desde finales de 1916, de facilitar involuntariamente un alzamiento popular, nunca llegó a desempeñar un papel destacado. El zar pospuso las sesiones parlamentarias hasta noviembre en junio, para alivio tanto del Gobierno como de la propia oposición, sumida en una crisis interna. La Duma, débil, no suponía una amenaza para el Gobierno. Alekséyev había propuesto a mediados de junio a Nicolás que estableciese una dictadura para afrontar los problemas internos del país (inflación, falta de alimentos, protestas en la industria y disgusto campesino). Nicolás aceptó la sugerencia y decidió que lo fuese el primer ministro, Shtiúrmer, aunque este era remiso. La medida supuso un rotundo fracaso. Para finales de año, Rasputín y la zarina habían eliminado a los últimos políticos capaces del Gobierno y el zar seguía negándose a dar responsabilidades a los reformistas. El Gobierno estaba en manos de corruptos e incompetentes y había perdido casi todo desprestigio, y tanto liberales como conservadores trataban infructuosamente de cambiar el rumbo político, sin lograr influir en el círculo real. Una de las acciones de los conservadores en este sentido fue el asesinato de Rasputín el 30 de diciembre de 1916. Los asesinos contaron con las simpatías de los familiares de los emperadores, muy críticos con las acciones de estos. El zar casi se había desentendido complementamente de las tareas de gobierno y del mando del Ejército a finales de año y la previsión de una revolución era compartida por todos.
Miles de trabajadoras de la capital se manifestaron contra la carestía y la inflación el Día Internacional de la Mujer (8 de marzo de 1917), llamando en su apoyo a los trabajadores de la ciudad. Doscientos mil trabajadores se pusieron en huelga y comenzaron a exigir cambios políticos, no solo económicos. Parte de la guarnición capitalina desobedeció la orden de aplastar las protestas y se pasó a los manifestantes el 12 de marzo. Sin apoyos suficientes para mantenerse, el zar acabó por abdicar el 15 de marzo.

#### Privaciones en el campo y la ciudad

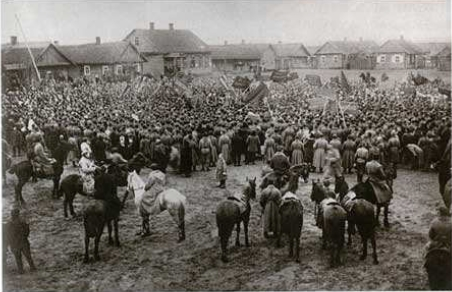
La revolución en Maladetchna (gobierno de Minsk) en 1917.

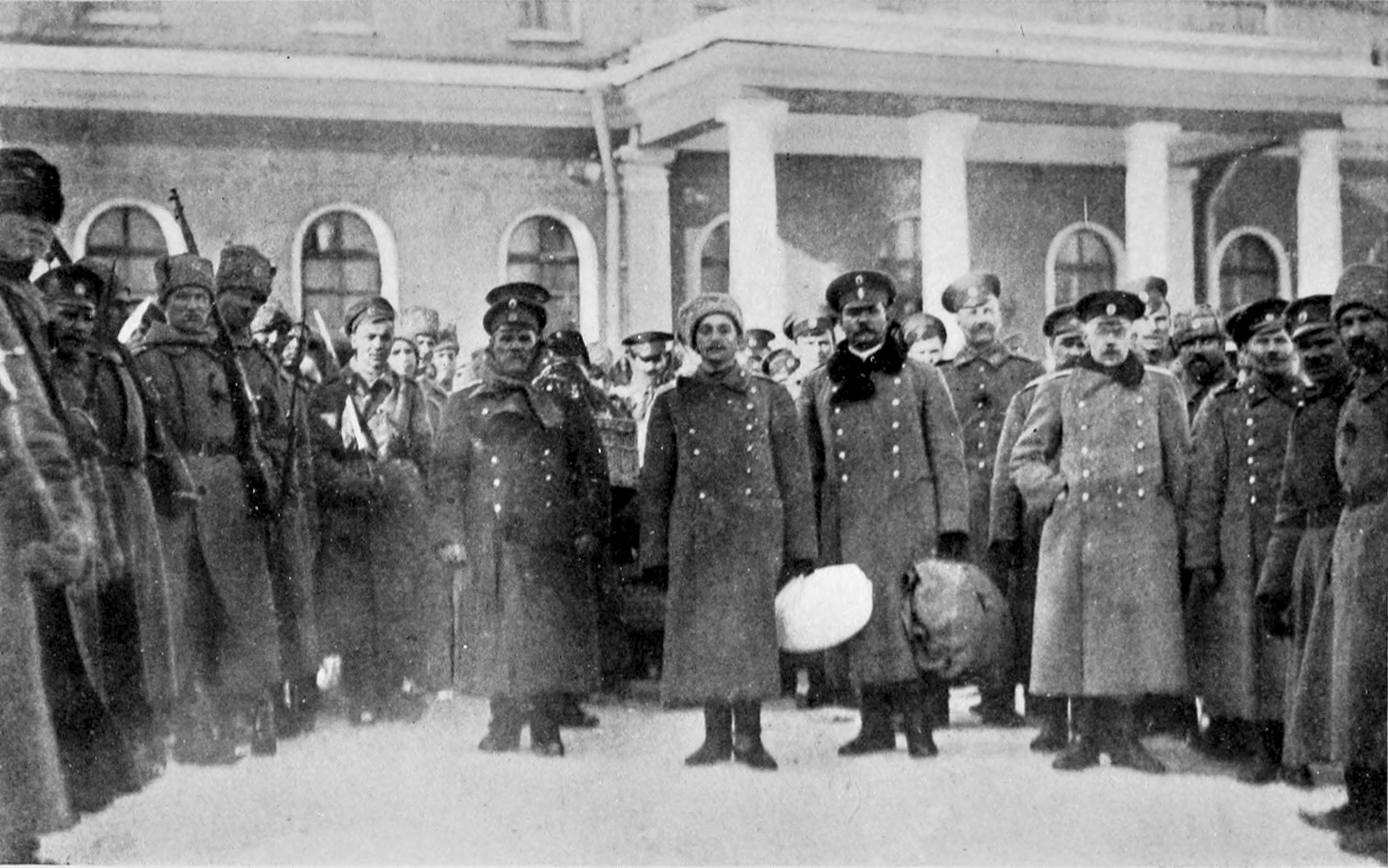
Soldados arrestan a funcionarios durante la revolución de febrero de 1917.

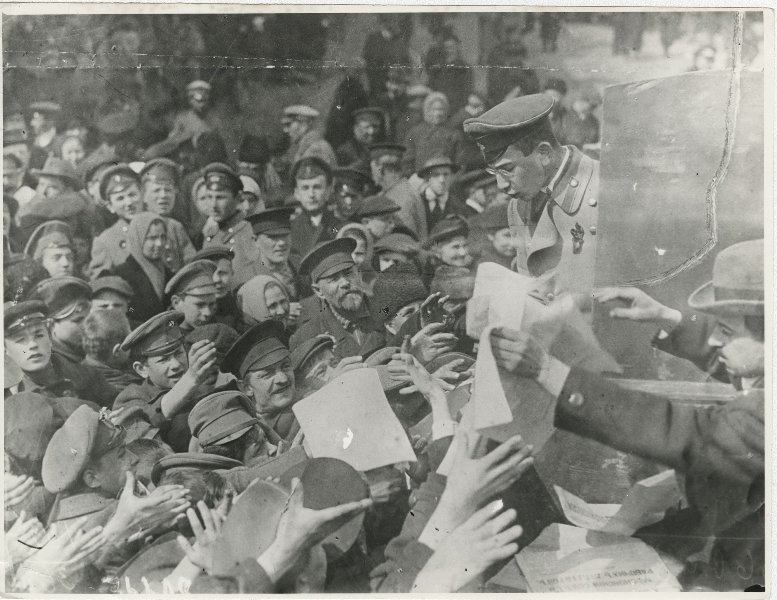
Distribución de periódicos a los soldados en abril de 1917.

En el campo, donde el 80 %  de los campesinos aún pertenecía a las comunas, la falta de mano de obra, de repuestos y de fertilizantes debida a la guerra acentuó el deseo de los labradores de obtener nuevas fincas. Para comienzos de 1917, el 47, 8 % de los campesinos varones en condiciones de combatir había sido llamado a filas. En torno a un tercio de las granjas habían perdido a todos sus trabajadores varones. En las ciudades, la población sufría desabastecimiento, inflación y falta de calefacción durante el invierno de 1916-1917, especialmente frío. Las huelgas de octubre de 1916 y enero y febrero de 1917 por la escasez de alimento y combustible precedieron a la Revolución de Febrero, que acabó con la monarquía. De 1914 a 1916, las fábricas de armamento de las ciudades habían absorbido tanta población rural —atraída por la ilusión de prosperar— como el ejército, que exigía mejores sueldos y condiciones de vida para salir de la miseria. La migración fue tan intensa que para cuando cayó la monarquía en marzo de 1917, seis de cada diez hombres en edad laboral vivían ya en la ciudad. En Moscú y Petrogrado, la población fabril crecía un diez y un veinte por ciento cada año, respectivamente.
El gran desarrollo económico desencadenado por la guerra mundial —aumentó notablemente el comercio, la inversión privada y gubernamental, la actividad bancaria y la producción de material bélico— vino acompañado de una mayor explotación de los trabajadores y del crecimiento del proletariado urbano. Tan solo aquellos obreros que trabajaban en fábricas de más de dieciséis empleados —una minoría— eran 3 643 000 en enero de 1917; su número había aumentado en un millón durante la contienda. Los empleados de las fábricas estatales habían pasado de ser ciento veinte mil en 1914 a cuatrocientos mil en enero de 1917. Los ferrocarriles rusos pasaron de emplear setecientos mil personas en 1914 a un millón doscientas mil en 1917. El número de mineros se duplicó hasta los ochocientos mil; el de los que trabajaban en la industria petrolífera alcanzó el medio millón. La construcción empleaba a un millón y medio de personas, medio millón más que al estallar el conflicto. El incremento de la población urbana se debió a la emigración del campo, en parte determinada por motivos económicos —mayores sueldos, competencia de la pujante industria con la gran artesanía rural (esta empleaba a once millones de personas en 1914), pérdidas de materias primas y de transporte— y en parte sociales —deseo de evitar las levas—.
La contienda también fomentó el empleo de mujeres y niños en las fábricas, con menores sueldos que los hombres, a los que superaron en número a finales de 1916. El número de trabajadoras en la capital se multiplicó por seis durante la guerra; en el conjunto del país, pasó de suponer el 26,6 % del total de trabajadores en 1914 a ser el 43,2 % en 1917. Industriales y dueños de minas lograron además que se suspendiesen algunas de las medidas de protección de los trabajadores argumentando que así conseguirían producir más. Las horas extraordinarias se hicieron obligatorias, y se sumaron las diez diarias habituales en Rusia.
La guerra había obligado al país a abandonar en la práctica el patrón oro, que permitía la emisión de nuevo dinero únicamente si este contaba con aval en oro. Los gastos ocasionados por la contienda impidieron mantener el sistema, pues en 1914 Rusia tan solo contaba con un 106 % de reservas de oro respecto del dinero en circulación, mucho menos de lo necesario para sufragar los desembolsos causados por la guerra. El Reino Unido realizó un préstamo teórico —carecía en realidad del oro que estaba prestando— de dos mil millones de rublos en oro a Rusia lo que, aunque duplicó supuestamente las reservas de oro rusas —el oro británico permaneció en Gran Bretaña—, no bastó para cubrir las nuevas emisiones de moneda y mantener el patrón oro.
Si el gasto estatal previo al conflicto era de unos tres mil quinientos millones de rublos anuales, tan solo la compensación a las familias de los reclutas —un miserable dólar estadounidense por familia— superaba esa cifra ya en septiembre de 1914. El aumento de los gastos disparó la cantidad de dinero en circulación y la cantidad y el monto de los préstamos suscritos por el Estado. Esta gastaba ya en 1915 nueve mil quinientos de rublos y, en 1916, quince mil trescientos, de los cuales once mil cuatrocientos eran partidas del Ministerio de Guerra. La Hacienda rusa tampoco estaba preparada para las necesidades que originó la guerra: los impuestos directos eran mínimos y suponían un 10 % de los ingresos del Estado; los indirectos, también bajos, apenas suponían un 20 %; el grueso provenía de los monopolios estatales, principalmente de la venta de bebidas alcohólicas —prohibida al estallar el conflicto— y los ferrocarriles. De un plumazo, con la supresión de la venta de alcohol, el Estado perdió un tercio de sus ingresos, que solo trató de compensar mediante la imposición de nuevos impuestos a finales de 1915. El Gobierno se negó a sustituir el grueso de los impuestos indirectos por otros directos sobre la renta —que juzgaba costoso de instaurar por la falta de control en el campo— y los beneficios. Cuando finalmente impuso algunos de estos impuestos, lo hizo con gran moderación y escasos beneficios. Los préstamos nacionales, realizados mediante la emisión de bonos a un interés creciente, tampoco lograron aumentar los recursos estatales ni moderar la inflación.
Si bien el aumento del dinero circulante favoreció el crecimiento económico, también originó una enorme inflación: entre el comienzo de la guerra y enero de 1917, los precios se multiplicaron por cuatro y entre aquel y la Revolución de Octubre, por diez. La estructura económica rusa también coadyuvó en desatar la inflación: a la especulación se unieron, entre otros, el desplome de la cotización del rublo, el aumento de algunos medios como el transporte y la necesidad de las empresas de aumentar los salarios para conseguir a los escasos trabajadores cualificados. Los intentos gubernamentales de frenar la inflación, imponer monopolios estatales para acabar con el acaparamiento y fijar precios fracasaron. En especial, el sistema perjudicó el abastecimiento de comida: ante los bajos precios oficiales, los campesinos retiraban sus productos de la circulación, lo que causó escasez y el florecimiento del mercado negro. La inflación y la falta de productos manufacturados también desató protestas campesinas cada de vez más frecuentes. Los diez millardos de rublos en circulación de principios de 1917 pasaron a veinte millones durante el periodo del Gobierno provisional ruso y se desató una espiral inflacionaria gravísima sostenida por la emisión estatal de moneda, el aumento del crédito bancario y el crecimiento de los salarios. La inflación, que encareció enormemente los alimentos, suscitó una ola de huelgas durante el verano de 1917 que redujo a la mitad la producción industrial y sumió al campo en un sistema de mera subsistencia. Esto a su vez desbarató el suministro de víveres a las ciudades a partir de noviembre de 1916 y causó las protestas que desencadenaron la Revolución de Febrero y se prolongaron a lo largo del resto del año. Finalmente, acabó con el sistema comercial monetario, que quedó sustituido por el trueque. La situación en las ciudades no mejoró con la caída de la monarquía: el abastecimiento no satisfacía las necesidades de la población pese a la reducción constante de las raciones, los problemas de vivienda (de Polonia habían llegado tres millones de refugiados) habían sumido a la población obrera en condiciones de alojamiento muy insalubres y estas junto con el gran aumento de los medicamentos y la mala alimentación fomentaron la aparición de epidemias de viruela, tifus y escarlatina.
El agro ruso tenía problemas para aumentar la producción y abastecer a las ciudades. Las grandes fincas con producción comercial suponían un 10 % del total. En 1914-1915, entre los terratenientes y los medianos propietarios apenas cubrían un 28 % de las necesidades de cereal del Ejército. La falta de maquinaria y de fertilizantes, secundarios frente a la industria pesada en el esfuerzo bélico ruso, impidió acrecentar con su uso la producción. El empleo de ambos no solo no creció durante la guerra, sino que se redujo. A esto se unía la menor mano de obra en el campo, debida tanto a la emigración a las ciudades como al reclutamiento, que afectó a los dos grupos mencionados. En general, la producción de las fincas de terratenientes y medianos propietarios menguó a lo largo de guerra. El grueso de la producción alimenticia rusa, un mínimo del 60 %, provenía del campesinado, veinte millones de personas agrupadas en general en comunas. A estos, la reducción de la población rural, excesiva, les permitió aumentar la cabaña ganadera —que consumió parte del grano recogido— y las tierras cultivadas. Las cosechas durante el periodo bélico fueron buenas, suficientes para cubrir las necesidades tanto del Ejército como de las ciudades y de la población rural, pero el transporte deficiente, el acaparamiento de los intermediarios y la gran distancia entre las zonas de producción y las de consumo determinaron la escasez en estas. En contraste con el aumento en un tercio de la población urbana, hubo una disminución del 25 % al 15 % de la cosecha de cereal disponible en los mercados, por la reducción del suministro de los campesinos. La inflación desalentaba la venta de grano, que los campesinos preferían consumir o dar al ganado. En 1916, los bancos, unos de los muchos intermediarios entre el campesino y la ciudad, controlaban el 40 % de las reservas de grano y con ellas parte del suministro. Estos intermediarios y la mayor pujanza de los precios de los productos manufacturados frente a los agrícolas hicieron que los campesinos perdieran interés en vender su grano. El aumento acelerado de los empleados ferroviarios redujo la calidad del servicio, fundamental para el abastecimiento tanto del Ejército como de las ciudades, pese al crecimiento de locomotoras, vagones y líneas férreas que aconteció durante la guerra.
El Ejército ruso perdió 62 847 oficiales hasta enero de 1917, especialmente en las batallas de 1914 y 1915. De los 145 916 que tenía por entonces, solo el 10 % eran oficiales profesionales, los restos de los 40 590 que había al comenzar la guerra. En el Ejército ingresaron unos ciento setenta mil nuevos oficiales, muchos de los cuales carecían del adiestramiento necesario. En 1914, el Ejército apenas pudo disponer de 20 740 oficiales de la reserva, un 50% menos que Alemania, pese a que su cuerpo de oficiales duplicaba al de esta.

### Últimos combates

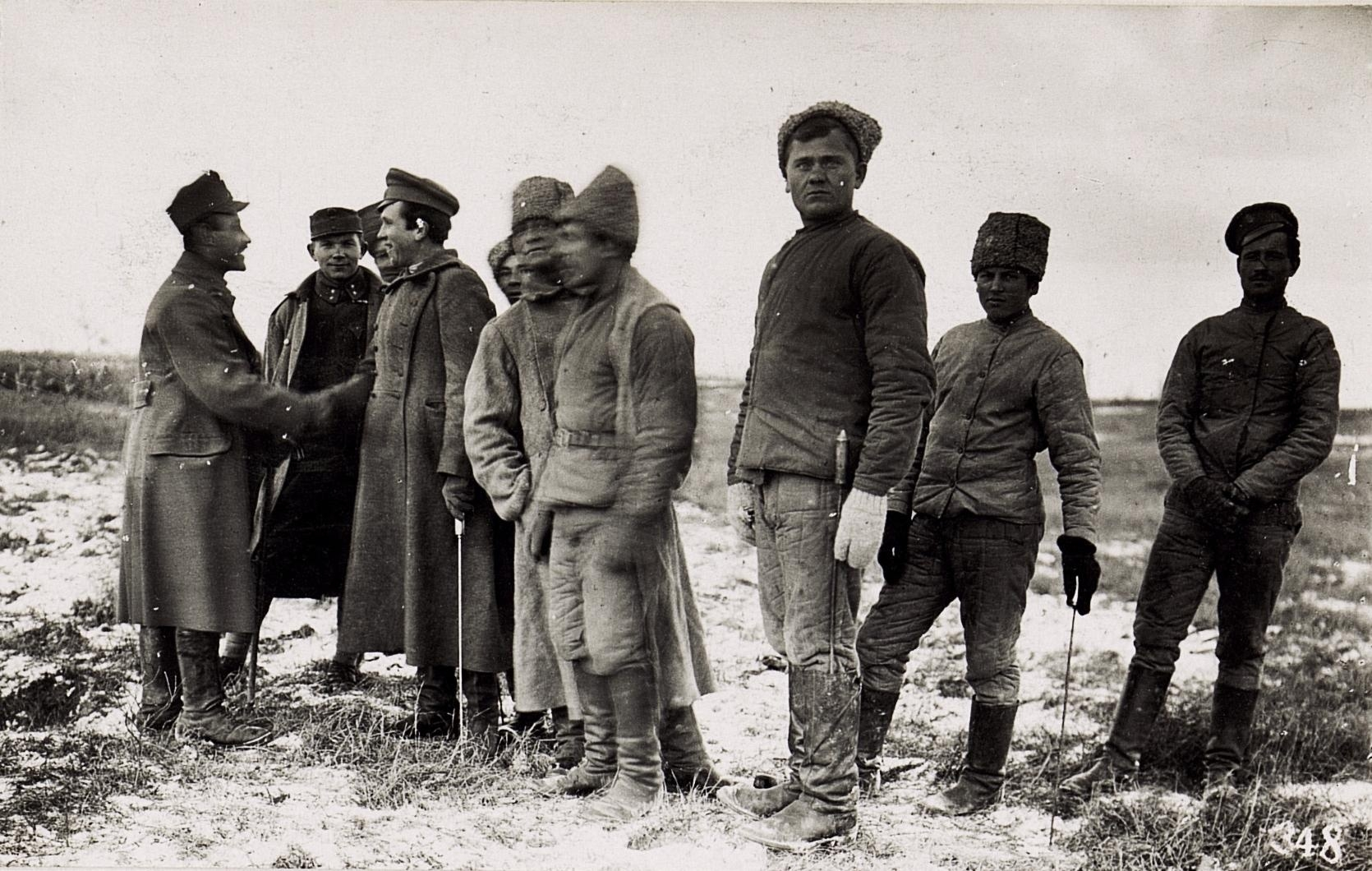
Armisticio entre rusos y austrohúngaros, 9 de diciembre de 1917.

Las conferencias políticas y militares de la Entente de principios de 1917 dejaron claro la gran superioridad de esta en soldados y armamento frente al enemigo: en casi todos los frentes esta ventaja era de al menos el 60 %. Sin embargo, el único avance significativo entre los últimos combates en Rumanía en el invierno de 1916-1917 y la Ofensiva Kérenski fue un ataque por sorpresa en Curlandia en enero de 1917, que logró ciertos avances frente a los alemanes, que habían retirado unidades de ese sector.
En noviembre y pese al alarmismo de los oficiales, que proclamaban que el Ejército se había disuelto, aún había seis millones y medio de soldados en el frente. Desmoralizados, no se opusieron a la toma del poder por los bolcheviques en noviembre e incluso muchos sirvieron de propagandistas de estos en sus pueblos cuando regresaron a ellos tras la firma del armisticio de diciembre.
Los prisioneros rusos durante la guerra fueron 3 343 900, y cerca de dos millones de soldados enemigos fueron a su vez apresados por las fuerzas rusas.